# Chiếu hết (cờ vua)

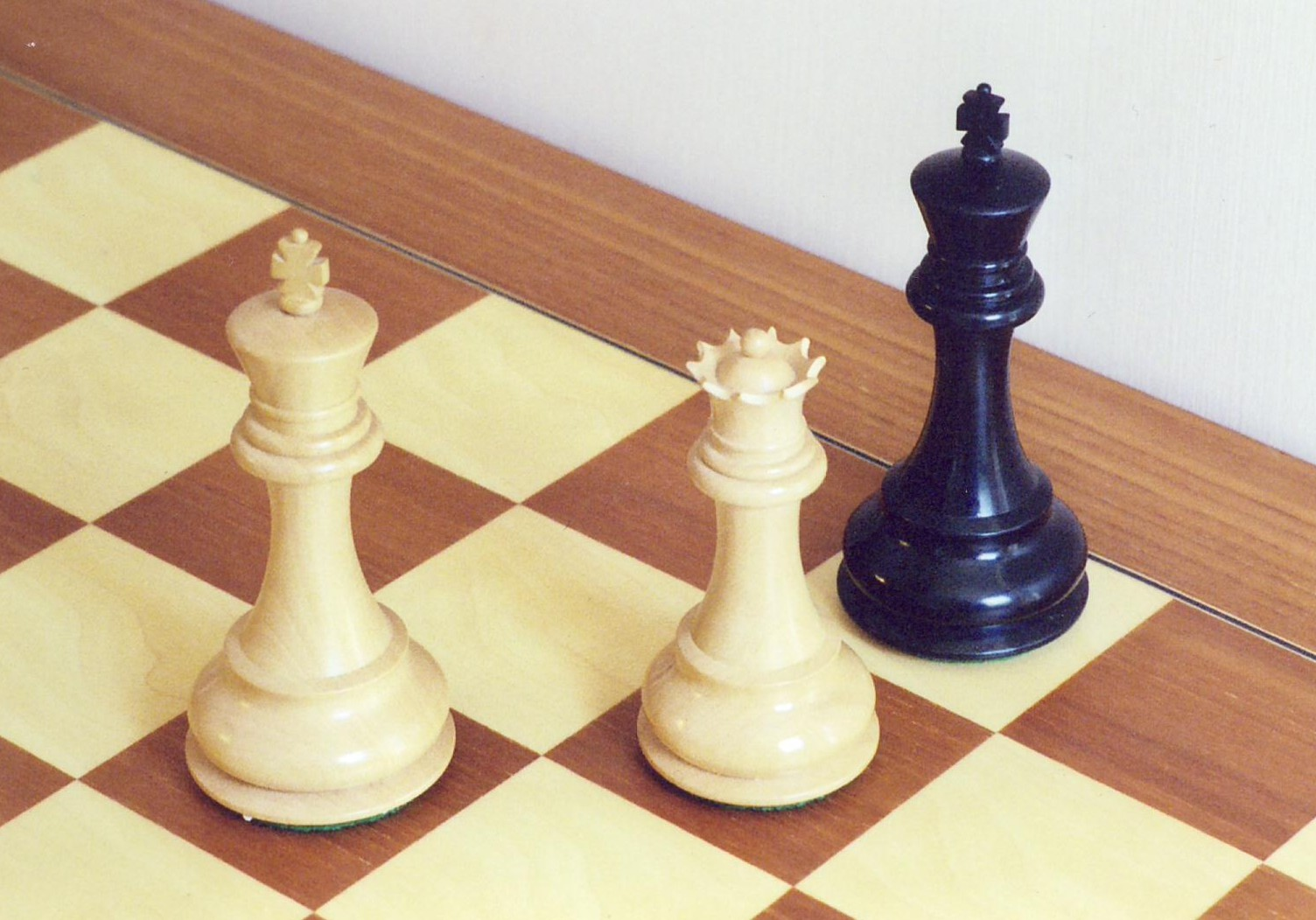
Quân đen bị chiếu hết và thua ván cờ.

Chiếu hết hay chiếu bí (tiếng Anh: checkmate) là bất kỳ thế cờ nào trong cờ vua và các trò chơi tương tự cờ vua khác, trong đó quân vua của người chơi đang ở thế chiếu (bị dọa bắt quân) và không thể trốn thoát. Khi một bên bị chiếu hết, bên còn lại sẽ thắng ván đấu.
Trong cờ vua, vua không bao giờ thực sự bị bắt—người chơi thua ngay khi vua của người chơi bị chiếu hết. Trong các cuộc thi đấu chính thức, việc từ bỏ một ván đấu chắc chắn thua trước khi bị chiếu hết thường được coi là nghi thức tốt.
Nếu một người chơi không bị chiếu nhưng không có nước đi hợp lệ thì sẽ rơi vào thế hết nước đi và ván đấu ngay lập tức kết thúc với kết quả hòa. Trong biên bản thi đấu, một nước đi chiếu hết được ký hiệu bằng dấu "#", ví dụ: 34. Qg3#.

## Ví dụ
Một thế chiếu hết có thể xảy ra chỉ sau hai nước đi của một bên khi tất cả các quân cờ vẫn còn trên bàn cờ (ngay giai đoạn mở đầu của ván cờ như trong chiếu hết hai nước), ở giai đoạn trung cuộc (như trong ván đấu thế kỷ năm 1956 giữa Donald Byrne và Bobby Fischer), hoặc sau nhiều nước đi với ít nhất ba quân cờ ở thế kết thúc ván cờ.
|   | a | b | c | d | e | f | g | h |   |
| 8 | a8 black rook · b8 black knight · c8 black bishop · e8 black king · f8 black bishop · g8 black knight · h8 black rook · a7 black pawn · b7 black pawn · c7 black pawn · d7 black pawn · f7 black pawn · g7 black pawn · h7 black pawn · e5 black pawn · g4 white pawn · h4 black queen · f3 white pawn · a2 white pawn · b2 white pawn · c2 white pawn · d2 white pawn · e2 white pawn · h2 white pawn · a1 white rook · b1 white knight · c1 white bishop · d1 white queen · e1 white king · f1 white bishop · g1 white knight · h1 white rook | a8 black rook · b8 black knight · c8 black bishop · e8 black king · f8 black bishop · g8 black knight · h8 black rook · a7 black pawn · b7 black pawn · c7 black pawn · d7 black pawn · f7 black pawn · g7 black pawn · h7 black pawn · e5 black pawn · g4 white pawn · h4 black queen · f3 white pawn · a2 white pawn · b2 white pawn · c2 white pawn · d2 white pawn · e2 white pawn · h2 white pawn · a1 white rook · b1 white knight · c1 white bishop · d1 white queen · e1 white king · f1 white bishop · g1 white knight · h1 white rook | a8 black rook · b8 black knight · c8 black bishop · e8 black king · f8 black bishop · g8 black knight · h8 black rook · a7 black pawn · b7 black pawn · c7 black pawn · d7 black pawn · f7 black pawn · g7 black pawn · h7 black pawn · e5 black pawn · g4 white pawn · h4 black queen · f3 white pawn · a2 white pawn · b2 white pawn · c2 white pawn · d2 white pawn · e2 white pawn · h2 white pawn · a1 white rook · b1 white knight · c1 white bishop · d1 white queen · e1 white king · f1 white bishop · g1 white knight · h1 white rook | a8 black rook · b8 black knight · c8 black bishop · e8 black king · f8 black bishop · g8 black knight · h8 black rook · a7 black pawn · b7 black pawn · c7 black pawn · d7 black pawn · f7 black pawn · g7 black pawn · h7 black pawn · e5 black pawn · g4 white pawn · h4 black queen · f3 white pawn · a2 white pawn · b2 white pawn · c2 white pawn · d2 white pawn · e2 white pawn · h2 white pawn · a1 white rook · b1 white knight · c1 white bishop · d1 white queen · e1 white king · f1 white bishop · g1 white knight · h1 white rook | a8 black rook · b8 black knight · c8 black bishop · e8 black king · f8 black bishop · g8 black knight · h8 black rook · a7 black pawn · b7 black pawn · c7 black pawn · d7 black pawn · f7 black pawn · g7 black pawn · h7 black pawn · e5 black pawn · g4 white pawn · h4 black queen · f3 white pawn · a2 white pawn · b2 white pawn · c2 white pawn · d2 white pawn · e2 white pawn · h2 white pawn · a1 white rook · b1 white knight · c1 white bishop · d1 white queen · e1 white king · f1 white bishop · g1 white knight · h1 white rook | a8 black rook · b8 black knight · c8 black bishop · e8 black king · f8 black bishop · g8 black knight · h8 black rook · a7 black pawn · b7 black pawn · c7 black pawn · d7 black pawn · f7 black pawn · g7 black pawn · h7 black pawn · e5 black pawn · g4 white pawn · h4 black queen · f3 white pawn · a2 white pawn · b2 white pawn · c2 white pawn · d2 white pawn · e2 white pawn · h2 white pawn · a1 white rook · b1 white knight · c1 white bishop · d1 white queen · e1 white king · f1 white bishop · g1 white knight · h1 white rook | a8 black rook · b8 black knight · c8 black bishop · e8 black king · f8 black bishop · g8 black knight · h8 black rook · a7 black pawn · b7 black pawn · c7 black pawn · d7 black pawn · f7 black pawn · g7 black pawn · h7 black pawn · e5 black pawn · g4 white pawn · h4 black queen · f3 white pawn · a2 white pawn · b2 white pawn · c2 white pawn · d2 white pawn · e2 white pawn · h2 white pawn · a1 white rook · b1 white knight · c1 white bishop · d1 white queen · e1 white king · f1 white bishop · g1 white knight · h1 white rook | a8 black rook · b8 black knight · c8 black bishop · e8 black king · f8 black bishop · g8 black knight · h8 black rook · a7 black pawn · b7 black pawn · c7 black pawn · d7 black pawn · f7 black pawn · g7 black pawn · h7 black pawn · e5 black pawn · g4 white pawn · h4 black queen · f3 white pawn · a2 white pawn · b2 white pawn · c2 white pawn · d2 white pawn · e2 white pawn · h2 white pawn · a1 white rook · b1 white knight · c1 white bishop · d1 white queen · e1 white king · f1 white bishop · g1 white knight · h1 white rook | 8 |
| 7 | a8 black rook · b8 black knight · c8 black bishop · e8 black king · f8 black bishop · g8 black knight · h8 black rook · a7 black pawn · b7 black pawn · c7 black pawn · d7 black pawn · f7 black pawn · g7 black pawn · h7 black pawn · e5 black pawn · g4 white pawn · h4 black queen · f3 white pawn · a2 white pawn · b2 white pawn · c2 white pawn · d2 white pawn · e2 white pawn · h2 white pawn · a1 white rook · b1 white knight · c1 white bishop · d1 white queen · e1 white king · f1 white bishop · g1 white knight · h1 white rook | a8 black rook · b8 black knight · c8 black bishop · e8 black king · f8 black bishop · g8 black knight · h8 black rook · a7 black pawn · b7 black pawn · c7 black pawn · d7 black pawn · f7 black pawn · g7 black pawn · h7 black pawn · e5 black pawn · g4 white pawn · h4 black queen · f3 white pawn · a2 white pawn · b2 white pawn · c2 white pawn · d2 white pawn · e2 white pawn · h2 white pawn · a1 white rook · b1 white knight · c1 white bishop · d1 white queen · e1 white king · f1 white bishop · g1 white knight · h1 white rook | a8 black rook · b8 black knight · c8 black bishop · e8 black king · f8 black bishop · g8 black knight · h8 black rook · a7 black pawn · b7 black pawn · c7 black pawn · d7 black pawn · f7 black pawn · g7 black pawn · h7 black pawn · e5 black pawn · g4 white pawn · h4 black queen · f3 white pawn · a2 white pawn · b2 white pawn · c2 white pawn · d2 white pawn · e2 white pawn · h2 white pawn · a1 white rook · b1 white knight · c1 white bishop · d1 white queen · e1 white king · f1 white bishop · g1 white knight · h1 white rook | a8 black rook · b8 black knight · c8 black bishop · e8 black king · f8 black bishop · g8 black knight · h8 black rook · a7 black pawn · b7 black pawn · c7 black pawn · d7 black pawn · f7 black pawn · g7 black pawn · h7 black pawn · e5 black pawn · g4 white pawn · h4 black queen · f3 white pawn · a2 white pawn · b2 white pawn · c2 white pawn · d2 white pawn · e2 white pawn · h2 white pawn · a1 white rook · b1 white knight · c1 white bishop · d1 white queen · e1 white king · f1 white bishop · g1 white knight · h1 white rook | a8 black rook · b8 black knight · c8 black bishop · e8 black king · f8 black bishop · g8 black knight · h8 black rook · a7 black pawn · b7 black pawn · c7 black pawn · d7 black pawn · f7 black pawn · g7 black pawn · h7 black pawn · e5 black pawn · g4 white pawn · h4 black queen · f3 white pawn · a2 white pawn · b2 white pawn · c2 white pawn · d2 white pawn · e2 white pawn · h2 white pawn · a1 white rook · b1 white knight · c1 white bishop · d1 white queen · e1 white king · f1 white bishop · g1 white knight · h1 white rook | a8 black rook · b8 black knight · c8 black bishop · e8 black king · f8 black bishop · g8 black knight · h8 black rook · a7 black pawn · b7 black pawn · c7 black pawn · d7 black pawn · f7 black pawn · g7 black pawn · h7 black pawn · e5 black pawn · g4 white pawn · h4 black queen · f3 white pawn · a2 white pawn · b2 white pawn · c2 white pawn · d2 white pawn · e2 white pawn · h2 white pawn · a1 white rook · b1 white knight · c1 white bishop · d1 white queen · e1 white king · f1 white bishop · g1 white knight · h1 white rook | a8 black rook · b8 black knight · c8 black bishop · e8 black king · f8 black bishop · g8 black knight · h8 black rook · a7 black pawn · b7 black pawn · c7 black pawn · d7 black pawn · f7 black pawn · g7 black pawn · h7 black pawn · e5 black pawn · g4 white pawn · h4 black queen · f3 white pawn · a2 white pawn · b2 white pawn · c2 white pawn · d2 white pawn · e2 white pawn · h2 white pawn · a1 white rook · b1 white knight · c1 white bishop · d1 white queen · e1 white king · f1 white bishop · g1 white knight · h1 white rook | a8 black rook · b8 black knight · c8 black bishop · e8 black king · f8 black bishop · g8 black knight · h8 black rook · a7 black pawn · b7 black pawn · c7 black pawn · d7 black pawn · f7 black pawn · g7 black pawn · h7 black pawn · e5 black pawn · g4 white pawn · h4 black queen · f3 white pawn · a2 white pawn · b2 white pawn · c2 white pawn · d2 white pawn · e2 white pawn · h2 white pawn · a1 white rook · b1 white knight · c1 white bishop · d1 white queen · e1 white king · f1 white bishop · g1 white knight · h1 white rook | 7 |
| 6 | a8 black rook · b8 black knight · c8 black bishop · e8 black king · f8 black bishop · g8 black knight · h8 black rook · a7 black pawn · b7 black pawn · c7 black pawn · d7 black pawn · f7 black pawn · g7 black pawn · h7 black pawn · e5 black pawn · g4 white pawn · h4 black queen · f3 white pawn · a2 white pawn · b2 white pawn · c2 white pawn · d2 white pawn · e2 white pawn · h2 white pawn · a1 white rook · b1 white knight · c1 white bishop · d1 white queen · e1 white king · f1 white bishop · g1 white knight · h1 white rook | a8 black rook · b8 black knight · c8 black bishop · e8 black king · f8 black bishop · g8 black knight · h8 black rook · a7 black pawn · b7 black pawn · c7 black pawn · d7 black pawn · f7 black pawn · g7 black pawn · h7 black pawn · e5 black pawn · g4 white pawn · h4 black queen · f3 white pawn · a2 white pawn · b2 white pawn · c2 white pawn · d2 white pawn · e2 white pawn · h2 white pawn · a1 white rook · b1 white knight · c1 white bishop · d1 white queen · e1 white king · f1 white bishop · g1 white knight · h1 white rook | a8 black rook · b8 black knight · c8 black bishop · e8 black king · f8 black bishop · g8 black knight · h8 black rook · a7 black pawn · b7 black pawn · c7 black pawn · d7 black pawn · f7 black pawn · g7 black pawn · h7 black pawn · e5 black pawn · g4 white pawn · h4 black queen · f3 white pawn · a2 white pawn · b2 white pawn · c2 white pawn · d2 white pawn · e2 white pawn · h2 white pawn · a1 white rook · b1 white knight · c1 white bishop · d1 white queen · e1 white king · f1 white bishop · g1 white knight · h1 white rook | a8 black rook · b8 black knight · c8 black bishop · e8 black king · f8 black bishop · g8 black knight · h8 black rook · a7 black pawn · b7 black pawn · c7 black pawn · d7 black pawn · f7 black pawn · g7 black pawn · h7 black pawn · e5 black pawn · g4 white pawn · h4 black queen · f3 white pawn · a2 white pawn · b2 white pawn · c2 white pawn · d2 white pawn · e2 white pawn · h2 white pawn · a1 white rook · b1 white knight · c1 white bishop · d1 white queen · e1 white king · f1 white bishop · g1 white knight · h1 white rook | a8 black rook · b8 black knight · c8 black bishop · e8 black king · f8 black bishop · g8 black knight · h8 black rook · a7 black pawn · b7 black pawn · c7 black pawn · d7 black pawn · f7 black pawn · g7 black pawn · h7 black pawn · e5 black pawn · g4 white pawn · h4 black queen · f3 white pawn · a2 white pawn · b2 white pawn · c2 white pawn · d2 white pawn · e2 white pawn · h2 white pawn · a1 white rook · b1 white knight · c1 white bishop · d1 white queen · e1 white king · f1 white bishop · g1 white knight · h1 white rook | a8 black rook · b8 black knight · c8 black bishop · e8 black king · f8 black bishop · g8 black knight · h8 black rook · a7 black pawn · b7 black pawn · c7 black pawn · d7 black pawn · f7 black pawn · g7 black pawn · h7 black pawn · e5 black pawn · g4 white pawn · h4 black queen · f3 white pawn · a2 white pawn · b2 white pawn · c2 white pawn · d2 white pawn · e2 white pawn · h2 white pawn · a1 white rook · b1 white knight · c1 white bishop · d1 white queen · e1 white king · f1 white bishop · g1 white knight · h1 white rook | a8 black rook · b8 black knight · c8 black bishop · e8 black king · f8 black bishop · g8 black knight · h8 black rook · a7 black pawn · b7 black pawn · c7 black pawn · d7 black pawn · f7 black pawn · g7 black pawn · h7 black pawn · e5 black pawn · g4 white pawn · h4 black queen · f3 white pawn · a2 white pawn · b2 white pawn · c2 white pawn · d2 white pawn · e2 white pawn · h2 white pawn · a1 white rook · b1 white knight · c1 white bishop · d1 white queen · e1 white king · f1 white bishop · g1 white knight · h1 white rook | a8 black rook · b8 black knight · c8 black bishop · e8 black king · f8 black bishop · g8 black knight · h8 black rook · a7 black pawn · b7 black pawn · c7 black pawn · d7 black pawn · f7 black pawn · g7 black pawn · h7 black pawn · e5 black pawn · g4 white pawn · h4 black queen · f3 white pawn · a2 white pawn · b2 white pawn · c2 white pawn · d2 white pawn · e2 white pawn · h2 white pawn · a1 white rook · b1 white knight · c1 white bishop · d1 white queen · e1 white king · f1 white bishop · g1 white knight · h1 white rook | 6 |
| 5 | a8 black rook · b8 black knight · c8 black bishop · e8 black king · f8 black bishop · g8 black knight · h8 black rook · a7 black pawn · b7 black pawn · c7 black pawn · d7 black pawn · f7 black pawn · g7 black pawn · h7 black pawn · e5 black pawn · g4 white pawn · h4 black queen · f3 white pawn · a2 white pawn · b2 white pawn · c2 white pawn · d2 white pawn · e2 white pawn · h2 white pawn · a1 white rook · b1 white knight · c1 white bishop · d1 white queen · e1 white king · f1 white bishop · g1 white knight · h1 white rook | a8 black rook · b8 black knight · c8 black bishop · e8 black king · f8 black bishop · g8 black knight · h8 black rook · a7 black pawn · b7 black pawn · c7 black pawn · d7 black pawn · f7 black pawn · g7 black pawn · h7 black pawn · e5 black pawn · g4 white pawn · h4 black queen · f3 white pawn · a2 white pawn · b2 white pawn · c2 white pawn · d2 white pawn · e2 white pawn · h2 white pawn · a1 white rook · b1 white knight · c1 white bishop · d1 white queen · e1 white king · f1 white bishop · g1 white knight · h1 white rook | a8 black rook · b8 black knight · c8 black bishop · e8 black king · f8 black bishop · g8 black knight · h8 black rook · a7 black pawn · b7 black pawn · c7 black pawn · d7 black pawn · f7 black pawn · g7 black pawn · h7 black pawn · e5 black pawn · g4 white pawn · h4 black queen · f3 white pawn · a2 white pawn · b2 white pawn · c2 white pawn · d2 white pawn · e2 white pawn · h2 white pawn · a1 white rook · b1 white knight · c1 white bishop · d1 white queen · e1 white king · f1 white bishop · g1 white knight · h1 white rook | a8 black rook · b8 black knight · c8 black bishop · e8 black king · f8 black bishop · g8 black knight · h8 black rook · a7 black pawn · b7 black pawn · c7 black pawn · d7 black pawn · f7 black pawn · g7 black pawn · h7 black pawn · e5 black pawn · g4 white pawn · h4 black queen · f3 white pawn · a2 white pawn · b2 white pawn · c2 white pawn · d2 white pawn · e2 white pawn · h2 white pawn · a1 white rook · b1 white knight · c1 white bishop · d1 white queen · e1 white king · f1 white bishop · g1 white knight · h1 white rook | a8 black rook · b8 black knight · c8 black bishop · e8 black king · f8 black bishop · g8 black knight · h8 black rook · a7 black pawn · b7 black pawn · c7 black pawn · d7 black pawn · f7 black pawn · g7 black pawn · h7 black pawn · e5 black pawn · g4 white pawn · h4 black queen · f3 white pawn · a2 white pawn · b2 white pawn · c2 white pawn · d2 white pawn · e2 white pawn · h2 white pawn · a1 white rook · b1 white knight · c1 white bishop · d1 white queen · e1 white king · f1 white bishop · g1 white knight · h1 white rook | a8 black rook · b8 black knight · c8 black bishop · e8 black king · f8 black bishop · g8 black knight · h8 black rook · a7 black pawn · b7 black pawn · c7 black pawn · d7 black pawn · f7 black pawn · g7 black pawn · h7 black pawn · e5 black pawn · g4 white pawn · h4 black queen · f3 white pawn · a2 white pawn · b2 white pawn · c2 white pawn · d2 white pawn · e2 white pawn · h2 white pawn · a1 white rook · b1 white knight · c1 white bishop · d1 white queen · e1 white king · f1 white bishop · g1 white knight · h1 white rook | a8 black rook · b8 black knight · c8 black bishop · e8 black king · f8 black bishop · g8 black knight · h8 black rook · a7 black pawn · b7 black pawn · c7 black pawn · d7 black pawn · f7 black pawn · g7 black pawn · h7 black pawn · e5 black pawn · g4 white pawn · h4 black queen · f3 white pawn · a2 white pawn · b2 white pawn · c2 white pawn · d2 white pawn · e2 white pawn · h2 white pawn · a1 white rook · b1 white knight · c1 white bishop · d1 white queen · e1 white king · f1 white bishop · g1 white knight · h1 white rook | a8 black rook · b8 black knight · c8 black bishop · e8 black king · f8 black bishop · g8 black knight · h8 black rook · a7 black pawn · b7 black pawn · c7 black pawn · d7 black pawn · f7 black pawn · g7 black pawn · h7 black pawn · e5 black pawn · g4 white pawn · h4 black queen · f3 white pawn · a2 white pawn · b2 white pawn · c2 white pawn · d2 white pawn · e2 white pawn · h2 white pawn · a1 white rook · b1 white knight · c1 white bishop · d1 white queen · e1 white king · f1 white bishop · g1 white knight · h1 white rook | 5 |
| 4 | a8 black rook · b8 black knight · c8 black bishop · e8 black king · f8 black bishop · g8 black knight · h8 black rook · a7 black pawn · b7 black pawn · c7 black pawn · d7 black pawn · f7 black pawn · g7 black pawn · h7 black pawn · e5 black pawn · g4 white pawn · h4 black queen · f3 white pawn · a2 white pawn · b2 white pawn · c2 white pawn · d2 white pawn · e2 white pawn · h2 white pawn · a1 white rook · b1 white knight · c1 white bishop · d1 white queen · e1 white king · f1 white bishop · g1 white knight · h1 white rook | a8 black rook · b8 black knight · c8 black bishop · e8 black king · f8 black bishop · g8 black knight · h8 black rook · a7 black pawn · b7 black pawn · c7 black pawn · d7 black pawn · f7 black pawn · g7 black pawn · h7 black pawn · e5 black pawn · g4 white pawn · h4 black queen · f3 white pawn · a2 white pawn · b2 white pawn · c2 white pawn · d2 white pawn · e2 white pawn · h2 white pawn · a1 white rook · b1 white knight · c1 white bishop · d1 white queen · e1 white king · f1 white bishop · g1 white knight · h1 white rook | a8 black rook · b8 black knight · c8 black bishop · e8 black king · f8 black bishop · g8 black knight · h8 black rook · a7 black pawn · b7 black pawn · c7 black pawn · d7 black pawn · f7 black pawn · g7 black pawn · h7 black pawn · e5 black pawn · g4 white pawn · h4 black queen · f3 white pawn · a2 white pawn · b2 white pawn · c2 white pawn · d2 white pawn · e2 white pawn · h2 white pawn · a1 white rook · b1 white knight · c1 white bishop · d1 white queen · e1 white king · f1 white bishop · g1 white knight · h1 white rook | a8 black rook · b8 black knight · c8 black bishop · e8 black king · f8 black bishop · g8 black knight · h8 black rook · a7 black pawn · b7 black pawn · c7 black pawn · d7 black pawn · f7 black pawn · g7 black pawn · h7 black pawn · e5 black pawn · g4 white pawn · h4 black queen · f3 white pawn · a2 white pawn · b2 white pawn · c2 white pawn · d2 white pawn · e2 white pawn · h2 white pawn · a1 white rook · b1 white knight · c1 white bishop · d1 white queen · e1 white king · f1 white bishop · g1 white knight · h1 white rook | a8 black rook · b8 black knight · c8 black bishop · e8 black king · f8 black bishop · g8 black knight · h8 black rook · a7 black pawn · b7 black pawn · c7 black pawn · d7 black pawn · f7 black pawn · g7 black pawn · h7 black pawn · e5 black pawn · g4 white pawn · h4 black queen · f3 white pawn · a2 white pawn · b2 white pawn · c2 white pawn · d2 white pawn · e2 white pawn · h2 white pawn · a1 white rook · b1 white knight · c1 white bishop · d1 white queen · e1 white king · f1 white bishop · g1 white knight · h1 white rook | a8 black rook · b8 black knight · c8 black bishop · e8 black king · f8 black bishop · g8 black knight · h8 black rook · a7 black pawn · b7 black pawn · c7 black pawn · d7 black pawn · f7 black pawn · g7 black pawn · h7 black pawn · e5 black pawn · g4 white pawn · h4 black queen · f3 white pawn · a2 white pawn · b2 white pawn · c2 white pawn · d2 white pawn · e2 white pawn · h2 white pawn · a1 white rook · b1 white knight · c1 white bishop · d1 white queen · e1 white king · f1 white bishop · g1 white knight · h1 white rook | a8 black rook · b8 black knight · c8 black bishop · e8 black king · f8 black bishop · g8 black knight · h8 black rook · a7 black pawn · b7 black pawn · c7 black pawn · d7 black pawn · f7 black pawn · g7 black pawn · h7 black pawn · e5 black pawn · g4 white pawn · h4 black queen · f3 white pawn · a2 white pawn · b2 white pawn · c2 white pawn · d2 white pawn · e2 white pawn · h2 white pawn · a1 white rook · b1 white knight · c1 white bishop · d1 white queen · e1 white king · f1 white bishop · g1 white knight · h1 white rook | a8 black rook · b8 black knight · c8 black bishop · e8 black king · f8 black bishop · g8 black knight · h8 black rook · a7 black pawn · b7 black pawn · c7 black pawn · d7 black pawn · f7 black pawn · g7 black pawn · h7 black pawn · e5 black pawn · g4 white pawn · h4 black queen · f3 white pawn · a2 white pawn · b2 white pawn · c2 white pawn · d2 white pawn · e2 white pawn · h2 white pawn · a1 white rook · b1 white knight · c1 white bishop · d1 white queen · e1 white king · f1 white bishop · g1 white knight · h1 white rook | 4 |
| 3 | a8 black rook · b8 black knight · c8 black bishop · e8 black king · f8 black bishop · g8 black knight · h8 black rook · a7 black pawn · b7 black pawn · c7 black pawn · d7 black pawn · f7 black pawn · g7 black pawn · h7 black pawn · e5 black pawn · g4 white pawn · h4 black queen · f3 white pawn · a2 white pawn · b2 white pawn · c2 white pawn · d2 white pawn · e2 white pawn · h2 white pawn · a1 white rook · b1 white knight · c1 white bishop · d1 white queen · e1 white king · f1 white bishop · g1 white knight · h1 white rook | a8 black rook · b8 black knight · c8 black bishop · e8 black king · f8 black bishop · g8 black knight · h8 black rook · a7 black pawn · b7 black pawn · c7 black pawn · d7 black pawn · f7 black pawn · g7 black pawn · h7 black pawn · e5 black pawn · g4 white pawn · h4 black queen · f3 white pawn · a2 white pawn · b2 white pawn · c2 white pawn · d2 white pawn · e2 white pawn · h2 white pawn · a1 white rook · b1 white knight · c1 white bishop · d1 white queen · e1 white king · f1 white bishop · g1 white knight · h1 white rook | a8 black rook · b8 black knight · c8 black bishop · e8 black king · f8 black bishop · g8 black knight · h8 black rook · a7 black pawn · b7 black pawn · c7 black pawn · d7 black pawn · f7 black pawn · g7 black pawn · h7 black pawn · e5 black pawn · g4 white pawn · h4 black queen · f3 white pawn · a2 white pawn · b2 white pawn · c2 white pawn · d2 white pawn · e2 white pawn · h2 white pawn · a1 white rook · b1 white knight · c1 white bishop · d1 white queen · e1 white king · f1 white bishop · g1 white knight · h1 white rook | a8 black rook · b8 black knight · c8 black bishop · e8 black king · f8 black bishop · g8 black knight · h8 black rook · a7 black pawn · b7 black pawn · c7 black pawn · d7 black pawn · f7 black pawn · g7 black pawn · h7 black pawn · e5 black pawn · g4 white pawn · h4 black queen · f3 white pawn · a2 white pawn · b2 white pawn · c2 white pawn · d2 white pawn · e2 white pawn · h2 white pawn · a1 white rook · b1 white knight · c1 white bishop · d1 white queen · e1 white king · f1 white bishop · g1 white knight · h1 white rook | a8 black rook · b8 black knight · c8 black bishop · e8 black king · f8 black bishop · g8 black knight · h8 black rook · a7 black pawn · b7 black pawn · c7 black pawn · d7 black pawn · f7 black pawn · g7 black pawn · h7 black pawn · e5 black pawn · g4 white pawn · h4 black queen · f3 white pawn · a2 white pawn · b2 white pawn · c2 white pawn · d2 white pawn · e2 white pawn · h2 white pawn · a1 white rook · b1 white knight · c1 white bishop · d1 white queen · e1 white king · f1 white bishop · g1 white knight · h1 white rook | a8 black rook · b8 black knight · c8 black bishop · e8 black king · f8 black bishop · g8 black knight · h8 black rook · a7 black pawn · b7 black pawn · c7 black pawn · d7 black pawn · f7 black pawn · g7 black pawn · h7 black pawn · e5 black pawn · g4 white pawn · h4 black queen · f3 white pawn · a2 white pawn · b2 white pawn · c2 white pawn · d2 white pawn · e2 white pawn · h2 white pawn · a1 white rook · b1 white knight · c1 white bishop · d1 white queen · e1 white king · f1 white bishop · g1 white knight · h1 white rook | a8 black rook · b8 black knight · c8 black bishop · e8 black king · f8 black bishop · g8 black knight · h8 black rook · a7 black pawn · b7 black pawn · c7 black pawn · d7 black pawn · f7 black pawn · g7 black pawn · h7 black pawn · e5 black pawn · g4 white pawn · h4 black queen · f3 white pawn · a2 white pawn · b2 white pawn · c2 white pawn · d2 white pawn · e2 white pawn · h2 white pawn · a1 white rook · b1 white knight · c1 white bishop · d1 white queen · e1 white king · f1 white bishop · g1 white knight · h1 white rook | a8 black rook · b8 black knight · c8 black bishop · e8 black king · f8 black bishop · g8 black knight · h8 black rook · a7 black pawn · b7 black pawn · c7 black pawn · d7 black pawn · f7 black pawn · g7 black pawn · h7 black pawn · e5 black pawn · g4 white pawn · h4 black queen · f3 white pawn · a2 white pawn · b2 white pawn · c2 white pawn · d2 white pawn · e2 white pawn · h2 white pawn · a1 white rook · b1 white knight · c1 white bishop · d1 white queen · e1 white king · f1 white bishop · g1 white knight · h1 white rook | 3 |
| 2 | a8 black rook · b8 black knight · c8 black bishop · e8 black king · f8 black bishop · g8 black knight · h8 black rook · a7 black pawn · b7 black pawn · c7 black pawn · d7 black pawn · f7 black pawn · g7 black pawn · h7 black pawn · e5 black pawn · g4 white pawn · h4 black queen · f3 white pawn · a2 white pawn · b2 white pawn · c2 white pawn · d2 white pawn · e2 white pawn · h2 white pawn · a1 white rook · b1 white knight · c1 white bishop · d1 white queen · e1 white king · f1 white bishop · g1 white knight · h1 white rook | a8 black rook · b8 black knight · c8 black bishop · e8 black king · f8 black bishop · g8 black knight · h8 black rook · a7 black pawn · b7 black pawn · c7 black pawn · d7 black pawn · f7 black pawn · g7 black pawn · h7 black pawn · e5 black pawn · g4 white pawn · h4 black queen · f3 white pawn · a2 white pawn · b2 white pawn · c2 white pawn · d2 white pawn · e2 white pawn · h2 white pawn · a1 white rook · b1 white knight · c1 white bishop · d1 white queen · e1 white king · f1 white bishop · g1 white knight · h1 white rook | a8 black rook · b8 black knight · c8 black bishop · e8 black king · f8 black bishop · g8 black knight · h8 black rook · a7 black pawn · b7 black pawn · c7 black pawn · d7 black pawn · f7 black pawn · g7 black pawn · h7 black pawn · e5 black pawn · g4 white pawn · h4 black queen · f3 white pawn · a2 white pawn · b2 white pawn · c2 white pawn · d2 white pawn · e2 white pawn · h2 white pawn · a1 white rook · b1 white knight · c1 white bishop · d1 white queen · e1 white king · f1 white bishop · g1 white knight · h1 white rook | a8 black rook · b8 black knight · c8 black bishop · e8 black king · f8 black bishop · g8 black knight · h8 black rook · a7 black pawn · b7 black pawn · c7 black pawn · d7 black pawn · f7 black pawn · g7 black pawn · h7 black pawn · e5 black pawn · g4 white pawn · h4 black queen · f3 white pawn · a2 white pawn · b2 white pawn · c2 white pawn · d2 white pawn · e2 white pawn · h2 white pawn · a1 white rook · b1 white knight · c1 white bishop · d1 white queen · e1 white king · f1 white bishop · g1 white knight · h1 white rook | a8 black rook · b8 black knight · c8 black bishop · e8 black king · f8 black bishop · g8 black knight · h8 black rook · a7 black pawn · b7 black pawn · c7 black pawn · d7 black pawn · f7 black pawn · g7 black pawn · h7 black pawn · e5 black pawn · g4 white pawn · h4 black queen · f3 white pawn · a2 white pawn · b2 white pawn · c2 white pawn · d2 white pawn · e2 white pawn · h2 white pawn · a1 white rook · b1 white knight · c1 white bishop · d1 white queen · e1 white king · f1 white bishop · g1 white knight · h1 white rook | a8 black rook · b8 black knight · c8 black bishop · e8 black king · f8 black bishop · g8 black knight · h8 black rook · a7 black pawn · b7 black pawn · c7 black pawn · d7 black pawn · f7 black pawn · g7 black pawn · h7 black pawn · e5 black pawn · g4 white pawn · h4 black queen · f3 white pawn · a2 white pawn · b2 white pawn · c2 white pawn · d2 white pawn · e2 white pawn · h2 white pawn · a1 white rook · b1 white knight · c1 white bishop · d1 white queen · e1 white king · f1 white bishop · g1 white knight · h1 white rook | a8 black rook · b8 black knight · c8 black bishop · e8 black king · f8 black bishop · g8 black knight · h8 black rook · a7 black pawn · b7 black pawn · c7 black pawn · d7 black pawn · f7 black pawn · g7 black pawn · h7 black pawn · e5 black pawn · g4 white pawn · h4 black queen · f3 white pawn · a2 white pawn · b2 white pawn · c2 white pawn · d2 white pawn · e2 white pawn · h2 white pawn · a1 white rook · b1 white knight · c1 white bishop · d1 white queen · e1 white king · f1 white bishop · g1 white knight · h1 white rook | a8 black rook · b8 black knight · c8 black bishop · e8 black king · f8 black bishop · g8 black knight · h8 black rook · a7 black pawn · b7 black pawn · c7 black pawn · d7 black pawn · f7 black pawn · g7 black pawn · h7 black pawn · e5 black pawn · g4 white pawn · h4 black queen · f3 white pawn · a2 white pawn · b2 white pawn · c2 white pawn · d2 white pawn · e2 white pawn · h2 white pawn · a1 white rook · b1 white knight · c1 white bishop · d1 white queen · e1 white king · f1 white bishop · g1 white knight · h1 white rook | 2 |
| 1 | a8 black rook · b8 black knight · c8 black bishop · e8 black king · f8 black bishop · g8 black knight · h8 black rook · a7 black pawn · b7 black pawn · c7 black pawn · d7 black pawn · f7 black pawn · g7 black pawn · h7 black pawn · e5 black pawn · g4 white pawn · h4 black queen · f3 white pawn · a2 white pawn · b2 white pawn · c2 white pawn · d2 white pawn · e2 white pawn · h2 white pawn · a1 white rook · b1 white knight · c1 white bishop · d1 white queen · e1 white king · f1 white bishop · g1 white knight · h1 white rook | a8 black rook · b8 black knight · c8 black bishop · e8 black king · f8 black bishop · g8 black knight · h8 black rook · a7 black pawn · b7 black pawn · c7 black pawn · d7 black pawn · f7 black pawn · g7 black pawn · h7 black pawn · e5 black pawn · g4 white pawn · h4 black queen · f3 white pawn · a2 white pawn · b2 white pawn · c2 white pawn · d2 white pawn · e2 white pawn · h2 white pawn · a1 white rook · b1 white knight · c1 white bishop · d1 white queen · e1 white king · f1 white bishop · g1 white knight · h1 white rook | a8 black rook · b8 black knight · c8 black bishop · e8 black king · f8 black bishop · g8 black knight · h8 black rook · a7 black pawn · b7 black pawn · c7 black pawn · d7 black pawn · f7 black pawn · g7 black pawn · h7 black pawn · e5 black pawn · g4 white pawn · h4 black queen · f3 white pawn · a2 white pawn · b2 white pawn · c2 white pawn · d2 white pawn · e2 white pawn · h2 white pawn · a1 white rook · b1 white knight · c1 white bishop · d1 white queen · e1 white king · f1 white bishop · g1 white knight · h1 white rook | a8 black rook · b8 black knight · c8 black bishop · e8 black king · f8 black bishop · g8 black knight · h8 black rook · a7 black pawn · b7 black pawn · c7 black pawn · d7 black pawn · f7 black pawn · g7 black pawn · h7 black pawn · e5 black pawn · g4 white pawn · h4 black queen · f3 white pawn · a2 white pawn · b2 white pawn · c2 white pawn · d2 white pawn · e2 white pawn · h2 white pawn · a1 white rook · b1 white knight · c1 white bishop · d1 white queen · e1 white king · f1 white bishop · g1 white knight · h1 white rook | a8 black rook · b8 black knight · c8 black bishop · e8 black king · f8 black bishop · g8 black knight · h8 black rook · a7 black pawn · b7 black pawn · c7 black pawn · d7 black pawn · f7 black pawn · g7 black pawn · h7 black pawn · e5 black pawn · g4 white pawn · h4 black queen · f3 white pawn · a2 white pawn · b2 white pawn · c2 white pawn · d2 white pawn · e2 white pawn · h2 white pawn · a1 white rook · b1 white knight · c1 white bishop · d1 white queen · e1 white king · f1 white bishop · g1 white knight · h1 white rook | a8 black rook · b8 black knight · c8 black bishop · e8 black king · f8 black bishop · g8 black knight · h8 black rook · a7 black pawn · b7 black pawn · c7 black pawn · d7 black pawn · f7 black pawn · g7 black pawn · h7 black pawn · e5 black pawn · g4 white pawn · h4 black queen · f3 white pawn · a2 white pawn · b2 white pawn · c2 white pawn · d2 white pawn · e2 white pawn · h2 white pawn · a1 white rook · b1 white knight · c1 white bishop · d1 white queen · e1 white king · f1 white bishop · g1 white knight · h1 white rook | a8 black rook · b8 black knight · c8 black bishop · e8 black king · f8 black bishop · g8 black knight · h8 black rook · a7 black pawn · b7 black pawn · c7 black pawn · d7 black pawn · f7 black pawn · g7 black pawn · h7 black pawn · e5 black pawn · g4 white pawn · h4 black queen · f3 white pawn · a2 white pawn · b2 white pawn · c2 white pawn · d2 white pawn · e2 white pawn · h2 white pawn · a1 white rook · b1 white knight · c1 white bishop · d1 white queen · e1 white king · f1 white bishop · g1 white knight · h1 white rook | a8 black rook · b8 black knight · c8 black bishop · e8 black king · f8 black bishop · g8 black knight · h8 black rook · a7 black pawn · b7 black pawn · c7 black pawn · d7 black pawn · f7 black pawn · g7 black pawn · h7 black pawn · e5 black pawn · g4 white pawn · h4 black queen · f3 white pawn · a2 white pawn · b2 white pawn · c2 white pawn · d2 white pawn · e2 white pawn · h2 white pawn · a1 white rook · b1 white knight · c1 white bishop · d1 white queen · e1 white king · f1 white bishop · g1 white knight · h1 white rook | 1 |
|   | a | b | c | d | e | f | g | h |   |

|   | a | b | c | d | e | f | g | h |   |
| 8 | b8 white queen · f7 black pawn · g7 black king · c6 black pawn · g6 black pawn · b5 black pawn · e5 white knight · h5 black pawn · b4 black bishop · h4 white pawn · b3 black bishop · c3 black knight · c2 black rook · g2 white pawn · c1 white king | b8 white queen · f7 black pawn · g7 black king · c6 black pawn · g6 black pawn · b5 black pawn · e5 white knight · h5 black pawn · b4 black bishop · h4 white pawn · b3 black bishop · c3 black knight · c2 black rook · g2 white pawn · c1 white king | b8 white queen · f7 black pawn · g7 black king · c6 black pawn · g6 black pawn · b5 black pawn · e5 white knight · h5 black pawn · b4 black bishop · h4 white pawn · b3 black bishop · c3 black knight · c2 black rook · g2 white pawn · c1 white king | b8 white queen · f7 black pawn · g7 black king · c6 black pawn · g6 black pawn · b5 black pawn · e5 white knight · h5 black pawn · b4 black bishop · h4 white pawn · b3 black bishop · c3 black knight · c2 black rook · g2 white pawn · c1 white king | b8 white queen · f7 black pawn · g7 black king · c6 black pawn · g6 black pawn · b5 black pawn · e5 white knight · h5 black pawn · b4 black bishop · h4 white pawn · b3 black bishop · c3 black knight · c2 black rook · g2 white pawn · c1 white king | b8 white queen · f7 black pawn · g7 black king · c6 black pawn · g6 black pawn · b5 black pawn · e5 white knight · h5 black pawn · b4 black bishop · h4 white pawn · b3 black bishop · c3 black knight · c2 black rook · g2 white pawn · c1 white king | b8 white queen · f7 black pawn · g7 black king · c6 black pawn · g6 black pawn · b5 black pawn · e5 white knight · h5 black pawn · b4 black bishop · h4 white pawn · b3 black bishop · c3 black knight · c2 black rook · g2 white pawn · c1 white king | b8 white queen · f7 black pawn · g7 black king · c6 black pawn · g6 black pawn · b5 black pawn · e5 white knight · h5 black pawn · b4 black bishop · h4 white pawn · b3 black bishop · c3 black knight · c2 black rook · g2 white pawn · c1 white king | 8 |
| 7 | b8 white queen · f7 black pawn · g7 black king · c6 black pawn · g6 black pawn · b5 black pawn · e5 white knight · h5 black pawn · b4 black bishop · h4 white pawn · b3 black bishop · c3 black knight · c2 black rook · g2 white pawn · c1 white king | b8 white queen · f7 black pawn · g7 black king · c6 black pawn · g6 black pawn · b5 black pawn · e5 white knight · h5 black pawn · b4 black bishop · h4 white pawn · b3 black bishop · c3 black knight · c2 black rook · g2 white pawn · c1 white king | b8 white queen · f7 black pawn · g7 black king · c6 black pawn · g6 black pawn · b5 black pawn · e5 white knight · h5 black pawn · b4 black bishop · h4 white pawn · b3 black bishop · c3 black knight · c2 black rook · g2 white pawn · c1 white king | b8 white queen · f7 black pawn · g7 black king · c6 black pawn · g6 black pawn · b5 black pawn · e5 white knight · h5 black pawn · b4 black bishop · h4 white pawn · b3 black bishop · c3 black knight · c2 black rook · g2 white pawn · c1 white king | b8 white queen · f7 black pawn · g7 black king · c6 black pawn · g6 black pawn · b5 black pawn · e5 white knight · h5 black pawn · b4 black bishop · h4 white pawn · b3 black bishop · c3 black knight · c2 black rook · g2 white pawn · c1 white king | b8 white queen · f7 black pawn · g7 black king · c6 black pawn · g6 black pawn · b5 black pawn · e5 white knight · h5 black pawn · b4 black bishop · h4 white pawn · b3 black bishop · c3 black knight · c2 black rook · g2 white pawn · c1 white king | b8 white queen · f7 black pawn · g7 black king · c6 black pawn · g6 black pawn · b5 black pawn · e5 white knight · h5 black pawn · b4 black bishop · h4 white pawn · b3 black bishop · c3 black knight · c2 black rook · g2 white pawn · c1 white king | b8 white queen · f7 black pawn · g7 black king · c6 black pawn · g6 black pawn · b5 black pawn · e5 white knight · h5 black pawn · b4 black bishop · h4 white pawn · b3 black bishop · c3 black knight · c2 black rook · g2 white pawn · c1 white king | 7 |
| 6 | b8 white queen · f7 black pawn · g7 black king · c6 black pawn · g6 black pawn · b5 black pawn · e5 white knight · h5 black pawn · b4 black bishop · h4 white pawn · b3 black bishop · c3 black knight · c2 black rook · g2 white pawn · c1 white king | b8 white queen · f7 black pawn · g7 black king · c6 black pawn · g6 black pawn · b5 black pawn · e5 white knight · h5 black pawn · b4 black bishop · h4 white pawn · b3 black bishop · c3 black knight · c2 black rook · g2 white pawn · c1 white king | b8 white queen · f7 black pawn · g7 black king · c6 black pawn · g6 black pawn · b5 black pawn · e5 white knight · h5 black pawn · b4 black bishop · h4 white pawn · b3 black bishop · c3 black knight · c2 black rook · g2 white pawn · c1 white king | b8 white queen · f7 black pawn · g7 black king · c6 black pawn · g6 black pawn · b5 black pawn · e5 white knight · h5 black pawn · b4 black bishop · h4 white pawn · b3 black bishop · c3 black knight · c2 black rook · g2 white pawn · c1 white king | b8 white queen · f7 black pawn · g7 black king · c6 black pawn · g6 black pawn · b5 black pawn · e5 white knight · h5 black pawn · b4 black bishop · h4 white pawn · b3 black bishop · c3 black knight · c2 black rook · g2 white pawn · c1 white king | b8 white queen · f7 black pawn · g7 black king · c6 black pawn · g6 black pawn · b5 black pawn · e5 white knight · h5 black pawn · b4 black bishop · h4 white pawn · b3 black bishop · c3 black knight · c2 black rook · g2 white pawn · c1 white king | b8 white queen · f7 black pawn · g7 black king · c6 black pawn · g6 black pawn · b5 black pawn · e5 white knight · h5 black pawn · b4 black bishop · h4 white pawn · b3 black bishop · c3 black knight · c2 black rook · g2 white pawn · c1 white king | b8 white queen · f7 black pawn · g7 black king · c6 black pawn · g6 black pawn · b5 black pawn · e5 white knight · h5 black pawn · b4 black bishop · h4 white pawn · b3 black bishop · c3 black knight · c2 black rook · g2 white pawn · c1 white king | 6 |
| 5 | b8 white queen · f7 black pawn · g7 black king · c6 black pawn · g6 black pawn · b5 black pawn · e5 white knight · h5 black pawn · b4 black bishop · h4 white pawn · b3 black bishop · c3 black knight · c2 black rook · g2 white pawn · c1 white king | b8 white queen · f7 black pawn · g7 black king · c6 black pawn · g6 black pawn · b5 black pawn · e5 white knight · h5 black pawn · b4 black bishop · h4 white pawn · b3 black bishop · c3 black knight · c2 black rook · g2 white pawn · c1 white king | b8 white queen · f7 black pawn · g7 black king · c6 black pawn · g6 black pawn · b5 black pawn · e5 white knight · h5 black pawn · b4 black bishop · h4 white pawn · b3 black bishop · c3 black knight · c2 black rook · g2 white pawn · c1 white king | b8 white queen · f7 black pawn · g7 black king · c6 black pawn · g6 black pawn · b5 black pawn · e5 white knight · h5 black pawn · b4 black bishop · h4 white pawn · b3 black bishop · c3 black knight · c2 black rook · g2 white pawn · c1 white king | b8 white queen · f7 black pawn · g7 black king · c6 black pawn · g6 black pawn · b5 black pawn · e5 white knight · h5 black pawn · b4 black bishop · h4 white pawn · b3 black bishop · c3 black knight · c2 black rook · g2 white pawn · c1 white king | b8 white queen · f7 black pawn · g7 black king · c6 black pawn · g6 black pawn · b5 black pawn · e5 white knight · h5 black pawn · b4 black bishop · h4 white pawn · b3 black bishop · c3 black knight · c2 black rook · g2 white pawn · c1 white king | b8 white queen · f7 black pawn · g7 black king · c6 black pawn · g6 black pawn · b5 black pawn · e5 white knight · h5 black pawn · b4 black bishop · h4 white pawn · b3 black bishop · c3 black knight · c2 black rook · g2 white pawn · c1 white king | b8 white queen · f7 black pawn · g7 black king · c6 black pawn · g6 black pawn · b5 black pawn · e5 white knight · h5 black pawn · b4 black bishop · h4 white pawn · b3 black bishop · c3 black knight · c2 black rook · g2 white pawn · c1 white king | 5 |
| 4 | b8 white queen · f7 black pawn · g7 black king · c6 black pawn · g6 black pawn · b5 black pawn · e5 white knight · h5 black pawn · b4 black bishop · h4 white pawn · b3 black bishop · c3 black knight · c2 black rook · g2 white pawn · c1 white king | b8 white queen · f7 black pawn · g7 black king · c6 black pawn · g6 black pawn · b5 black pawn · e5 white knight · h5 black pawn · b4 black bishop · h4 white pawn · b3 black bishop · c3 black knight · c2 black rook · g2 white pawn · c1 white king | b8 white queen · f7 black pawn · g7 black king · c6 black pawn · g6 black pawn · b5 black pawn · e5 white knight · h5 black pawn · b4 black bishop · h4 white pawn · b3 black bishop · c3 black knight · c2 black rook · g2 white pawn · c1 white king | b8 white queen · f7 black pawn · g7 black king · c6 black pawn · g6 black pawn · b5 black pawn · e5 white knight · h5 black pawn · b4 black bishop · h4 white pawn · b3 black bishop · c3 black knight · c2 black rook · g2 white pawn · c1 white king | b8 white queen · f7 black pawn · g7 black king · c6 black pawn · g6 black pawn · b5 black pawn · e5 white knight · h5 black pawn · b4 black bishop · h4 white pawn · b3 black bishop · c3 black knight · c2 black rook · g2 white pawn · c1 white king | b8 white queen · f7 black pawn · g7 black king · c6 black pawn · g6 black pawn · b5 black pawn · e5 white knight · h5 black pawn · b4 black bishop · h4 white pawn · b3 black bishop · c3 black knight · c2 black rook · g2 white pawn · c1 white king | b8 white queen · f7 black pawn · g7 black king · c6 black pawn · g6 black pawn · b5 black pawn · e5 white knight · h5 black pawn · b4 black bishop · h4 white pawn · b3 black bishop · c3 black knight · c2 black rook · g2 white pawn · c1 white king | b8 white queen · f7 black pawn · g7 black king · c6 black pawn · g6 black pawn · b5 black pawn · e5 white knight · h5 black pawn · b4 black bishop · h4 white pawn · b3 black bishop · c3 black knight · c2 black rook · g2 white pawn · c1 white king | 4 |
| 3 | b8 white queen · f7 black pawn · g7 black king · c6 black pawn · g6 black pawn · b5 black pawn · e5 white knight · h5 black pawn · b4 black bishop · h4 white pawn · b3 black bishop · c3 black knight · c2 black rook · g2 white pawn · c1 white king | b8 white queen · f7 black pawn · g7 black king · c6 black pawn · g6 black pawn · b5 black pawn · e5 white knight · h5 black pawn · b4 black bishop · h4 white pawn · b3 black bishop · c3 black knight · c2 black rook · g2 white pawn · c1 white king | b8 white queen · f7 black pawn · g7 black king · c6 black pawn · g6 black pawn · b5 black pawn · e5 white knight · h5 black pawn · b4 black bishop · h4 white pawn · b3 black bishop · c3 black knight · c2 black rook · g2 white pawn · c1 white king | b8 white queen · f7 black pawn · g7 black king · c6 black pawn · g6 black pawn · b5 black pawn · e5 white knight · h5 black pawn · b4 black bishop · h4 white pawn · b3 black bishop · c3 black knight · c2 black rook · g2 white pawn · c1 white king | b8 white queen · f7 black pawn · g7 black king · c6 black pawn · g6 black pawn · b5 black pawn · e5 white knight · h5 black pawn · b4 black bishop · h4 white pawn · b3 black bishop · c3 black knight · c2 black rook · g2 white pawn · c1 white king | b8 white queen · f7 black pawn · g7 black king · c6 black pawn · g6 black pawn · b5 black pawn · e5 white knight · h5 black pawn · b4 black bishop · h4 white pawn · b3 black bishop · c3 black knight · c2 black rook · g2 white pawn · c1 white king | b8 white queen · f7 black pawn · g7 black king · c6 black pawn · g6 black pawn · b5 black pawn · e5 white knight · h5 black pawn · b4 black bishop · h4 white pawn · b3 black bishop · c3 black knight · c2 black rook · g2 white pawn · c1 white king | b8 white queen · f7 black pawn · g7 black king · c6 black pawn · g6 black pawn · b5 black pawn · e5 white knight · h5 black pawn · b4 black bishop · h4 white pawn · b3 black bishop · c3 black knight · c2 black rook · g2 white pawn · c1 white king | 3 |
| 2 | b8 white queen · f7 black pawn · g7 black king · c6 black pawn · g6 black pawn · b5 black pawn · e5 white knight · h5 black pawn · b4 black bishop · h4 white pawn · b3 black bishop · c3 black knight · c2 black rook · g2 white pawn · c1 white king | b8 white queen · f7 black pawn · g7 black king · c6 black pawn · g6 black pawn · b5 black pawn · e5 white knight · h5 black pawn · b4 black bishop · h4 white pawn · b3 black bishop · c3 black knight · c2 black rook · g2 white pawn · c1 white king | b8 white queen · f7 black pawn · g7 black king · c6 black pawn · g6 black pawn · b5 black pawn · e5 white knight · h5 black pawn · b4 black bishop · h4 white pawn · b3 black bishop · c3 black knight · c2 black rook · g2 white pawn · c1 white king | b8 white queen · f7 black pawn · g7 black king · c6 black pawn · g6 black pawn · b5 black pawn · e5 white knight · h5 black pawn · b4 black bishop · h4 white pawn · b3 black bishop · c3 black knight · c2 black rook · g2 white pawn · c1 white king | b8 white queen · f7 black pawn · g7 black king · c6 black pawn · g6 black pawn · b5 black pawn · e5 white knight · h5 black pawn · b4 black bishop · h4 white pawn · b3 black bishop · c3 black knight · c2 black rook · g2 white pawn · c1 white king | b8 white queen · f7 black pawn · g7 black king · c6 black pawn · g6 black pawn · b5 black pawn · e5 white knight · h5 black pawn · b4 black bishop · h4 white pawn · b3 black bishop · c3 black knight · c2 black rook · g2 white pawn · c1 white king | b8 white queen · f7 black pawn · g7 black king · c6 black pawn · g6 black pawn · b5 black pawn · e5 white knight · h5 black pawn · b4 black bishop · h4 white pawn · b3 black bishop · c3 black knight · c2 black rook · g2 white pawn · c1 white king | b8 white queen · f7 black pawn · g7 black king · c6 black pawn · g6 black pawn · b5 black pawn · e5 white knight · h5 black pawn · b4 black bishop · h4 white pawn · b3 black bishop · c3 black knight · c2 black rook · g2 white pawn · c1 white king | 2 |
| 1 | b8 white queen · f7 black pawn · g7 black king · c6 black pawn · g6 black pawn · b5 black pawn · e5 white knight · h5 black pawn · b4 black bishop · h4 white pawn · b3 black bishop · c3 black knight · c2 black rook · g2 white pawn · c1 white king | b8 white queen · f7 black pawn · g7 black king · c6 black pawn · g6 black pawn · b5 black pawn · e5 white knight · h5 black pawn · b4 black bishop · h4 white pawn · b3 black bishop · c3 black knight · c2 black rook · g2 white pawn · c1 white king | b8 white queen · f7 black pawn · g7 black king · c6 black pawn · g6 black pawn · b5 black pawn · e5 white knight · h5 black pawn · b4 black bishop · h4 white pawn · b3 black bishop · c3 black knight · c2 black rook · g2 white pawn · c1 white king | b8 white queen · f7 black pawn · g7 black king · c6 black pawn · g6 black pawn · b5 black pawn · e5 white knight · h5 black pawn · b4 black bishop · h4 white pawn · b3 black bishop · c3 black knight · c2 black rook · g2 white pawn · c1 white king | b8 white queen · f7 black pawn · g7 black king · c6 black pawn · g6 black pawn · b5 black pawn · e5 white knight · h5 black pawn · b4 black bishop · h4 white pawn · b3 black bishop · c3 black knight · c2 black rook · g2 white pawn · c1 white king | b8 white queen · f7 black pawn · g7 black king · c6 black pawn · g6 black pawn · b5 black pawn · e5 white knight · h5 black pawn · b4 black bishop · h4 white pawn · b3 black bishop · c3 black knight · c2 black rook · g2 white pawn · c1 white king | b8 white queen · f7 black pawn · g7 black king · c6 black pawn · g6 black pawn · b5 black pawn · e5 white knight · h5 black pawn · b4 black bishop · h4 white pawn · b3 black bishop · c3 black knight · c2 black rook · g2 white pawn · c1 white king | b8 white queen · f7 black pawn · g7 black king · c6 black pawn · g6 black pawn · b5 black pawn · e5 white knight · h5 black pawn · b4 black bishop · h4 white pawn · b3 black bishop · c3 black knight · c2 black rook · g2 white pawn · c1 white king | 1 |
|   | a | b | c | d | e | f | g | h |   |

|   | a                                             | b                                             | c                                             | d                                             | e                                             | f                                             | g                                             | h                                             |   |
| 8 | f5 white king · h5 black king · h1 white rook | f5 white king · h5 black king · h1 white rook | f5 white king · h5 black king · h1 white rook | f5 white king · h5 black king · h1 white rook | f5 white king · h5 black king · h1 white rook | f5 white king · h5 black king · h1 white rook | f5 white king · h5 black king · h1 white rook | f5 white king · h5 black king · h1 white rook | 8 |
| 7 | f5 white king · h5 black king · h1 white rook | f5 white king · h5 black king · h1 white rook | f5 white king · h5 black king · h1 white rook | f5 white king · h5 black king · h1 white rook | f5 white king · h5 black king · h1 white rook | f5 white king · h5 black king · h1 white rook | f5 white king · h5 black king · h1 white rook | f5 white king · h5 black king · h1 white rook | 7 |
| 6 | f5 white king · h5 black king · h1 white rook | f5 white king · h5 black king · h1 white rook | f5 white king · h5 black king · h1 white rook | f5 white king · h5 black king · h1 white rook | f5 white king · h5 black king · h1 white rook | f5 white king · h5 black king · h1 white rook | f5 white king · h5 black king · h1 white rook | f5 white king · h5 black king · h1 white rook | 6 |
| 5 | f5 white king · h5 black king · h1 white rook | f5 white king · h5 black king · h1 white rook | f5 white king · h5 black king · h1 white rook | f5 white king · h5 black king · h1 white rook | f5 white king · h5 black king · h1 white rook | f5 white king · h5 black king · h1 white rook | f5 white king · h5 black king · h1 white rook | f5 white king · h5 black king · h1 white rook | 5 |
| 4 | f5 white king · h5 black king · h1 white rook | f5 white king · h5 black king · h1 white rook | f5 white king · h5 black king · h1 white rook | f5 white king · h5 black king · h1 white rook | f5 white king · h5 black king · h1 white rook | f5 white king · h5 black king · h1 white rook | f5 white king · h5 black king · h1 white rook | f5 white king · h5 black king · h1 white rook | 4 |
| 3 | f5 white king · h5 black king · h1 white rook | f5 white king · h5 black king · h1 white rook | f5 white king · h5 black king · h1 white rook | f5 white king · h5 black king · h1 white rook | f5 white king · h5 black king · h1 white rook | f5 white king · h5 black king · h1 white rook | f5 white king · h5 black king · h1 white rook | f5 white king · h5 black king · h1 white rook | 3 |
| 2 | f5 white king · h5 black king · h1 white rook | f5 white king · h5 black king · h1 white rook | f5 white king · h5 black king · h1 white rook | f5 white king · h5 black king · h1 white rook | f5 white king · h5 black king · h1 white rook | f5 white king · h5 black king · h1 white rook | f5 white king · h5 black king · h1 white rook | f5 white king · h5 black king · h1 white rook | 2 |
| 1 | f5 white king · h5 black king · h1 white rook | f5 white king · h5 black king · h1 white rook | f5 white king · h5 black king · h1 white rook | f5 white king · h5 black king · h1 white rook | f5 white king · h5 black king · h1 white rook | f5 white king · h5 black king · h1 white rook | f5 white king · h5 black king · h1 white rook | f5 white king · h5 black king · h1 white rook | 1 |
|   | a                                             | b                                             | c                                             | d                                             | e                                             | f                                             | g                                             | h                                             |   |

## Lịch sử
Trong cờ vua tiếng Phạn thời kỳ đầu (k. 500–700), quân vua có thể bị bắt và ván cờ kết thúc ngay lúc này. Người Ba Tư (k. 700–800) đưa ra ý tưởng cảnh báo quân vua đang bị tấn công (thông báo chiếu theo thuật ngữ hiện đại). Điều này được thực hiện để tránh một ván đấu bị kết thúc sớm một cách bất ngờ. Sau đó, người Ba Tư đã bổ sung thêm một quy tắc, đó là quân vua không thể di chuyển vào vị trí bị chiếu hoặc bỏ mặt ở vị trí đang bị chiếu. Kết quả là quân vua không thể bị bắt, và chiếu hết là cách duy nhất để kết thúc ván cờ.
Trước những năm 1600, có thể giành chiến thắng một ván cờ bằng cách ăn được tất cả các quân cờ của đối thủ, chỉ để lại một quân vua. Phong cách chơi này bây giờ được gọi là annihilation (tạm dịch: tiêu diệt, hủy diệt) hoặc robado (tạm dịch: cướp). Vào thời Trung cổ, người chơi bắt đầu coi việc thắng bằng chiếu hết là cao quý hơn, vì vậy trong một thời gian, chiến thắng theo phong cách hủy diệt đã trở thành thắng-một-nửa; trước khi phong cách chơi này bị bỏ đi.

## Hai quân cờ chính
Hai quân cờ chính (quân hậu hoặc quân xe) có thể dễ dàng chiếu hết ở mép bàn cờ bằng kỹ thuật được gọi là chiếu hết bậc thang mà đối thủ gần như không có khả năng phản kháng. Quá trình này là đặt hai quân cờ trên hàng hoặc cột liền kề và buộc quân vua sang một bên của bàn cờ bằng cách sử dụng một quân cờ để chiếu quân vua và quân còn lại để chặng đường không cho quân vua đi về phía ngược lại. Trong hình minh họa, Trắng chiếu hết bằng cách ép vua Đen đến biên, mỗi lần một hàng. Chiếu hết bậc thang có thể được sử dụng để chiếu hết bằng hai quân xe, hai quân hậu hoặc một quân xe và một quân hậu hậu.

Chiếu hết bằng quân xe và quân hậu. 1.Qg5+ Ke4 2.Rf4+ Ke3 3.Qg3+ Ke2 4.Rf2+ Ke1 5.Qg1#

## Chiếu hết cơ bản
Có bốn quân cờ chiếu cơ bản khi một bên chỉ còn quân vua và bên kia chỉ có những lợi thế tối thiểu cần thiết để chiếu vua, tức là (1) một quân hậu, (2) một quân xe, (3) hai quân tượng trên các ô màu đối lập, hoặc (4) một quân tượng và một quân mã. Nếu bên thắng có nhiều lợi thế, nhiều quân cờ hơn, chiếu hết sẽ dễ dàng hơn.
Chiếu tướng với quân hậu là phổ biến nhất và dễ đạt được nhất. Nó thường xảy ra sau khi một con tốt được phong cấp thành quân hậu. Chiếu vua với quân xe cũng thường xảy ra, nhưng chiếu hết với hai tượng hoặc với tượng và mã hiếm khi xảy ra. Chiếu bí hai tượng khá dễ thực hiện, nhưng chiếu hết bằng tượng và mã thì khó và đòi hỏi độ chính xác.

### Vua và Hậu
Hai bàn cờ đầu tiên cho thấy các vị trí chiếu bí cơ bản với quân hậu một cách tương đối, có thể xảy ra ở bất kỳ cạnh nào của bàn cờ. Đương nhiên, vị trí chính xác trong một ván đấu chính thức có thể khác với ví dụ. Ở ví dụ đầu tiên, quân hậu của người chiếu bí đang đứng đối diện với quân vua đối thủ và quân vua còn lại đang bảo vệ quân hậu của mình. Ở ví dụ thứ 2, hai quân vua đang đối mặt nhau và quân hậu đứng cùng hàng (hoặc cột) với quân vua của đối phương.
|   | a                                                                                  | b                                                                                  | c                                                                                  | d                                                                                  | e                                                                                  | f                                                                                  | g                                                                                  | h                                                                                  |   |
| 8 | c7 white circle · a6 black king · b6 white queen · c6 white king · c5 white circle | c7 white circle · a6 black king · b6 white queen · c6 white king · c5 white circle | c7 white circle · a6 black king · b6 white queen · c6 white king · c5 white circle | c7 white circle · a6 black king · b6 white queen · c6 white king · c5 white circle | c7 white circle · a6 black king · b6 white queen · c6 white king · c5 white circle | c7 white circle · a6 black king · b6 white queen · c6 white king · c5 white circle | c7 white circle · a6 black king · b6 white queen · c6 white king · c5 white circle | c7 white circle · a6 black king · b6 white queen · c6 white king · c5 white circle | 8 |
| 7 | c7 white circle · a6 black king · b6 white queen · c6 white king · c5 white circle | c7 white circle · a6 black king · b6 white queen · c6 white king · c5 white circle | c7 white circle · a6 black king · b6 white queen · c6 white king · c5 white circle | c7 white circle · a6 black king · b6 white queen · c6 white king · c5 white circle | c7 white circle · a6 black king · b6 white queen · c6 white king · c5 white circle | c7 white circle · a6 black king · b6 white queen · c6 white king · c5 white circle | c7 white circle · a6 black king · b6 white queen · c6 white king · c5 white circle | c7 white circle · a6 black king · b6 white queen · c6 white king · c5 white circle | 7 |
| 6 | c7 white circle · a6 black king · b6 white queen · c6 white king · c5 white circle | c7 white circle · a6 black king · b6 white queen · c6 white king · c5 white circle | c7 white circle · a6 black king · b6 white queen · c6 white king · c5 white circle | c7 white circle · a6 black king · b6 white queen · c6 white king · c5 white circle | c7 white circle · a6 black king · b6 white queen · c6 white king · c5 white circle | c7 white circle · a6 black king · b6 white queen · c6 white king · c5 white circle | c7 white circle · a6 black king · b6 white queen · c6 white king · c5 white circle | c7 white circle · a6 black king · b6 white queen · c6 white king · c5 white circle | 6 |
| 5 | c7 white circle · a6 black king · b6 white queen · c6 white king · c5 white circle | c7 white circle · a6 black king · b6 white queen · c6 white king · c5 white circle | c7 white circle · a6 black king · b6 white queen · c6 white king · c5 white circle | c7 white circle · a6 black king · b6 white queen · c6 white king · c5 white circle | c7 white circle · a6 black king · b6 white queen · c6 white king · c5 white circle | c7 white circle · a6 black king · b6 white queen · c6 white king · c5 white circle | c7 white circle · a6 black king · b6 white queen · c6 white king · c5 white circle | c7 white circle · a6 black king · b6 white queen · c6 white king · c5 white circle | 5 |
| 4 | c7 white circle · a6 black king · b6 white queen · c6 white king · c5 white circle | c7 white circle · a6 black king · b6 white queen · c6 white king · c5 white circle | c7 white circle · a6 black king · b6 white queen · c6 white king · c5 white circle | c7 white circle · a6 black king · b6 white queen · c6 white king · c5 white circle | c7 white circle · a6 black king · b6 white queen · c6 white king · c5 white circle | c7 white circle · a6 black king · b6 white queen · c6 white king · c5 white circle | c7 white circle · a6 black king · b6 white queen · c6 white king · c5 white circle | c7 white circle · a6 black king · b6 white queen · c6 white king · c5 white circle | 4 |
| 3 | c7 white circle · a6 black king · b6 white queen · c6 white king · c5 white circle | c7 white circle · a6 black king · b6 white queen · c6 white king · c5 white circle | c7 white circle · a6 black king · b6 white queen · c6 white king · c5 white circle | c7 white circle · a6 black king · b6 white queen · c6 white king · c5 white circle | c7 white circle · a6 black king · b6 white queen · c6 white king · c5 white circle | c7 white circle · a6 black king · b6 white queen · c6 white king · c5 white circle | c7 white circle · a6 black king · b6 white queen · c6 white king · c5 white circle | c7 white circle · a6 black king · b6 white queen · c6 white king · c5 white circle | 3 |
| 2 | c7 white circle · a6 black king · b6 white queen · c6 white king · c5 white circle | c7 white circle · a6 black king · b6 white queen · c6 white king · c5 white circle | c7 white circle · a6 black king · b6 white queen · c6 white king · c5 white circle | c7 white circle · a6 black king · b6 white queen · c6 white king · c5 white circle | c7 white circle · a6 black king · b6 white queen · c6 white king · c5 white circle | c7 white circle · a6 black king · b6 white queen · c6 white king · c5 white circle | c7 white circle · a6 black king · b6 white queen · c6 white king · c5 white circle | c7 white circle · a6 black king · b6 white queen · c6 white king · c5 white circle | 2 |
| 1 | c7 white circle · a6 black king · b6 white queen · c6 white king · c5 white circle | c7 white circle · a6 black king · b6 white queen · c6 white king · c5 white circle | c7 white circle · a6 black king · b6 white queen · c6 white king · c5 white circle | c7 white circle · a6 black king · b6 white queen · c6 white king · c5 white circle | c7 white circle · a6 black king · b6 white queen · c6 white king · c5 white circle | c7 white circle · a6 black king · b6 white queen · c6 white king · c5 white circle | c7 white circle · a6 black king · b6 white queen · c6 white king · c5 white circle | c7 white circle · a6 black king · b6 white queen · c6 white king · c5 white circle | 1 |
|   | a                                                                                  | b                                                                                  | c                                                                                  | d                                                                                  | e                                                                                  | f                                                                                  | g                                                                                  | h                                                                                  |   |

|   | a | b | c | d | e | f | g | h |   |
| 8 | h8 white circle · f6 white king · h6 black king · h4 white circle · h3 white circle · h2 white circle · h1 white queen | h8 white circle · f6 white king · h6 black king · h4 white circle · h3 white circle · h2 white circle · h1 white queen | h8 white circle · f6 white king · h6 black king · h4 white circle · h3 white circle · h2 white circle · h1 white queen | h8 white circle · f6 white king · h6 black king · h4 white circle · h3 white circle · h2 white circle · h1 white queen | h8 white circle · f6 white king · h6 black king · h4 white circle · h3 white circle · h2 white circle · h1 white queen | h8 white circle · f6 white king · h6 black king · h4 white circle · h3 white circle · h2 white circle · h1 white queen | h8 white circle · f6 white king · h6 black king · h4 white circle · h3 white circle · h2 white circle · h1 white queen | h8 white circle · f6 white king · h6 black king · h4 white circle · h3 white circle · h2 white circle · h1 white queen | 8 |
| 7 | h8 white circle · f6 white king · h6 black king · h4 white circle · h3 white circle · h2 white circle · h1 white queen | h8 white circle · f6 white king · h6 black king · h4 white circle · h3 white circle · h2 white circle · h1 white queen | h8 white circle · f6 white king · h6 black king · h4 white circle · h3 white circle · h2 white circle · h1 white queen | h8 white circle · f6 white king · h6 black king · h4 white circle · h3 white circle · h2 white circle · h1 white queen | h8 white circle · f6 white king · h6 black king · h4 white circle · h3 white circle · h2 white circle · h1 white queen | h8 white circle · f6 white king · h6 black king · h4 white circle · h3 white circle · h2 white circle · h1 white queen | h8 white circle · f6 white king · h6 black king · h4 white circle · h3 white circle · h2 white circle · h1 white queen | h8 white circle · f6 white king · h6 black king · h4 white circle · h3 white circle · h2 white circle · h1 white queen | 7 |
| 6 | h8 white circle · f6 white king · h6 black king · h4 white circle · h3 white circle · h2 white circle · h1 white queen | h8 white circle · f6 white king · h6 black king · h4 white circle · h3 white circle · h2 white circle · h1 white queen | h8 white circle · f6 white king · h6 black king · h4 white circle · h3 white circle · h2 white circle · h1 white queen | h8 white circle · f6 white king · h6 black king · h4 white circle · h3 white circle · h2 white circle · h1 white queen | h8 white circle · f6 white king · h6 black king · h4 white circle · h3 white circle · h2 white circle · h1 white queen | h8 white circle · f6 white king · h6 black king · h4 white circle · h3 white circle · h2 white circle · h1 white queen | h8 white circle · f6 white king · h6 black king · h4 white circle · h3 white circle · h2 white circle · h1 white queen | h8 white circle · f6 white king · h6 black king · h4 white circle · h3 white circle · h2 white circle · h1 white queen | 6 |
| 5 | h8 white circle · f6 white king · h6 black king · h4 white circle · h3 white circle · h2 white circle · h1 white queen | h8 white circle · f6 white king · h6 black king · h4 white circle · h3 white circle · h2 white circle · h1 white queen | h8 white circle · f6 white king · h6 black king · h4 white circle · h3 white circle · h2 white circle · h1 white queen | h8 white circle · f6 white king · h6 black king · h4 white circle · h3 white circle · h2 white circle · h1 white queen | h8 white circle · f6 white king · h6 black king · h4 white circle · h3 white circle · h2 white circle · h1 white queen | h8 white circle · f6 white king · h6 black king · h4 white circle · h3 white circle · h2 white circle · h1 white queen | h8 white circle · f6 white king · h6 black king · h4 white circle · h3 white circle · h2 white circle · h1 white queen | h8 white circle · f6 white king · h6 black king · h4 white circle · h3 white circle · h2 white circle · h1 white queen | 5 |
| 4 | h8 white circle · f6 white king · h6 black king · h4 white circle · h3 white circle · h2 white circle · h1 white queen | h8 white circle · f6 white king · h6 black king · h4 white circle · h3 white circle · h2 white circle · h1 white queen | h8 white circle · f6 white king · h6 black king · h4 white circle · h3 white circle · h2 white circle · h1 white queen | h8 white circle · f6 white king · h6 black king · h4 white circle · h3 white circle · h2 white circle · h1 white queen | h8 white circle · f6 white king · h6 black king · h4 white circle · h3 white circle · h2 white circle · h1 white queen | h8 white circle · f6 white king · h6 black king · h4 white circle · h3 white circle · h2 white circle · h1 white queen | h8 white circle · f6 white king · h6 black king · h4 white circle · h3 white circle · h2 white circle · h1 white queen | h8 white circle · f6 white king · h6 black king · h4 white circle · h3 white circle · h2 white circle · h1 white queen | 4 |
| 3 | h8 white circle · f6 white king · h6 black king · h4 white circle · h3 white circle · h2 white circle · h1 white queen | h8 white circle · f6 white king · h6 black king · h4 white circle · h3 white circle · h2 white circle · h1 white queen | h8 white circle · f6 white king · h6 black king · h4 white circle · h3 white circle · h2 white circle · h1 white queen | h8 white circle · f6 white king · h6 black king · h4 white circle · h3 white circle · h2 white circle · h1 white queen | h8 white circle · f6 white king · h6 black king · h4 white circle · h3 white circle · h2 white circle · h1 white queen | h8 white circle · f6 white king · h6 black king · h4 white circle · h3 white circle · h2 white circle · h1 white queen | h8 white circle · f6 white king · h6 black king · h4 white circle · h3 white circle · h2 white circle · h1 white queen | h8 white circle · f6 white king · h6 black king · h4 white circle · h3 white circle · h2 white circle · h1 white queen | 3 |
| 2 | h8 white circle · f6 white king · h6 black king · h4 white circle · h3 white circle · h2 white circle · h1 white queen | h8 white circle · f6 white king · h6 black king · h4 white circle · h3 white circle · h2 white circle · h1 white queen | h8 white circle · f6 white king · h6 black king · h4 white circle · h3 white circle · h2 white circle · h1 white queen | h8 white circle · f6 white king · h6 black king · h4 white circle · h3 white circle · h2 white circle · h1 white queen | h8 white circle · f6 white king · h6 black king · h4 white circle · h3 white circle · h2 white circle · h1 white queen | h8 white circle · f6 white king · h6 black king · h4 white circle · h3 white circle · h2 white circle · h1 white queen | h8 white circle · f6 white king · h6 black king · h4 white circle · h3 white circle · h2 white circle · h1 white queen | h8 white circle · f6 white king · h6 black king · h4 white circle · h3 white circle · h2 white circle · h1 white queen | 2 |
| 1 | h8 white circle · f6 white king · h6 black king · h4 white circle · h3 white circle · h2 white circle · h1 white queen | h8 white circle · f6 white king · h6 black king · h4 white circle · h3 white circle · h2 white circle · h1 white queen | h8 white circle · f6 white king · h6 black king · h4 white circle · h3 white circle · h2 white circle · h1 white queen | h8 white circle · f6 white king · h6 black king · h4 white circle · h3 white circle · h2 white circle · h1 white queen | h8 white circle · f6 white king · h6 black king · h4 white circle · h3 white circle · h2 white circle · h1 white queen | h8 white circle · f6 white king · h6 black king · h4 white circle · h3 white circle · h2 white circle · h1 white queen | h8 white circle · f6 white king · h6 black king · h4 white circle · h3 white circle · h2 white circle · h1 white queen | h8 white circle · f6 white king · h6 black king · h4 white circle · h3 white circle · h2 white circle · h1 white queen | 1 |
|   | a | b | c | d | e | f | g | h |   |

|   | a | b | c | d | e | f | g | h |   |
| 8 | g3 white king · a1 white circle · b1 white circle · c1 white circle · d1 white circle · e1 white queen · f1 white circle · h1 black king | g3 white king · a1 white circle · b1 white circle · c1 white circle · d1 white circle · e1 white queen · f1 white circle · h1 black king | g3 white king · a1 white circle · b1 white circle · c1 white circle · d1 white circle · e1 white queen · f1 white circle · h1 black king | g3 white king · a1 white circle · b1 white circle · c1 white circle · d1 white circle · e1 white queen · f1 white circle · h1 black king | g3 white king · a1 white circle · b1 white circle · c1 white circle · d1 white circle · e1 white queen · f1 white circle · h1 black king | g3 white king · a1 white circle · b1 white circle · c1 white circle · d1 white circle · e1 white queen · f1 white circle · h1 black king | g3 white king · a1 white circle · b1 white circle · c1 white circle · d1 white circle · e1 white queen · f1 white circle · h1 black king | g3 white king · a1 white circle · b1 white circle · c1 white circle · d1 white circle · e1 white queen · f1 white circle · h1 black king | 8 |
| 7 | g3 white king · a1 white circle · b1 white circle · c1 white circle · d1 white circle · e1 white queen · f1 white circle · h1 black king | g3 white king · a1 white circle · b1 white circle · c1 white circle · d1 white circle · e1 white queen · f1 white circle · h1 black king | g3 white king · a1 white circle · b1 white circle · c1 white circle · d1 white circle · e1 white queen · f1 white circle · h1 black king | g3 white king · a1 white circle · b1 white circle · c1 white circle · d1 white circle · e1 white queen · f1 white circle · h1 black king | g3 white king · a1 white circle · b1 white circle · c1 white circle · d1 white circle · e1 white queen · f1 white circle · h1 black king | g3 white king · a1 white circle · b1 white circle · c1 white circle · d1 white circle · e1 white queen · f1 white circle · h1 black king | g3 white king · a1 white circle · b1 white circle · c1 white circle · d1 white circle · e1 white queen · f1 white circle · h1 black king | g3 white king · a1 white circle · b1 white circle · c1 white circle · d1 white circle · e1 white queen · f1 white circle · h1 black king | 7 |
| 6 | g3 white king · a1 white circle · b1 white circle · c1 white circle · d1 white circle · e1 white queen · f1 white circle · h1 black king | g3 white king · a1 white circle · b1 white circle · c1 white circle · d1 white circle · e1 white queen · f1 white circle · h1 black king | g3 white king · a1 white circle · b1 white circle · c1 white circle · d1 white circle · e1 white queen · f1 white circle · h1 black king | g3 white king · a1 white circle · b1 white circle · c1 white circle · d1 white circle · e1 white queen · f1 white circle · h1 black king | g3 white king · a1 white circle · b1 white circle · c1 white circle · d1 white circle · e1 white queen · f1 white circle · h1 black king | g3 white king · a1 white circle · b1 white circle · c1 white circle · d1 white circle · e1 white queen · f1 white circle · h1 black king | g3 white king · a1 white circle · b1 white circle · c1 white circle · d1 white circle · e1 white queen · f1 white circle · h1 black king | g3 white king · a1 white circle · b1 white circle · c1 white circle · d1 white circle · e1 white queen · f1 white circle · h1 black king | 6 |
| 5 | g3 white king · a1 white circle · b1 white circle · c1 white circle · d1 white circle · e1 white queen · f1 white circle · h1 black king | g3 white king · a1 white circle · b1 white circle · c1 white circle · d1 white circle · e1 white queen · f1 white circle · h1 black king | g3 white king · a1 white circle · b1 white circle · c1 white circle · d1 white circle · e1 white queen · f1 white circle · h1 black king | g3 white king · a1 white circle · b1 white circle · c1 white circle · d1 white circle · e1 white queen · f1 white circle · h1 black king | g3 white king · a1 white circle · b1 white circle · c1 white circle · d1 white circle · e1 white queen · f1 white circle · h1 black king | g3 white king · a1 white circle · b1 white circle · c1 white circle · d1 white circle · e1 white queen · f1 white circle · h1 black king | g3 white king · a1 white circle · b1 white circle · c1 white circle · d1 white circle · e1 white queen · f1 white circle · h1 black king | g3 white king · a1 white circle · b1 white circle · c1 white circle · d1 white circle · e1 white queen · f1 white circle · h1 black king | 5 |
| 4 | g3 white king · a1 white circle · b1 white circle · c1 white circle · d1 white circle · e1 white queen · f1 white circle · h1 black king | g3 white king · a1 white circle · b1 white circle · c1 white circle · d1 white circle · e1 white queen · f1 white circle · h1 black king | g3 white king · a1 white circle · b1 white circle · c1 white circle · d1 white circle · e1 white queen · f1 white circle · h1 black king | g3 white king · a1 white circle · b1 white circle · c1 white circle · d1 white circle · e1 white queen · f1 white circle · h1 black king | g3 white king · a1 white circle · b1 white circle · c1 white circle · d1 white circle · e1 white queen · f1 white circle · h1 black king | g3 white king · a1 white circle · b1 white circle · c1 white circle · d1 white circle · e1 white queen · f1 white circle · h1 black king | g3 white king · a1 white circle · b1 white circle · c1 white circle · d1 white circle · e1 white queen · f1 white circle · h1 black king | g3 white king · a1 white circle · b1 white circle · c1 white circle · d1 white circle · e1 white queen · f1 white circle · h1 black king | 4 |
| 3 | g3 white king · a1 white circle · b1 white circle · c1 white circle · d1 white circle · e1 white queen · f1 white circle · h1 black king | g3 white king · a1 white circle · b1 white circle · c1 white circle · d1 white circle · e1 white queen · f1 white circle · h1 black king | g3 white king · a1 white circle · b1 white circle · c1 white circle · d1 white circle · e1 white queen · f1 white circle · h1 black king | g3 white king · a1 white circle · b1 white circle · c1 white circle · d1 white circle · e1 white queen · f1 white circle · h1 black king | g3 white king · a1 white circle · b1 white circle · c1 white circle · d1 white circle · e1 white queen · f1 white circle · h1 black king | g3 white king · a1 white circle · b1 white circle · c1 white circle · d1 white circle · e1 white queen · f1 white circle · h1 black king | g3 white king · a1 white circle · b1 white circle · c1 white circle · d1 white circle · e1 white queen · f1 white circle · h1 black king | g3 white king · a1 white circle · b1 white circle · c1 white circle · d1 white circle · e1 white queen · f1 white circle · h1 black king | 3 |
| 2 | g3 white king · a1 white circle · b1 white circle · c1 white circle · d1 white circle · e1 white queen · f1 white circle · h1 black king | g3 white king · a1 white circle · b1 white circle · c1 white circle · d1 white circle · e1 white queen · f1 white circle · h1 black king | g3 white king · a1 white circle · b1 white circle · c1 white circle · d1 white circle · e1 white queen · f1 white circle · h1 black king | g3 white king · a1 white circle · b1 white circle · c1 white circle · d1 white circle · e1 white queen · f1 white circle · h1 black king | g3 white king · a1 white circle · b1 white circle · c1 white circle · d1 white circle · e1 white queen · f1 white circle · h1 black king | g3 white king · a1 white circle · b1 white circle · c1 white circle · d1 white circle · e1 white queen · f1 white circle · h1 black king | g3 white king · a1 white circle · b1 white circle · c1 white circle · d1 white circle · e1 white queen · f1 white circle · h1 black king | g3 white king · a1 white circle · b1 white circle · c1 white circle · d1 white circle · e1 white queen · f1 white circle · h1 black king | 2 |
| 1 | g3 white king · a1 white circle · b1 white circle · c1 white circle · d1 white circle · e1 white queen · f1 white circle · h1 black king | g3 white king · a1 white circle · b1 white circle · c1 white circle · d1 white circle · e1 white queen · f1 white circle · h1 black king | g3 white king · a1 white circle · b1 white circle · c1 white circle · d1 white circle · e1 white queen · f1 white circle · h1 black king | g3 white king · a1 white circle · b1 white circle · c1 white circle · d1 white circle · e1 white queen · f1 white circle · h1 black king | g3 white king · a1 white circle · b1 white circle · c1 white circle · d1 white circle · e1 white queen · f1 white circle · h1 black king | g3 white king · a1 white circle · b1 white circle · c1 white circle · d1 white circle · e1 white queen · f1 white circle · h1 black king | g3 white king · a1 white circle · b1 white circle · c1 white circle · d1 white circle · e1 white queen · f1 white circle · h1 black king | g3 white king · a1 white circle · b1 white circle · c1 white circle · d1 white circle · e1 white queen · f1 white circle · h1 black king | 1 |
|   | a | b | c | d | e | f | g | h |   |

|   | a                                              | b                                              | c                                              | d                                              | e                                              | f                                              | g                                              | h                                              |   |
| 8 | h5 white queen · h3 black king · f2 white king | h5 white queen · h3 black king · f2 white king | h5 white queen · h3 black king · f2 white king | h5 white queen · h3 black king · f2 white king | h5 white queen · h3 black king · f2 white king | h5 white queen · h3 black king · f2 white king | h5 white queen · h3 black king · f2 white king | h5 white queen · h3 black king · f2 white king | 8 |
| 7 | h5 white queen · h3 black king · f2 white king | h5 white queen · h3 black king · f2 white king | h5 white queen · h3 black king · f2 white king | h5 white queen · h3 black king · f2 white king | h5 white queen · h3 black king · f2 white king | h5 white queen · h3 black king · f2 white king | h5 white queen · h3 black king · f2 white king | h5 white queen · h3 black king · f2 white king | 7 |
| 6 | h5 white queen · h3 black king · f2 white king | h5 white queen · h3 black king · f2 white king | h5 white queen · h3 black king · f2 white king | h5 white queen · h3 black king · f2 white king | h5 white queen · h3 black king · f2 white king | h5 white queen · h3 black king · f2 white king | h5 white queen · h3 black king · f2 white king | h5 white queen · h3 black king · f2 white king | 6 |
| 5 | h5 white queen · h3 black king · f2 white king | h5 white queen · h3 black king · f2 white king | h5 white queen · h3 black king · f2 white king | h5 white queen · h3 black king · f2 white king | h5 white queen · h3 black king · f2 white king | h5 white queen · h3 black king · f2 white king | h5 white queen · h3 black king · f2 white king | h5 white queen · h3 black king · f2 white king | 5 |
| 4 | h5 white queen · h3 black king · f2 white king | h5 white queen · h3 black king · f2 white king | h5 white queen · h3 black king · f2 white king | h5 white queen · h3 black king · f2 white king | h5 white queen · h3 black king · f2 white king | h5 white queen · h3 black king · f2 white king | h5 white queen · h3 black king · f2 white king | h5 white queen · h3 black king · f2 white king | 4 |
| 3 | h5 white queen · h3 black king · f2 white king | h5 white queen · h3 black king · f2 white king | h5 white queen · h3 black king · f2 white king | h5 white queen · h3 black king · f2 white king | h5 white queen · h3 black king · f2 white king | h5 white queen · h3 black king · f2 white king | h5 white queen · h3 black king · f2 white king | h5 white queen · h3 black king · f2 white king | 3 |
| 2 | h5 white queen · h3 black king · f2 white king | h5 white queen · h3 black king · f2 white king | h5 white queen · h3 black king · f2 white king | h5 white queen · h3 black king · f2 white king | h5 white queen · h3 black king · f2 white king | h5 white queen · h3 black king · f2 white king | h5 white queen · h3 black king · f2 white king | h5 white queen · h3 black king · f2 white king | 2 |
| 1 | h5 white queen · h3 black king · f2 white king | h5 white queen · h3 black king · f2 white king | h5 white queen · h3 black king · f2 white king | h5 white queen · h3 black king · f2 white king | h5 white queen · h3 black king · f2 white king | h5 white queen · h3 black king · f2 white king | h5 white queen · h3 black king · f2 white king | h5 white queen · h3 black king · f2 white king | 1 |
|   | a                                              | b                                              | c                                              | d                                              | e                                              | f                                              | g                                              | h                                              |   |

|   | a                                              | b                                              | c                                              | d                                              | e                                              | f                                              | g                                              | h                                              |   |
| 8 | e4 black king · a1 white queen · b1 white king | e4 black king · a1 white queen · b1 white king | e4 black king · a1 white queen · b1 white king | e4 black king · a1 white queen · b1 white king | e4 black king · a1 white queen · b1 white king | e4 black king · a1 white queen · b1 white king | e4 black king · a1 white queen · b1 white king | e4 black king · a1 white queen · b1 white king | 8 |
| 7 | e4 black king · a1 white queen · b1 white king | e4 black king · a1 white queen · b1 white king | e4 black king · a1 white queen · b1 white king | e4 black king · a1 white queen · b1 white king | e4 black king · a1 white queen · b1 white king | e4 black king · a1 white queen · b1 white king | e4 black king · a1 white queen · b1 white king | e4 black king · a1 white queen · b1 white king | 7 |
| 6 | e4 black king · a1 white queen · b1 white king | e4 black king · a1 white queen · b1 white king | e4 black king · a1 white queen · b1 white king | e4 black king · a1 white queen · b1 white king | e4 black king · a1 white queen · b1 white king | e4 black king · a1 white queen · b1 white king | e4 black king · a1 white queen · b1 white king | e4 black king · a1 white queen · b1 white king | 6 |
| 5 | e4 black king · a1 white queen · b1 white king | e4 black king · a1 white queen · b1 white king | e4 black king · a1 white queen · b1 white king | e4 black king · a1 white queen · b1 white king | e4 black king · a1 white queen · b1 white king | e4 black king · a1 white queen · b1 white king | e4 black king · a1 white queen · b1 white king | e4 black king · a1 white queen · b1 white king | 5 |
| 4 | e4 black king · a1 white queen · b1 white king | e4 black king · a1 white queen · b1 white king | e4 black king · a1 white queen · b1 white king | e4 black king · a1 white queen · b1 white king | e4 black king · a1 white queen · b1 white king | e4 black king · a1 white queen · b1 white king | e4 black king · a1 white queen · b1 white king | e4 black king · a1 white queen · b1 white king | 4 |
| 3 | e4 black king · a1 white queen · b1 white king | e4 black king · a1 white queen · b1 white king | e4 black king · a1 white queen · b1 white king | e4 black king · a1 white queen · b1 white king | e4 black king · a1 white queen · b1 white king | e4 black king · a1 white queen · b1 white king | e4 black king · a1 white queen · b1 white king | e4 black king · a1 white queen · b1 white king | 3 |
| 2 | e4 black king · a1 white queen · b1 white king | e4 black king · a1 white queen · b1 white king | e4 black king · a1 white queen · b1 white king | e4 black king · a1 white queen · b1 white king | e4 black king · a1 white queen · b1 white king | e4 black king · a1 white queen · b1 white king | e4 black king · a1 white queen · b1 white king | e4 black king · a1 white queen · b1 white king | 2 |
| 1 | e4 black king · a1 white queen · b1 white king | e4 black king · a1 white queen · b1 white king | e4 black king · a1 white queen · b1 white king | e4 black king · a1 white queen · b1 white king | e4 black king · a1 white queen · b1 white king | e4 black king · a1 white queen · b1 white king | e4 black king · a1 white queen · b1 white king | e4 black king · a1 white queen · b1 white king | 1 |
|   | a                                              | b                                              | c                                              | d                                              | e                                              | f                                              | g                                              | h                                              |   |

Trong trường hợp cả hai bên đều có cách chơi tối ưu, bên có quân hậu di chuyển thường phải di chuyển tối đa 10 nước từ bất kỳ vị trí bắt đầu nào, nhưng thường cần ít nước đi hơn. Ở những vị trí mà một con tốt vừa được phong cấp thành quân hậu, cần nhiều nhất là 9 nước đi.
Với thế cờ ở hình bên, quân Trắng dễ dàng chiếu hết bằng cách hạn chế quân vua đen trong một hình chữ nhật và thu nhỏ hình chữ nhật đó để buộc quân vua đến mép bàn cờ:
 1. Qf6 Kd5 2. Qe7 Kd4 3. Kc2 Kd5 4. Kc3 Kc6 5. Kc4 Kb6 6. Qd7 Ka6 7. Qb5+ Ka7 8. Kc5 Ka8 9. Kc6 Ka7 10. Qb7#
Tránh hết nước đi
Bên chiến thắng phải cẩn thận để không khiến quân vua của đối phương hết nước đi dù không bị chiếu, trong khi bên phòng thủ sẽ muốn vào một vị trí như vậy. Có 5 loại thế hết nước đi chung có thể xảy ra mà bên mạnh hơn phải tránh. Hai cái đầu tiên thường phổ biến hơn.
|   | a                                              | b                                              | c                                              | d                                              | e                                              | f                                              | g                                              | h                                              |   |
| 8 | a8 black king · c7 white queen · h1 white king | a8 black king · c7 white queen · h1 white king | a8 black king · c7 white queen · h1 white king | a8 black king · c7 white queen · h1 white king | a8 black king · c7 white queen · h1 white king | a8 black king · c7 white queen · h1 white king | a8 black king · c7 white queen · h1 white king | a8 black king · c7 white queen · h1 white king | 8 |
| 7 | a8 black king · c7 white queen · h1 white king | a8 black king · c7 white queen · h1 white king | a8 black king · c7 white queen · h1 white king | a8 black king · c7 white queen · h1 white king | a8 black king · c7 white queen · h1 white king | a8 black king · c7 white queen · h1 white king | a8 black king · c7 white queen · h1 white king | a8 black king · c7 white queen · h1 white king | 7 |
| 6 | a8 black king · c7 white queen · h1 white king | a8 black king · c7 white queen · h1 white king | a8 black king · c7 white queen · h1 white king | a8 black king · c7 white queen · h1 white king | a8 black king · c7 white queen · h1 white king | a8 black king · c7 white queen · h1 white king | a8 black king · c7 white queen · h1 white king | a8 black king · c7 white queen · h1 white king | 6 |
| 5 | a8 black king · c7 white queen · h1 white king | a8 black king · c7 white queen · h1 white king | a8 black king · c7 white queen · h1 white king | a8 black king · c7 white queen · h1 white king | a8 black king · c7 white queen · h1 white king | a8 black king · c7 white queen · h1 white king | a8 black king · c7 white queen · h1 white king | a8 black king · c7 white queen · h1 white king | 5 |
| 4 | a8 black king · c7 white queen · h1 white king | a8 black king · c7 white queen · h1 white king | a8 black king · c7 white queen · h1 white king | a8 black king · c7 white queen · h1 white king | a8 black king · c7 white queen · h1 white king | a8 black king · c7 white queen · h1 white king | a8 black king · c7 white queen · h1 white king | a8 black king · c7 white queen · h1 white king | 4 |
| 3 | a8 black king · c7 white queen · h1 white king | a8 black king · c7 white queen · h1 white king | a8 black king · c7 white queen · h1 white king | a8 black king · c7 white queen · h1 white king | a8 black king · c7 white queen · h1 white king | a8 black king · c7 white queen · h1 white king | a8 black king · c7 white queen · h1 white king | a8 black king · c7 white queen · h1 white king | 3 |
| 2 | a8 black king · c7 white queen · h1 white king | a8 black king · c7 white queen · h1 white king | a8 black king · c7 white queen · h1 white king | a8 black king · c7 white queen · h1 white king | a8 black king · c7 white queen · h1 white king | a8 black king · c7 white queen · h1 white king | a8 black king · c7 white queen · h1 white king | a8 black king · c7 white queen · h1 white king | 2 |
| 1 | a8 black king · c7 white queen · h1 white king | a8 black king · c7 white queen · h1 white king | a8 black king · c7 white queen · h1 white king | a8 black king · c7 white queen · h1 white king | a8 black king · c7 white queen · h1 white king | a8 black king · c7 white queen · h1 white king | a8 black king · c7 white queen · h1 white king | a8 black king · c7 white queen · h1 white king | 1 |
|   | a                                              | b                                              | c                                              | d                                              | e                                              | f                                              | g                                              | h                                              |   |

|   | a | b | c | d | e | f | g | h |   |
| 8 | c6 white queen · a5 black king · c5 white king · c4 white circle · a3 white circle · b3 white circle · c3 white circle | c6 white queen · a5 black king · c5 white king · c4 white circle · a3 white circle · b3 white circle · c3 white circle | c6 white queen · a5 black king · c5 white king · c4 white circle · a3 white circle · b3 white circle · c3 white circle | c6 white queen · a5 black king · c5 white king · c4 white circle · a3 white circle · b3 white circle · c3 white circle | c6 white queen · a5 black king · c5 white king · c4 white circle · a3 white circle · b3 white circle · c3 white circle | c6 white queen · a5 black king · c5 white king · c4 white circle · a3 white circle · b3 white circle · c3 white circle | c6 white queen · a5 black king · c5 white king · c4 white circle · a3 white circle · b3 white circle · c3 white circle | c6 white queen · a5 black king · c5 white king · c4 white circle · a3 white circle · b3 white circle · c3 white circle | 8 |
| 7 | c6 white queen · a5 black king · c5 white king · c4 white circle · a3 white circle · b3 white circle · c3 white circle | c6 white queen · a5 black king · c5 white king · c4 white circle · a3 white circle · b3 white circle · c3 white circle | c6 white queen · a5 black king · c5 white king · c4 white circle · a3 white circle · b3 white circle · c3 white circle | c6 white queen · a5 black king · c5 white king · c4 white circle · a3 white circle · b3 white circle · c3 white circle | c6 white queen · a5 black king · c5 white king · c4 white circle · a3 white circle · b3 white circle · c3 white circle | c6 white queen · a5 black king · c5 white king · c4 white circle · a3 white circle · b3 white circle · c3 white circle | c6 white queen · a5 black king · c5 white king · c4 white circle · a3 white circle · b3 white circle · c3 white circle | c6 white queen · a5 black king · c5 white king · c4 white circle · a3 white circle · b3 white circle · c3 white circle | 7 |
| 6 | c6 white queen · a5 black king · c5 white king · c4 white circle · a3 white circle · b3 white circle · c3 white circle | c6 white queen · a5 black king · c5 white king · c4 white circle · a3 white circle · b3 white circle · c3 white circle | c6 white queen · a5 black king · c5 white king · c4 white circle · a3 white circle · b3 white circle · c3 white circle | c6 white queen · a5 black king · c5 white king · c4 white circle · a3 white circle · b3 white circle · c3 white circle | c6 white queen · a5 black king · c5 white king · c4 white circle · a3 white circle · b3 white circle · c3 white circle | c6 white queen · a5 black king · c5 white king · c4 white circle · a3 white circle · b3 white circle · c3 white circle | c6 white queen · a5 black king · c5 white king · c4 white circle · a3 white circle · b3 white circle · c3 white circle | c6 white queen · a5 black king · c5 white king · c4 white circle · a3 white circle · b3 white circle · c3 white circle | 6 |
| 5 | c6 white queen · a5 black king · c5 white king · c4 white circle · a3 white circle · b3 white circle · c3 white circle | c6 white queen · a5 black king · c5 white king · c4 white circle · a3 white circle · b3 white circle · c3 white circle | c6 white queen · a5 black king · c5 white king · c4 white circle · a3 white circle · b3 white circle · c3 white circle | c6 white queen · a5 black king · c5 white king · c4 white circle · a3 white circle · b3 white circle · c3 white circle | c6 white queen · a5 black king · c5 white king · c4 white circle · a3 white circle · b3 white circle · c3 white circle | c6 white queen · a5 black king · c5 white king · c4 white circle · a3 white circle · b3 white circle · c3 white circle | c6 white queen · a5 black king · c5 white king · c4 white circle · a3 white circle · b3 white circle · c3 white circle | c6 white queen · a5 black king · c5 white king · c4 white circle · a3 white circle · b3 white circle · c3 white circle | 5 |
| 4 | c6 white queen · a5 black king · c5 white king · c4 white circle · a3 white circle · b3 white circle · c3 white circle | c6 white queen · a5 black king · c5 white king · c4 white circle · a3 white circle · b3 white circle · c3 white circle | c6 white queen · a5 black king · c5 white king · c4 white circle · a3 white circle · b3 white circle · c3 white circle | c6 white queen · a5 black king · c5 white king · c4 white circle · a3 white circle · b3 white circle · c3 white circle | c6 white queen · a5 black king · c5 white king · c4 white circle · a3 white circle · b3 white circle · c3 white circle | c6 white queen · a5 black king · c5 white king · c4 white circle · a3 white circle · b3 white circle · c3 white circle | c6 white queen · a5 black king · c5 white king · c4 white circle · a3 white circle · b3 white circle · c3 white circle | c6 white queen · a5 black king · c5 white king · c4 white circle · a3 white circle · b3 white circle · c3 white circle | 4 |
| 3 | c6 white queen · a5 black king · c5 white king · c4 white circle · a3 white circle · b3 white circle · c3 white circle | c6 white queen · a5 black king · c5 white king · c4 white circle · a3 white circle · b3 white circle · c3 white circle | c6 white queen · a5 black king · c5 white king · c4 white circle · a3 white circle · b3 white circle · c3 white circle | c6 white queen · a5 black king · c5 white king · c4 white circle · a3 white circle · b3 white circle · c3 white circle | c6 white queen · a5 black king · c5 white king · c4 white circle · a3 white circle · b3 white circle · c3 white circle | c6 white queen · a5 black king · c5 white king · c4 white circle · a3 white circle · b3 white circle · c3 white circle | c6 white queen · a5 black king · c5 white king · c4 white circle · a3 white circle · b3 white circle · c3 white circle | c6 white queen · a5 black king · c5 white king · c4 white circle · a3 white circle · b3 white circle · c3 white circle | 3 |
| 2 | c6 white queen · a5 black king · c5 white king · c4 white circle · a3 white circle · b3 white circle · c3 white circle | c6 white queen · a5 black king · c5 white king · c4 white circle · a3 white circle · b3 white circle · c3 white circle | c6 white queen · a5 black king · c5 white king · c4 white circle · a3 white circle · b3 white circle · c3 white circle | c6 white queen · a5 black king · c5 white king · c4 white circle · a3 white circle · b3 white circle · c3 white circle | c6 white queen · a5 black king · c5 white king · c4 white circle · a3 white circle · b3 white circle · c3 white circle | c6 white queen · a5 black king · c5 white king · c4 white circle · a3 white circle · b3 white circle · c3 white circle | c6 white queen · a5 black king · c5 white king · c4 white circle · a3 white circle · b3 white circle · c3 white circle | c6 white queen · a5 black king · c5 white king · c4 white circle · a3 white circle · b3 white circle · c3 white circle | 2 |
| 1 | c6 white queen · a5 black king · c5 white king · c4 white circle · a3 white circle · b3 white circle · c3 white circle | c6 white queen · a5 black king · c5 white king · c4 white circle · a3 white circle · b3 white circle · c3 white circle | c6 white queen · a5 black king · c5 white king · c4 white circle · a3 white circle · b3 white circle · c3 white circle | c6 white queen · a5 black king · c5 white king · c4 white circle · a3 white circle · b3 white circle · c3 white circle | c6 white queen · a5 black king · c5 white king · c4 white circle · a3 white circle · b3 white circle · c3 white circle | c6 white queen · a5 black king · c5 white king · c4 white circle · a3 white circle · b3 white circle · c3 white circle | c6 white queen · a5 black king · c5 white king · c4 white circle · a3 white circle · b3 white circle · c3 white circle | c6 white queen · a5 black king · c5 white king · c4 white circle · a3 white circle · b3 white circle · c3 white circle | 1 |
|   | a | b | c | d | e | f | g | h |   |

|   | a                                                                | b                                                                | c                                                                | d                                                                | e                                                                | f                                                                | g                                                                | h                                                                |   |
| 8 | b7 white queen · a5 black king · a3 white circle · b3 white king | b7 white queen · a5 black king · a3 white circle · b3 white king | b7 white queen · a5 black king · a3 white circle · b3 white king | b7 white queen · a5 black king · a3 white circle · b3 white king | b7 white queen · a5 black king · a3 white circle · b3 white king | b7 white queen · a5 black king · a3 white circle · b3 white king | b7 white queen · a5 black king · a3 white circle · b3 white king | b7 white queen · a5 black king · a3 white circle · b3 white king | 8 |
| 7 | b7 white queen · a5 black king · a3 white circle · b3 white king | b7 white queen · a5 black king · a3 white circle · b3 white king | b7 white queen · a5 black king · a3 white circle · b3 white king | b7 white queen · a5 black king · a3 white circle · b3 white king | b7 white queen · a5 black king · a3 white circle · b3 white king | b7 white queen · a5 black king · a3 white circle · b3 white king | b7 white queen · a5 black king · a3 white circle · b3 white king | b7 white queen · a5 black king · a3 white circle · b3 white king | 7 |
| 6 | b7 white queen · a5 black king · a3 white circle · b3 white king | b7 white queen · a5 black king · a3 white circle · b3 white king | b7 white queen · a5 black king · a3 white circle · b3 white king | b7 white queen · a5 black king · a3 white circle · b3 white king | b7 white queen · a5 black king · a3 white circle · b3 white king | b7 white queen · a5 black king · a3 white circle · b3 white king | b7 white queen · a5 black king · a3 white circle · b3 white king | b7 white queen · a5 black king · a3 white circle · b3 white king | 6 |
| 5 | b7 white queen · a5 black king · a3 white circle · b3 white king | b7 white queen · a5 black king · a3 white circle · b3 white king | b7 white queen · a5 black king · a3 white circle · b3 white king | b7 white queen · a5 black king · a3 white circle · b3 white king | b7 white queen · a5 black king · a3 white circle · b3 white king | b7 white queen · a5 black king · a3 white circle · b3 white king | b7 white queen · a5 black king · a3 white circle · b3 white king | b7 white queen · a5 black king · a3 white circle · b3 white king | 5 |
| 4 | b7 white queen · a5 black king · a3 white circle · b3 white king | b7 white queen · a5 black king · a3 white circle · b3 white king | b7 white queen · a5 black king · a3 white circle · b3 white king | b7 white queen · a5 black king · a3 white circle · b3 white king | b7 white queen · a5 black king · a3 white circle · b3 white king | b7 white queen · a5 black king · a3 white circle · b3 white king | b7 white queen · a5 black king · a3 white circle · b3 white king | b7 white queen · a5 black king · a3 white circle · b3 white king | 4 |
| 3 | b7 white queen · a5 black king · a3 white circle · b3 white king | b7 white queen · a5 black king · a3 white circle · b3 white king | b7 white queen · a5 black king · a3 white circle · b3 white king | b7 white queen · a5 black king · a3 white circle · b3 white king | b7 white queen · a5 black king · a3 white circle · b3 white king | b7 white queen · a5 black king · a3 white circle · b3 white king | b7 white queen · a5 black king · a3 white circle · b3 white king | b7 white queen · a5 black king · a3 white circle · b3 white king | 3 |
| 2 | b7 white queen · a5 black king · a3 white circle · b3 white king | b7 white queen · a5 black king · a3 white circle · b3 white king | b7 white queen · a5 black king · a3 white circle · b3 white king | b7 white queen · a5 black king · a3 white circle · b3 white king | b7 white queen · a5 black king · a3 white circle · b3 white king | b7 white queen · a5 black king · a3 white circle · b3 white king | b7 white queen · a5 black king · a3 white circle · b3 white king | b7 white queen · a5 black king · a3 white circle · b3 white king | 2 |
| 1 | b7 white queen · a5 black king · a3 white circle · b3 white king | b7 white queen · a5 black king · a3 white circle · b3 white king | b7 white queen · a5 black king · a3 white circle · b3 white king | b7 white queen · a5 black king · a3 white circle · b3 white king | b7 white queen · a5 black king · a3 white circle · b3 white king | b7 white queen · a5 black king · a3 white circle · b3 white king | b7 white queen · a5 black king · a3 white circle · b3 white king | b7 white queen · a5 black king · a3 white circle · b3 white king | 1 |
|   | a                                                                | b                                                                | c                                                                | d                                                                | e                                                                | f                                                                | g                                                                | h                                                                |   |

|   | a | b | c | d | e | f | g | h |   |
| 8 | a8 black king · c8 white king · c7 white circle · d7 white circle · e7 white circle · f7 white circle · g7 white circle · h7 white queen | a8 black king · c8 white king · c7 white circle · d7 white circle · e7 white circle · f7 white circle · g7 white circle · h7 white queen | a8 black king · c8 white king · c7 white circle · d7 white circle · e7 white circle · f7 white circle · g7 white circle · h7 white queen | a8 black king · c8 white king · c7 white circle · d7 white circle · e7 white circle · f7 white circle · g7 white circle · h7 white queen | a8 black king · c8 white king · c7 white circle · d7 white circle · e7 white circle · f7 white circle · g7 white circle · h7 white queen | a8 black king · c8 white king · c7 white circle · d7 white circle · e7 white circle · f7 white circle · g7 white circle · h7 white queen | a8 black king · c8 white king · c7 white circle · d7 white circle · e7 white circle · f7 white circle · g7 white circle · h7 white queen | a8 black king · c8 white king · c7 white circle · d7 white circle · e7 white circle · f7 white circle · g7 white circle · h7 white queen | 8 |
| 7 | a8 black king · c8 white king · c7 white circle · d7 white circle · e7 white circle · f7 white circle · g7 white circle · h7 white queen | a8 black king · c8 white king · c7 white circle · d7 white circle · e7 white circle · f7 white circle · g7 white circle · h7 white queen | a8 black king · c8 white king · c7 white circle · d7 white circle · e7 white circle · f7 white circle · g7 white circle · h7 white queen | a8 black king · c8 white king · c7 white circle · d7 white circle · e7 white circle · f7 white circle · g7 white circle · h7 white queen | a8 black king · c8 white king · c7 white circle · d7 white circle · e7 white circle · f7 white circle · g7 white circle · h7 white queen | a8 black king · c8 white king · c7 white circle · d7 white circle · e7 white circle · f7 white circle · g7 white circle · h7 white queen | a8 black king · c8 white king · c7 white circle · d7 white circle · e7 white circle · f7 white circle · g7 white circle · h7 white queen | a8 black king · c8 white king · c7 white circle · d7 white circle · e7 white circle · f7 white circle · g7 white circle · h7 white queen | 7 |
| 6 | a8 black king · c8 white king · c7 white circle · d7 white circle · e7 white circle · f7 white circle · g7 white circle · h7 white queen | a8 black king · c8 white king · c7 white circle · d7 white circle · e7 white circle · f7 white circle · g7 white circle · h7 white queen | a8 black king · c8 white king · c7 white circle · d7 white circle · e7 white circle · f7 white circle · g7 white circle · h7 white queen | a8 black king · c8 white king · c7 white circle · d7 white circle · e7 white circle · f7 white circle · g7 white circle · h7 white queen | a8 black king · c8 white king · c7 white circle · d7 white circle · e7 white circle · f7 white circle · g7 white circle · h7 white queen | a8 black king · c8 white king · c7 white circle · d7 white circle · e7 white circle · f7 white circle · g7 white circle · h7 white queen | a8 black king · c8 white king · c7 white circle · d7 white circle · e7 white circle · f7 white circle · g7 white circle · h7 white queen | a8 black king · c8 white king · c7 white circle · d7 white circle · e7 white circle · f7 white circle · g7 white circle · h7 white queen | 6 |
| 5 | a8 black king · c8 white king · c7 white circle · d7 white circle · e7 white circle · f7 white circle · g7 white circle · h7 white queen | a8 black king · c8 white king · c7 white circle · d7 white circle · e7 white circle · f7 white circle · g7 white circle · h7 white queen | a8 black king · c8 white king · c7 white circle · d7 white circle · e7 white circle · f7 white circle · g7 white circle · h7 white queen | a8 black king · c8 white king · c7 white circle · d7 white circle · e7 white circle · f7 white circle · g7 white circle · h7 white queen | a8 black king · c8 white king · c7 white circle · d7 white circle · e7 white circle · f7 white circle · g7 white circle · h7 white queen | a8 black king · c8 white king · c7 white circle · d7 white circle · e7 white circle · f7 white circle · g7 white circle · h7 white queen | a8 black king · c8 white king · c7 white circle · d7 white circle · e7 white circle · f7 white circle · g7 white circle · h7 white queen | a8 black king · c8 white king · c7 white circle · d7 white circle · e7 white circle · f7 white circle · g7 white circle · h7 white queen | 5 |
| 4 | a8 black king · c8 white king · c7 white circle · d7 white circle · e7 white circle · f7 white circle · g7 white circle · h7 white queen | a8 black king · c8 white king · c7 white circle · d7 white circle · e7 white circle · f7 white circle · g7 white circle · h7 white queen | a8 black king · c8 white king · c7 white circle · d7 white circle · e7 white circle · f7 white circle · g7 white circle · h7 white queen | a8 black king · c8 white king · c7 white circle · d7 white circle · e7 white circle · f7 white circle · g7 white circle · h7 white queen | a8 black king · c8 white king · c7 white circle · d7 white circle · e7 white circle · f7 white circle · g7 white circle · h7 white queen | a8 black king · c8 white king · c7 white circle · d7 white circle · e7 white circle · f7 white circle · g7 white circle · h7 white queen | a8 black king · c8 white king · c7 white circle · d7 white circle · e7 white circle · f7 white circle · g7 white circle · h7 white queen | a8 black king · c8 white king · c7 white circle · d7 white circle · e7 white circle · f7 white circle · g7 white circle · h7 white queen | 4 |
| 3 | a8 black king · c8 white king · c7 white circle · d7 white circle · e7 white circle · f7 white circle · g7 white circle · h7 white queen | a8 black king · c8 white king · c7 white circle · d7 white circle · e7 white circle · f7 white circle · g7 white circle · h7 white queen | a8 black king · c8 white king · c7 white circle · d7 white circle · e7 white circle · f7 white circle · g7 white circle · h7 white queen | a8 black king · c8 white king · c7 white circle · d7 white circle · e7 white circle · f7 white circle · g7 white circle · h7 white queen | a8 black king · c8 white king · c7 white circle · d7 white circle · e7 white circle · f7 white circle · g7 white circle · h7 white queen | a8 black king · c8 white king · c7 white circle · d7 white circle · e7 white circle · f7 white circle · g7 white circle · h7 white queen | a8 black king · c8 white king · c7 white circle · d7 white circle · e7 white circle · f7 white circle · g7 white circle · h7 white queen | a8 black king · c8 white king · c7 white circle · d7 white circle · e7 white circle · f7 white circle · g7 white circle · h7 white queen | 3 |
| 2 | a8 black king · c8 white king · c7 white circle · d7 white circle · e7 white circle · f7 white circle · g7 white circle · h7 white queen | a8 black king · c8 white king · c7 white circle · d7 white circle · e7 white circle · f7 white circle · g7 white circle · h7 white queen | a8 black king · c8 white king · c7 white circle · d7 white circle · e7 white circle · f7 white circle · g7 white circle · h7 white queen | a8 black king · c8 white king · c7 white circle · d7 white circle · e7 white circle · f7 white circle · g7 white circle · h7 white queen | a8 black king · c8 white king · c7 white circle · d7 white circle · e7 white circle · f7 white circle · g7 white circle · h7 white queen | a8 black king · c8 white king · c7 white circle · d7 white circle · e7 white circle · f7 white circle · g7 white circle · h7 white queen | a8 black king · c8 white king · c7 white circle · d7 white circle · e7 white circle · f7 white circle · g7 white circle · h7 white queen | a8 black king · c8 white king · c7 white circle · d7 white circle · e7 white circle · f7 white circle · g7 white circle · h7 white queen | 2 |
| 1 | a8 black king · c8 white king · c7 white circle · d7 white circle · e7 white circle · f7 white circle · g7 white circle · h7 white queen | a8 black king · c8 white king · c7 white circle · d7 white circle · e7 white circle · f7 white circle · g7 white circle · h7 white queen | a8 black king · c8 white king · c7 white circle · d7 white circle · e7 white circle · f7 white circle · g7 white circle · h7 white queen | a8 black king · c8 white king · c7 white circle · d7 white circle · e7 white circle · f7 white circle · g7 white circle · h7 white queen | a8 black king · c8 white king · c7 white circle · d7 white circle · e7 white circle · f7 white circle · g7 white circle · h7 white queen | a8 black king · c8 white king · c7 white circle · d7 white circle · e7 white circle · f7 white circle · g7 white circle · h7 white queen | a8 black king · c8 white king · c7 white circle · d7 white circle · e7 white circle · f7 white circle · g7 white circle · h7 white queen | a8 black king · c8 white king · c7 white circle · d7 white circle · e7 white circle · f7 white circle · g7 white circle · h7 white queen | 1 |
|   | a | b | c | d | e | f | g | h |   |

|   | a | b | c | d | e | f | g | h |   |
| 8 | a8 black king · c8 white king · b6 white circle · c5 white circle · d4 white circle · e3 white circle · f2 white circle · g1 white queen | a8 black king · c8 white king · b6 white circle · c5 white circle · d4 white circle · e3 white circle · f2 white circle · g1 white queen | a8 black king · c8 white king · b6 white circle · c5 white circle · d4 white circle · e3 white circle · f2 white circle · g1 white queen | a8 black king · c8 white king · b6 white circle · c5 white circle · d4 white circle · e3 white circle · f2 white circle · g1 white queen | a8 black king · c8 white king · b6 white circle · c5 white circle · d4 white circle · e3 white circle · f2 white circle · g1 white queen | a8 black king · c8 white king · b6 white circle · c5 white circle · d4 white circle · e3 white circle · f2 white circle · g1 white queen | a8 black king · c8 white king · b6 white circle · c5 white circle · d4 white circle · e3 white circle · f2 white circle · g1 white queen | a8 black king · c8 white king · b6 white circle · c5 white circle · d4 white circle · e3 white circle · f2 white circle · g1 white queen | 8 |
| 7 | a8 black king · c8 white king · b6 white circle · c5 white circle · d4 white circle · e3 white circle · f2 white circle · g1 white queen | a8 black king · c8 white king · b6 white circle · c5 white circle · d4 white circle · e3 white circle · f2 white circle · g1 white queen | a8 black king · c8 white king · b6 white circle · c5 white circle · d4 white circle · e3 white circle · f2 white circle · g1 white queen | a8 black king · c8 white king · b6 white circle · c5 white circle · d4 white circle · e3 white circle · f2 white circle · g1 white queen | a8 black king · c8 white king · b6 white circle · c5 white circle · d4 white circle · e3 white circle · f2 white circle · g1 white queen | a8 black king · c8 white king · b6 white circle · c5 white circle · d4 white circle · e3 white circle · f2 white circle · g1 white queen | a8 black king · c8 white king · b6 white circle · c5 white circle · d4 white circle · e3 white circle · f2 white circle · g1 white queen | a8 black king · c8 white king · b6 white circle · c5 white circle · d4 white circle · e3 white circle · f2 white circle · g1 white queen | 7 |
| 6 | a8 black king · c8 white king · b6 white circle · c5 white circle · d4 white circle · e3 white circle · f2 white circle · g1 white queen | a8 black king · c8 white king · b6 white circle · c5 white circle · d4 white circle · e3 white circle · f2 white circle · g1 white queen | a8 black king · c8 white king · b6 white circle · c5 white circle · d4 white circle · e3 white circle · f2 white circle · g1 white queen | a8 black king · c8 white king · b6 white circle · c5 white circle · d4 white circle · e3 white circle · f2 white circle · g1 white queen | a8 black king · c8 white king · b6 white circle · c5 white circle · d4 white circle · e3 white circle · f2 white circle · g1 white queen | a8 black king · c8 white king · b6 white circle · c5 white circle · d4 white circle · e3 white circle · f2 white circle · g1 white queen | a8 black king · c8 white king · b6 white circle · c5 white circle · d4 white circle · e3 white circle · f2 white circle · g1 white queen | a8 black king · c8 white king · b6 white circle · c5 white circle · d4 white circle · e3 white circle · f2 white circle · g1 white queen | 6 |
| 5 | a8 black king · c8 white king · b6 white circle · c5 white circle · d4 white circle · e3 white circle · f2 white circle · g1 white queen | a8 black king · c8 white king · b6 white circle · c5 white circle · d4 white circle · e3 white circle · f2 white circle · g1 white queen | a8 black king · c8 white king · b6 white circle · c5 white circle · d4 white circle · e3 white circle · f2 white circle · g1 white queen | a8 black king · c8 white king · b6 white circle · c5 white circle · d4 white circle · e3 white circle · f2 white circle · g1 white queen | a8 black king · c8 white king · b6 white circle · c5 white circle · d4 white circle · e3 white circle · f2 white circle · g1 white queen | a8 black king · c8 white king · b6 white circle · c5 white circle · d4 white circle · e3 white circle · f2 white circle · g1 white queen | a8 black king · c8 white king · b6 white circle · c5 white circle · d4 white circle · e3 white circle · f2 white circle · g1 white queen | a8 black king · c8 white king · b6 white circle · c5 white circle · d4 white circle · e3 white circle · f2 white circle · g1 white queen | 5 |
| 4 | a8 black king · c8 white king · b6 white circle · c5 white circle · d4 white circle · e3 white circle · f2 white circle · g1 white queen | a8 black king · c8 white king · b6 white circle · c5 white circle · d4 white circle · e3 white circle · f2 white circle · g1 white queen | a8 black king · c8 white king · b6 white circle · c5 white circle · d4 white circle · e3 white circle · f2 white circle · g1 white queen | a8 black king · c8 white king · b6 white circle · c5 white circle · d4 white circle · e3 white circle · f2 white circle · g1 white queen | a8 black king · c8 white king · b6 white circle · c5 white circle · d4 white circle · e3 white circle · f2 white circle · g1 white queen | a8 black king · c8 white king · b6 white circle · c5 white circle · d4 white circle · e3 white circle · f2 white circle · g1 white queen | a8 black king · c8 white king · b6 white circle · c5 white circle · d4 white circle · e3 white circle · f2 white circle · g1 white queen | a8 black king · c8 white king · b6 white circle · c5 white circle · d4 white circle · e3 white circle · f2 white circle · g1 white queen | 4 |
| 3 | a8 black king · c8 white king · b6 white circle · c5 white circle · d4 white circle · e3 white circle · f2 white circle · g1 white queen | a8 black king · c8 white king · b6 white circle · c5 white circle · d4 white circle · e3 white circle · f2 white circle · g1 white queen | a8 black king · c8 white king · b6 white circle · c5 white circle · d4 white circle · e3 white circle · f2 white circle · g1 white queen | a8 black king · c8 white king · b6 white circle · c5 white circle · d4 white circle · e3 white circle · f2 white circle · g1 white queen | a8 black king · c8 white king · b6 white circle · c5 white circle · d4 white circle · e3 white circle · f2 white circle · g1 white queen | a8 black king · c8 white king · b6 white circle · c5 white circle · d4 white circle · e3 white circle · f2 white circle · g1 white queen | a8 black king · c8 white king · b6 white circle · c5 white circle · d4 white circle · e3 white circle · f2 white circle · g1 white queen | a8 black king · c8 white king · b6 white circle · c5 white circle · d4 white circle · e3 white circle · f2 white circle · g1 white queen | 3 |
| 2 | a8 black king · c8 white king · b6 white circle · c5 white circle · d4 white circle · e3 white circle · f2 white circle · g1 white queen | a8 black king · c8 white king · b6 white circle · c5 white circle · d4 white circle · e3 white circle · f2 white circle · g1 white queen | a8 black king · c8 white king · b6 white circle · c5 white circle · d4 white circle · e3 white circle · f2 white circle · g1 white queen | a8 black king · c8 white king · b6 white circle · c5 white circle · d4 white circle · e3 white circle · f2 white circle · g1 white queen | a8 black king · c8 white king · b6 white circle · c5 white circle · d4 white circle · e3 white circle · f2 white circle · g1 white queen | a8 black king · c8 white king · b6 white circle · c5 white circle · d4 white circle · e3 white circle · f2 white circle · g1 white queen | a8 black king · c8 white king · b6 white circle · c5 white circle · d4 white circle · e3 white circle · f2 white circle · g1 white queen | a8 black king · c8 white king · b6 white circle · c5 white circle · d4 white circle · e3 white circle · f2 white circle · g1 white queen | 2 |
| 1 | a8 black king · c8 white king · b6 white circle · c5 white circle · d4 white circle · e3 white circle · f2 white circle · g1 white queen | a8 black king · c8 white king · b6 white circle · c5 white circle · d4 white circle · e3 white circle · f2 white circle · g1 white queen | a8 black king · c8 white king · b6 white circle · c5 white circle · d4 white circle · e3 white circle · f2 white circle · g1 white queen | a8 black king · c8 white king · b6 white circle · c5 white circle · d4 white circle · e3 white circle · f2 white circle · g1 white queen | a8 black king · c8 white king · b6 white circle · c5 white circle · d4 white circle · e3 white circle · f2 white circle · g1 white queen | a8 black king · c8 white king · b6 white circle · c5 white circle · d4 white circle · e3 white circle · f2 white circle · g1 white queen | a8 black king · c8 white king · b6 white circle · c5 white circle · d4 white circle · e3 white circle · f2 white circle · g1 white queen | a8 black king · c8 white king · b6 white circle · c5 white circle · d4 white circle · e3 white circle · f2 white circle · g1 white queen | 1 |
|   | a | b | c | d | e | f | g | h |   |

### Vua và Xe
|   | a                                             | b                                             | c                                             | d                                             | e                                             | f                                             | g                                             | h                                             |   |
| 8 | d8 black king · g8 white rook · d6 white king | d8 black king · g8 white rook · d6 white king | d8 black king · g8 white rook · d6 white king | d8 black king · g8 white rook · d6 white king | d8 black king · g8 white rook · d6 white king | d8 black king · g8 white rook · d6 white king | d8 black king · g8 white rook · d6 white king | d8 black king · g8 white rook · d6 white king | 8 |
| 7 | d8 black king · g8 white rook · d6 white king | d8 black king · g8 white rook · d6 white king | d8 black king · g8 white rook · d6 white king | d8 black king · g8 white rook · d6 white king | d8 black king · g8 white rook · d6 white king | d8 black king · g8 white rook · d6 white king | d8 black king · g8 white rook · d6 white king | d8 black king · g8 white rook · d6 white king | 7 |
| 6 | d8 black king · g8 white rook · d6 white king | d8 black king · g8 white rook · d6 white king | d8 black king · g8 white rook · d6 white king | d8 black king · g8 white rook · d6 white king | d8 black king · g8 white rook · d6 white king | d8 black king · g8 white rook · d6 white king | d8 black king · g8 white rook · d6 white king | d8 black king · g8 white rook · d6 white king | 6 |
| 5 | d8 black king · g8 white rook · d6 white king | d8 black king · g8 white rook · d6 white king | d8 black king · g8 white rook · d6 white king | d8 black king · g8 white rook · d6 white king | d8 black king · g8 white rook · d6 white king | d8 black king · g8 white rook · d6 white king | d8 black king · g8 white rook · d6 white king | d8 black king · g8 white rook · d6 white king | 5 |
| 4 | d8 black king · g8 white rook · d6 white king | d8 black king · g8 white rook · d6 white king | d8 black king · g8 white rook · d6 white king | d8 black king · g8 white rook · d6 white king | d8 black king · g8 white rook · d6 white king | d8 black king · g8 white rook · d6 white king | d8 black king · g8 white rook · d6 white king | d8 black king · g8 white rook · d6 white king | 4 |
| 3 | d8 black king · g8 white rook · d6 white king | d8 black king · g8 white rook · d6 white king | d8 black king · g8 white rook · d6 white king | d8 black king · g8 white rook · d6 white king | d8 black king · g8 white rook · d6 white king | d8 black king · g8 white rook · d6 white king | d8 black king · g8 white rook · d6 white king | d8 black king · g8 white rook · d6 white king | 3 |
| 2 | d8 black king · g8 white rook · d6 white king | d8 black king · g8 white rook · d6 white king | d8 black king · g8 white rook · d6 white king | d8 black king · g8 white rook · d6 white king | d8 black king · g8 white rook · d6 white king | d8 black king · g8 white rook · d6 white king | d8 black king · g8 white rook · d6 white king | d8 black king · g8 white rook · d6 white king | 2 |
| 1 | d8 black king · g8 white rook · d6 white king | d8 black king · g8 white rook · d6 white king | d8 black king · g8 white rook · d6 white king | d8 black king · g8 white rook · d6 white king | d8 black king · g8 white rook · d6 white king | d8 black king · g8 white rook · d6 white king | d8 black king · g8 white rook · d6 white king | d8 black king · g8 white rook · d6 white king | 1 |
|   | a                                             | b                                             | c                                             | d                                             | e                                             | f                                             | g                                             | h                                             |   |

|   | a                                             | b                                             | c                                             | d                                             | e                                             | f                                             | g                                             | h                                             |   |
| 8 | f8 white rook · h8 black king · g6 white king | f8 white rook · h8 black king · g6 white king | f8 white rook · h8 black king · g6 white king | f8 white rook · h8 black king · g6 white king | f8 white rook · h8 black king · g6 white king | f8 white rook · h8 black king · g6 white king | f8 white rook · h8 black king · g6 white king | f8 white rook · h8 black king · g6 white king | 8 |
| 7 | f8 white rook · h8 black king · g6 white king | f8 white rook · h8 black king · g6 white king | f8 white rook · h8 black king · g6 white king | f8 white rook · h8 black king · g6 white king | f8 white rook · h8 black king · g6 white king | f8 white rook · h8 black king · g6 white king | f8 white rook · h8 black king · g6 white king | f8 white rook · h8 black king · g6 white king | 7 |
| 6 | f8 white rook · h8 black king · g6 white king | f8 white rook · h8 black king · g6 white king | f8 white rook · h8 black king · g6 white king | f8 white rook · h8 black king · g6 white king | f8 white rook · h8 black king · g6 white king | f8 white rook · h8 black king · g6 white king | f8 white rook · h8 black king · g6 white king | f8 white rook · h8 black king · g6 white king | 6 |
| 5 | f8 white rook · h8 black king · g6 white king | f8 white rook · h8 black king · g6 white king | f8 white rook · h8 black king · g6 white king | f8 white rook · h8 black king · g6 white king | f8 white rook · h8 black king · g6 white king | f8 white rook · h8 black king · g6 white king | f8 white rook · h8 black king · g6 white king | f8 white rook · h8 black king · g6 white king | 5 |
| 4 | f8 white rook · h8 black king · g6 white king | f8 white rook · h8 black king · g6 white king | f8 white rook · h8 black king · g6 white king | f8 white rook · h8 black king · g6 white king | f8 white rook · h8 black king · g6 white king | f8 white rook · h8 black king · g6 white king | f8 white rook · h8 black king · g6 white king | f8 white rook · h8 black king · g6 white king | 4 |
| 3 | f8 white rook · h8 black king · g6 white king | f8 white rook · h8 black king · g6 white king | f8 white rook · h8 black king · g6 white king | f8 white rook · h8 black king · g6 white king | f8 white rook · h8 black king · g6 white king | f8 white rook · h8 black king · g6 white king | f8 white rook · h8 black king · g6 white king | f8 white rook · h8 black king · g6 white king | 3 |
| 2 | f8 white rook · h8 black king · g6 white king | f8 white rook · h8 black king · g6 white king | f8 white rook · h8 black king · g6 white king | f8 white rook · h8 black king · g6 white king | f8 white rook · h8 black king · g6 white king | f8 white rook · h8 black king · g6 white king | f8 white rook · h8 black king · g6 white king | f8 white rook · h8 black king · g6 white king | 2 |
| 1 | f8 white rook · h8 black king · g6 white king | f8 white rook · h8 black king · g6 white king | f8 white rook · h8 black king · g6 white king | f8 white rook · h8 black king · g6 white king | f8 white rook · h8 black king · g6 white king | f8 white rook · h8 black king · g6 white king | f8 white rook · h8 black king · g6 white king | f8 white rook · h8 black king · g6 white king | 1 |
|   | a                                             | b                                             | c                                             | d                                             | e                                             | f                                             | g                                             | h                                             |   |

|   | a                                             | b                                             | c                                             | d                                             | e                                             | f                                             | g                                             | h                                             |   |
| 8 | e5 black king · e2 white king · e1 white rook | e5 black king · e2 white king · e1 white rook | e5 black king · e2 white king · e1 white rook | e5 black king · e2 white king · e1 white rook | e5 black king · e2 white king · e1 white rook | e5 black king · e2 white king · e1 white rook | e5 black king · e2 white king · e1 white rook | e5 black king · e2 white king · e1 white rook | 8 |
| 7 | e5 black king · e2 white king · e1 white rook | e5 black king · e2 white king · e1 white rook | e5 black king · e2 white king · e1 white rook | e5 black king · e2 white king · e1 white rook | e5 black king · e2 white king · e1 white rook | e5 black king · e2 white king · e1 white rook | e5 black king · e2 white king · e1 white rook | e5 black king · e2 white king · e1 white rook | 7 |
| 6 | e5 black king · e2 white king · e1 white rook | e5 black king · e2 white king · e1 white rook | e5 black king · e2 white king · e1 white rook | e5 black king · e2 white king · e1 white rook | e5 black king · e2 white king · e1 white rook | e5 black king · e2 white king · e1 white rook | e5 black king · e2 white king · e1 white rook | e5 black king · e2 white king · e1 white rook | 6 |
| 5 | e5 black king · e2 white king · e1 white rook | e5 black king · e2 white king · e1 white rook | e5 black king · e2 white king · e1 white rook | e5 black king · e2 white king · e1 white rook | e5 black king · e2 white king · e1 white rook | e5 black king · e2 white king · e1 white rook | e5 black king · e2 white king · e1 white rook | e5 black king · e2 white king · e1 white rook | 5 |
| 4 | e5 black king · e2 white king · e1 white rook | e5 black king · e2 white king · e1 white rook | e5 black king · e2 white king · e1 white rook | e5 black king · e2 white king · e1 white rook | e5 black king · e2 white king · e1 white rook | e5 black king · e2 white king · e1 white rook | e5 black king · e2 white king · e1 white rook | e5 black king · e2 white king · e1 white rook | 4 |
| 3 | e5 black king · e2 white king · e1 white rook | e5 black king · e2 white king · e1 white rook | e5 black king · e2 white king · e1 white rook | e5 black king · e2 white king · e1 white rook | e5 black king · e2 white king · e1 white rook | e5 black king · e2 white king · e1 white rook | e5 black king · e2 white king · e1 white rook | e5 black king · e2 white king · e1 white rook | 3 |
| 2 | e5 black king · e2 white king · e1 white rook | e5 black king · e2 white king · e1 white rook | e5 black king · e2 white king · e1 white rook | e5 black king · e2 white king · e1 white rook | e5 black king · e2 white king · e1 white rook | e5 black king · e2 white king · e1 white rook | e5 black king · e2 white king · e1 white rook | e5 black king · e2 white king · e1 white rook | 2 |
| 1 | e5 black king · e2 white king · e1 white rook | e5 black king · e2 white king · e1 white rook | e5 black king · e2 white king · e1 white rook | e5 black king · e2 white king · e1 white rook | e5 black king · e2 white king · e1 white rook | e5 black king · e2 white king · e1 white rook | e5 black king · e2 white king · e1 white rook | e5 black king · e2 white king · e1 white rook | 1 |
|   | a                                             | b                                             | c                                             | d                                             | e                                             | f                                             | g                                             | h                                             |   |

Ví dụ đầu tiên cho thấy vị trí chiếu vua cơ bản với quân Xe, có thể xảy ra ở bất kỳ cạnh nào của bàn cờ. Vua đen có thể ở bất kỳ ô vuông nào trên mép bàn cờ, vua trắng đứng đối mặt với nó và quân xe có thể chiếu từ bất kỳ ô vuông nào trên cùng hàng hoặc cột. Ví dụ thứ hai cho thấy một vị trí hơi khác, trong đó các quân vua không đối mặt nhưng quân vua của bên phòng thủ phải ở trong một góc. Trong trường hợp di chuyển tối ưu, với bên có quân xe di chuyển, chiếu hết có thể được thực hiện sau tối đa 16 nước đi từ bất kỳ vị trí xuất phát nào.
Trong hình ví dụ thứ 3 ở trên, quân Trắng chiếu hết bằng cách hạn chế vua đen trong một hình chữ nhật và thu nhỏ hình chữ nhật đó để buộc quân vua đến mép bàn cờ:
1. Kd3+ Kd5 2. Re4 Kd6 3. Kc4! Kc6 4. Re6+ Kc7 5. Kc5 Kd7 6. Kd5 Kc7 7. Rd6 Kb7 8. Rc6 Ka7 9. Kc5 Kb7 10. Kb5 Ka7 11. Rb6 Ka8 12. Kc6 Ka7 13. Kc7 Ka8 14. Ra6# (vị trí chiếu hết thứ 2).
Tránh hết nước đi
Có 2 thế cờ hết nước đi cơ bản:
|   | a                                             | b                                             | c                                             | d                                             | e                                             | f                                             | g                                             | h                                             |   |
| 8 | a8 black king · b7 white rook · c6 white king | a8 black king · b7 white rook · c6 white king | a8 black king · b7 white rook · c6 white king | a8 black king · b7 white rook · c6 white king | a8 black king · b7 white rook · c6 white king | a8 black king · b7 white rook · c6 white king | a8 black king · b7 white rook · c6 white king | a8 black king · b7 white rook · c6 white king | 8 |
| 7 | a8 black king · b7 white rook · c6 white king | a8 black king · b7 white rook · c6 white king | a8 black king · b7 white rook · c6 white king | a8 black king · b7 white rook · c6 white king | a8 black king · b7 white rook · c6 white king | a8 black king · b7 white rook · c6 white king | a8 black king · b7 white rook · c6 white king | a8 black king · b7 white rook · c6 white king | 7 |
| 6 | a8 black king · b7 white rook · c6 white king | a8 black king · b7 white rook · c6 white king | a8 black king · b7 white rook · c6 white king | a8 black king · b7 white rook · c6 white king | a8 black king · b7 white rook · c6 white king | a8 black king · b7 white rook · c6 white king | a8 black king · b7 white rook · c6 white king | a8 black king · b7 white rook · c6 white king | 6 |
| 5 | a8 black king · b7 white rook · c6 white king | a8 black king · b7 white rook · c6 white king | a8 black king · b7 white rook · c6 white king | a8 black king · b7 white rook · c6 white king | a8 black king · b7 white rook · c6 white king | a8 black king · b7 white rook · c6 white king | a8 black king · b7 white rook · c6 white king | a8 black king · b7 white rook · c6 white king | 5 |
| 4 | a8 black king · b7 white rook · c6 white king | a8 black king · b7 white rook · c6 white king | a8 black king · b7 white rook · c6 white king | a8 black king · b7 white rook · c6 white king | a8 black king · b7 white rook · c6 white king | a8 black king · b7 white rook · c6 white king | a8 black king · b7 white rook · c6 white king | a8 black king · b7 white rook · c6 white king | 4 |
| 3 | a8 black king · b7 white rook · c6 white king | a8 black king · b7 white rook · c6 white king | a8 black king · b7 white rook · c6 white king | a8 black king · b7 white rook · c6 white king | a8 black king · b7 white rook · c6 white king | a8 black king · b7 white rook · c6 white king | a8 black king · b7 white rook · c6 white king | a8 black king · b7 white rook · c6 white king | 3 |
| 2 | a8 black king · b7 white rook · c6 white king | a8 black king · b7 white rook · c6 white king | a8 black king · b7 white rook · c6 white king | a8 black king · b7 white rook · c6 white king | a8 black king · b7 white rook · c6 white king | a8 black king · b7 white rook · c6 white king | a8 black king · b7 white rook · c6 white king | a8 black king · b7 white rook · c6 white king | 2 |
| 1 | a8 black king · b7 white rook · c6 white king | a8 black king · b7 white rook · c6 white king | a8 black king · b7 white rook · c6 white king | a8 black king · b7 white rook · c6 white king | a8 black king · b7 white rook · c6 white king | a8 black king · b7 white rook · c6 white king | a8 black king · b7 white rook · c6 white king | a8 black king · b7 white rook · c6 white king | 1 |
|   | a                                             | b                                             | c                                             | d                                             | e                                             | f                                             | g                                             | h                                             |   |

|   | a                                             | b                                             | c                                             | d                                             | e                                             | f                                             | g                                             | h                                             |   |
| 8 | a8 black king · c8 white king · h7 white rook | a8 black king · c8 white king · h7 white rook | a8 black king · c8 white king · h7 white rook | a8 black king · c8 white king · h7 white rook | a8 black king · c8 white king · h7 white rook | a8 black king · c8 white king · h7 white rook | a8 black king · c8 white king · h7 white rook | a8 black king · c8 white king · h7 white rook | 8 |
| 7 | a8 black king · c8 white king · h7 white rook | a8 black king · c8 white king · h7 white rook | a8 black king · c8 white king · h7 white rook | a8 black king · c8 white king · h7 white rook | a8 black king · c8 white king · h7 white rook | a8 black king · c8 white king · h7 white rook | a8 black king · c8 white king · h7 white rook | a8 black king · c8 white king · h7 white rook | 7 |
| 6 | a8 black king · c8 white king · h7 white rook | a8 black king · c8 white king · h7 white rook | a8 black king · c8 white king · h7 white rook | a8 black king · c8 white king · h7 white rook | a8 black king · c8 white king · h7 white rook | a8 black king · c8 white king · h7 white rook | a8 black king · c8 white king · h7 white rook | a8 black king · c8 white king · h7 white rook | 6 |
| 5 | a8 black king · c8 white king · h7 white rook | a8 black king · c8 white king · h7 white rook | a8 black king · c8 white king · h7 white rook | a8 black king · c8 white king · h7 white rook | a8 black king · c8 white king · h7 white rook | a8 black king · c8 white king · h7 white rook | a8 black king · c8 white king · h7 white rook | a8 black king · c8 white king · h7 white rook | 5 |
| 4 | a8 black king · c8 white king · h7 white rook | a8 black king · c8 white king · h7 white rook | a8 black king · c8 white king · h7 white rook | a8 black king · c8 white king · h7 white rook | a8 black king · c8 white king · h7 white rook | a8 black king · c8 white king · h7 white rook | a8 black king · c8 white king · h7 white rook | a8 black king · c8 white king · h7 white rook | 4 |
| 3 | a8 black king · c8 white king · h7 white rook | a8 black king · c8 white king · h7 white rook | a8 black king · c8 white king · h7 white rook | a8 black king · c8 white king · h7 white rook | a8 black king · c8 white king · h7 white rook | a8 black king · c8 white king · h7 white rook | a8 black king · c8 white king · h7 white rook | a8 black king · c8 white king · h7 white rook | 3 |
| 2 | a8 black king · c8 white king · h7 white rook | a8 black king · c8 white king · h7 white rook | a8 black king · c8 white king · h7 white rook | a8 black king · c8 white king · h7 white rook | a8 black king · c8 white king · h7 white rook | a8 black king · c8 white king · h7 white rook | a8 black king · c8 white king · h7 white rook | a8 black king · c8 white king · h7 white rook | 2 |
| 1 | a8 black king · c8 white king · h7 white rook | a8 black king · c8 white king · h7 white rook | a8 black king · c8 white king · h7 white rook | a8 black king · c8 white king · h7 white rook | a8 black king · c8 white king · h7 white rook | a8 black king · c8 white king · h7 white rook | a8 black king · c8 white king · h7 white rook | a8 black king · c8 white king · h7 white rook | 1 |
|   | a                                             | b                                             | c                                             | d                                             | e                                             | f                                             | g                                             | h                                             |   |

### Vua và hai Tượng
Dưới đây là hai vị trí chiếu vua cơ bản với hai tượng (trên các ô vuông có màu đối lập), có thể xảy ra ở bất kỳ góc nào. (Hai hoặc nhiều quân tượng cùng màu, có thể xảy ra do quân tốt phong cấp, không thể chiếu hết.)
|   | a                                                                 | b                                                                 | c                                                                 | d                                                                 | e                                                                 | f                                                                 | g                                                                 | h                                                                 |   |
| 8 | a8 black king · c7 white bishop · b6 white king · c6 white bishop | a8 black king · c7 white bishop · b6 white king · c6 white bishop | a8 black king · c7 white bishop · b6 white king · c6 white bishop | a8 black king · c7 white bishop · b6 white king · c6 white bishop | a8 black king · c7 white bishop · b6 white king · c6 white bishop | a8 black king · c7 white bishop · b6 white king · c6 white bishop | a8 black king · c7 white bishop · b6 white king · c6 white bishop | a8 black king · c7 white bishop · b6 white king · c6 white bishop | 8 |
| 7 | a8 black king · c7 white bishop · b6 white king · c6 white bishop | a8 black king · c7 white bishop · b6 white king · c6 white bishop | a8 black king · c7 white bishop · b6 white king · c6 white bishop | a8 black king · c7 white bishop · b6 white king · c6 white bishop | a8 black king · c7 white bishop · b6 white king · c6 white bishop | a8 black king · c7 white bishop · b6 white king · c6 white bishop | a8 black king · c7 white bishop · b6 white king · c6 white bishop | a8 black king · c7 white bishop · b6 white king · c6 white bishop | 7 |
| 6 | a8 black king · c7 white bishop · b6 white king · c6 white bishop | a8 black king · c7 white bishop · b6 white king · c6 white bishop | a8 black king · c7 white bishop · b6 white king · c6 white bishop | a8 black king · c7 white bishop · b6 white king · c6 white bishop | a8 black king · c7 white bishop · b6 white king · c6 white bishop | a8 black king · c7 white bishop · b6 white king · c6 white bishop | a8 black king · c7 white bishop · b6 white king · c6 white bishop | a8 black king · c7 white bishop · b6 white king · c6 white bishop | 6 |
| 5 | a8 black king · c7 white bishop · b6 white king · c6 white bishop | a8 black king · c7 white bishop · b6 white king · c6 white bishop | a8 black king · c7 white bishop · b6 white king · c6 white bishop | a8 black king · c7 white bishop · b6 white king · c6 white bishop | a8 black king · c7 white bishop · b6 white king · c6 white bishop | a8 black king · c7 white bishop · b6 white king · c6 white bishop | a8 black king · c7 white bishop · b6 white king · c6 white bishop | a8 black king · c7 white bishop · b6 white king · c6 white bishop | 5 |
| 4 | a8 black king · c7 white bishop · b6 white king · c6 white bishop | a8 black king · c7 white bishop · b6 white king · c6 white bishop | a8 black king · c7 white bishop · b6 white king · c6 white bishop | a8 black king · c7 white bishop · b6 white king · c6 white bishop | a8 black king · c7 white bishop · b6 white king · c6 white bishop | a8 black king · c7 white bishop · b6 white king · c6 white bishop | a8 black king · c7 white bishop · b6 white king · c6 white bishop | a8 black king · c7 white bishop · b6 white king · c6 white bishop | 4 |
| 3 | a8 black king · c7 white bishop · b6 white king · c6 white bishop | a8 black king · c7 white bishop · b6 white king · c6 white bishop | a8 black king · c7 white bishop · b6 white king · c6 white bishop | a8 black king · c7 white bishop · b6 white king · c6 white bishop | a8 black king · c7 white bishop · b6 white king · c6 white bishop | a8 black king · c7 white bishop · b6 white king · c6 white bishop | a8 black king · c7 white bishop · b6 white king · c6 white bishop | a8 black king · c7 white bishop · b6 white king · c6 white bishop | 3 |
| 2 | a8 black king · c7 white bishop · b6 white king · c6 white bishop | a8 black king · c7 white bishop · b6 white king · c6 white bishop | a8 black king · c7 white bishop · b6 white king · c6 white bishop | a8 black king · c7 white bishop · b6 white king · c6 white bishop | a8 black king · c7 white bishop · b6 white king · c6 white bishop | a8 black king · c7 white bishop · b6 white king · c6 white bishop | a8 black king · c7 white bishop · b6 white king · c6 white bishop | a8 black king · c7 white bishop · b6 white king · c6 white bishop | 2 |
| 1 | a8 black king · c7 white bishop · b6 white king · c6 white bishop | a8 black king · c7 white bishop · b6 white king · c6 white bishop | a8 black king · c7 white bishop · b6 white king · c6 white bishop | a8 black king · c7 white bishop · b6 white king · c6 white bishop | a8 black king · c7 white bishop · b6 white king · c6 white bishop | a8 black king · c7 white bishop · b6 white king · c6 white bishop | a8 black king · c7 white bishop · b6 white king · c6 white bishop | a8 black king · c7 white bishop · b6 white king · c6 white bishop | 1 |
|   | a                                                                 | b                                                                 | c                                                                 | d                                                                 | e                                                                 | f                                                                 | g                                                                 | h                                                                 |   |

|   | a                                                                 | b                                                                 | c                                                                 | d                                                                 | e                                                                 | f                                                                 | g                                                                 | h                                                                 |   |
| 8 | b8 black king · b7 white bishop · b6 white king · d6 white bishop | b8 black king · b7 white bishop · b6 white king · d6 white bishop | b8 black king · b7 white bishop · b6 white king · d6 white bishop | b8 black king · b7 white bishop · b6 white king · d6 white bishop | b8 black king · b7 white bishop · b6 white king · d6 white bishop | b8 black king · b7 white bishop · b6 white king · d6 white bishop | b8 black king · b7 white bishop · b6 white king · d6 white bishop | b8 black king · b7 white bishop · b6 white king · d6 white bishop | 8 |
| 7 | b8 black king · b7 white bishop · b6 white king · d6 white bishop | b8 black king · b7 white bishop · b6 white king · d6 white bishop | b8 black king · b7 white bishop · b6 white king · d6 white bishop | b8 black king · b7 white bishop · b6 white king · d6 white bishop | b8 black king · b7 white bishop · b6 white king · d6 white bishop | b8 black king · b7 white bishop · b6 white king · d6 white bishop | b8 black king · b7 white bishop · b6 white king · d6 white bishop | b8 black king · b7 white bishop · b6 white king · d6 white bishop | 7 |
| 6 | b8 black king · b7 white bishop · b6 white king · d6 white bishop | b8 black king · b7 white bishop · b6 white king · d6 white bishop | b8 black king · b7 white bishop · b6 white king · d6 white bishop | b8 black king · b7 white bishop · b6 white king · d6 white bishop | b8 black king · b7 white bishop · b6 white king · d6 white bishop | b8 black king · b7 white bishop · b6 white king · d6 white bishop | b8 black king · b7 white bishop · b6 white king · d6 white bishop | b8 black king · b7 white bishop · b6 white king · d6 white bishop | 6 |
| 5 | b8 black king · b7 white bishop · b6 white king · d6 white bishop | b8 black king · b7 white bishop · b6 white king · d6 white bishop | b8 black king · b7 white bishop · b6 white king · d6 white bishop | b8 black king · b7 white bishop · b6 white king · d6 white bishop | b8 black king · b7 white bishop · b6 white king · d6 white bishop | b8 black king · b7 white bishop · b6 white king · d6 white bishop | b8 black king · b7 white bishop · b6 white king · d6 white bishop | b8 black king · b7 white bishop · b6 white king · d6 white bishop | 5 |
| 4 | b8 black king · b7 white bishop · b6 white king · d6 white bishop | b8 black king · b7 white bishop · b6 white king · d6 white bishop | b8 black king · b7 white bishop · b6 white king · d6 white bishop | b8 black king · b7 white bishop · b6 white king · d6 white bishop | b8 black king · b7 white bishop · b6 white king · d6 white bishop | b8 black king · b7 white bishop · b6 white king · d6 white bishop | b8 black king · b7 white bishop · b6 white king · d6 white bishop | b8 black king · b7 white bishop · b6 white king · d6 white bishop | 4 |
| 3 | b8 black king · b7 white bishop · b6 white king · d6 white bishop | b8 black king · b7 white bishop · b6 white king · d6 white bishop | b8 black king · b7 white bishop · b6 white king · d6 white bishop | b8 black king · b7 white bishop · b6 white king · d6 white bishop | b8 black king · b7 white bishop · b6 white king · d6 white bishop | b8 black king · b7 white bishop · b6 white king · d6 white bishop | b8 black king · b7 white bishop · b6 white king · d6 white bishop | b8 black king · b7 white bishop · b6 white king · d6 white bishop | 3 |
| 2 | b8 black king · b7 white bishop · b6 white king · d6 white bishop | b8 black king · b7 white bishop · b6 white king · d6 white bishop | b8 black king · b7 white bishop · b6 white king · d6 white bishop | b8 black king · b7 white bishop · b6 white king · d6 white bishop | b8 black king · b7 white bishop · b6 white king · d6 white bishop | b8 black king · b7 white bishop · b6 white king · d6 white bishop | b8 black king · b7 white bishop · b6 white king · d6 white bishop | b8 black king · b7 white bishop · b6 white king · d6 white bishop | 2 |
| 1 | b8 black king · b7 white bishop · b6 white king · d6 white bishop | b8 black king · b7 white bishop · b6 white king · d6 white bishop | b8 black king · b7 white bishop · b6 white king · d6 white bishop | b8 black king · b7 white bishop · b6 white king · d6 white bishop | b8 black king · b7 white bishop · b6 white king · d6 white bishop | b8 black king · b7 white bishop · b6 white king · d6 white bishop | b8 black king · b7 white bishop · b6 white king · d6 white bishop | b8 black king · b7 white bishop · b6 white king · d6 white bishop | 1 |
|   | a                                                                 | b                                                                 | c                                                                 | d                                                                 | e                                                                 | f                                                                 | g                                                                 | h                                                                 |   |

Ví dụ đầu tiên là thế chiếu hết trong góc. Ví dụ thứ hai là chiếu bí trên một cạnh hình vuông bên cạnh hình vuông ở góc (về lý thuyết, vị trí này có thể xảy ra ở bất kỳ đâu dọc theo một cạnh, nhưng chỉ có thể bị ép liền kề với một góc). Trong trường hợp di chuyển quân một cách tối ưu, bên có tượng di chuyển có thể chiếu hết đối phương trong tối đa 19 nước đi, ngoại trừ ở một số vị trí rất hiếm (0,03% số vị trí có thể).
Không quá khó để chiếu hết bằng 2 quân Tượng, cùng sự trợ giúp của quân Vua. Có 2 nguyên tắc cần áp dụng:
- Các quân Tượng mạnh nhất khi chúng ở gần khu vực trung tâm và ở trên các đường chéo liền kề. Điều này sẽ giúp chặn đứng đường đi của Vua đối phương.
- Sử dụng tích cực quân Vua để kết hợp với hai quân Tượng.

Tránh hết nước đi
|   | a                                                                                  | b                                                                                  | c                                                                                  | d                                                                                  | e                                                                                  | f                                                                                  | g                                                                                  | h                                                                                  |   |
| 8 | a8 black king · c7 white bishop · b6 black cross · c6 white king · c4 white bishop | a8 black king · c7 white bishop · b6 black cross · c6 white king · c4 white bishop | a8 black king · c7 white bishop · b6 black cross · c6 white king · c4 white bishop | a8 black king · c7 white bishop · b6 black cross · c6 white king · c4 white bishop | a8 black king · c7 white bishop · b6 black cross · c6 white king · c4 white bishop | a8 black king · c7 white bishop · b6 black cross · c6 white king · c4 white bishop | a8 black king · c7 white bishop · b6 black cross · c6 white king · c4 white bishop | a8 black king · c7 white bishop · b6 black cross · c6 white king · c4 white bishop | 8 |
| 7 | a8 black king · c7 white bishop · b6 black cross · c6 white king · c4 white bishop | a8 black king · c7 white bishop · b6 black cross · c6 white king · c4 white bishop | a8 black king · c7 white bishop · b6 black cross · c6 white king · c4 white bishop | a8 black king · c7 white bishop · b6 black cross · c6 white king · c4 white bishop | a8 black king · c7 white bishop · b6 black cross · c6 white king · c4 white bishop | a8 black king · c7 white bishop · b6 black cross · c6 white king · c4 white bishop | a8 black king · c7 white bishop · b6 black cross · c6 white king · c4 white bishop | a8 black king · c7 white bishop · b6 black cross · c6 white king · c4 white bishop | 7 |
| 6 | a8 black king · c7 white bishop · b6 black cross · c6 white king · c4 white bishop | a8 black king · c7 white bishop · b6 black cross · c6 white king · c4 white bishop | a8 black king · c7 white bishop · b6 black cross · c6 white king · c4 white bishop | a8 black king · c7 white bishop · b6 black cross · c6 white king · c4 white bishop | a8 black king · c7 white bishop · b6 black cross · c6 white king · c4 white bishop | a8 black king · c7 white bishop · b6 black cross · c6 white king · c4 white bishop | a8 black king · c7 white bishop · b6 black cross · c6 white king · c4 white bishop | a8 black king · c7 white bishop · b6 black cross · c6 white king · c4 white bishop | 6 |
| 5 | a8 black king · c7 white bishop · b6 black cross · c6 white king · c4 white bishop | a8 black king · c7 white bishop · b6 black cross · c6 white king · c4 white bishop | a8 black king · c7 white bishop · b6 black cross · c6 white king · c4 white bishop | a8 black king · c7 white bishop · b6 black cross · c6 white king · c4 white bishop | a8 black king · c7 white bishop · b6 black cross · c6 white king · c4 white bishop | a8 black king · c7 white bishop · b6 black cross · c6 white king · c4 white bishop | a8 black king · c7 white bishop · b6 black cross · c6 white king · c4 white bishop | a8 black king · c7 white bishop · b6 black cross · c6 white king · c4 white bishop | 5 |
| 4 | a8 black king · c7 white bishop · b6 black cross · c6 white king · c4 white bishop | a8 black king · c7 white bishop · b6 black cross · c6 white king · c4 white bishop | a8 black king · c7 white bishop · b6 black cross · c6 white king · c4 white bishop | a8 black king · c7 white bishop · b6 black cross · c6 white king · c4 white bishop | a8 black king · c7 white bishop · b6 black cross · c6 white king · c4 white bishop | a8 black king · c7 white bishop · b6 black cross · c6 white king · c4 white bishop | a8 black king · c7 white bishop · b6 black cross · c6 white king · c4 white bishop | a8 black king · c7 white bishop · b6 black cross · c6 white king · c4 white bishop | 4 |
| 3 | a8 black king · c7 white bishop · b6 black cross · c6 white king · c4 white bishop | a8 black king · c7 white bishop · b6 black cross · c6 white king · c4 white bishop | a8 black king · c7 white bishop · b6 black cross · c6 white king · c4 white bishop | a8 black king · c7 white bishop · b6 black cross · c6 white king · c4 white bishop | a8 black king · c7 white bishop · b6 black cross · c6 white king · c4 white bishop | a8 black king · c7 white bishop · b6 black cross · c6 white king · c4 white bishop | a8 black king · c7 white bishop · b6 black cross · c6 white king · c4 white bishop | a8 black king · c7 white bishop · b6 black cross · c6 white king · c4 white bishop | 3 |
| 2 | a8 black king · c7 white bishop · b6 black cross · c6 white king · c4 white bishop | a8 black king · c7 white bishop · b6 black cross · c6 white king · c4 white bishop | a8 black king · c7 white bishop · b6 black cross · c6 white king · c4 white bishop | a8 black king · c7 white bishop · b6 black cross · c6 white king · c4 white bishop | a8 black king · c7 white bishop · b6 black cross · c6 white king · c4 white bishop | a8 black king · c7 white bishop · b6 black cross · c6 white king · c4 white bishop | a8 black king · c7 white bishop · b6 black cross · c6 white king · c4 white bishop | a8 black king · c7 white bishop · b6 black cross · c6 white king · c4 white bishop | 2 |
| 1 | a8 black king · c7 white bishop · b6 black cross · c6 white king · c4 white bishop | a8 black king · c7 white bishop · b6 black cross · c6 white king · c4 white bishop | a8 black king · c7 white bishop · b6 black cross · c6 white king · c4 white bishop | a8 black king · c7 white bishop · b6 black cross · c6 white king · c4 white bishop | a8 black king · c7 white bishop · b6 black cross · c6 white king · c4 white bishop | a8 black king · c7 white bishop · b6 black cross · c6 white king · c4 white bishop | a8 black king · c7 white bishop · b6 black cross · c6 white king · c4 white bishop | a8 black king · c7 white bishop · b6 black cross · c6 white king · c4 white bishop | 1 |
|   | a                                                                                  | b                                                                                  | c                                                                                  | d                                                                                  | e                                                                                  | f                                                                                  | g                                                                                  | h                                                                                  |   |

Một ví dụ về thế hết nước đi, khi quân Trắng thực hiện 1. Kb6 (được đánh dấu x) quân đen sẽ hết nước đi dù Vua không bị chiếu.

### Vua, Tượng và Mã
Trong số các thế cơ bản, đây là thế khó buộc đối phương vào vị trí bị chiếu hết nhất, bởi vì hai quân này không thể tạo thành một hàng rào tuyến tính đối với vua đối phương từ xa. Ngoài ra, người chiếu chỉ có thể chiếu hết vua đối phương ở một góc mà quân Tượng kiểm soát.
|   | a                                                                 | b                                                                 | c                                                                 | d                                                                 | e                                                                 | f                                                                 | g                                                                 | h                                                                 |   |
| 8 | h8 black king · f6 white bishop · g6 white king · h6 white knight | h8 black king · f6 white bishop · g6 white king · h6 white knight | h8 black king · f6 white bishop · g6 white king · h6 white knight | h8 black king · f6 white bishop · g6 white king · h6 white knight | h8 black king · f6 white bishop · g6 white king · h6 white knight | h8 black king · f6 white bishop · g6 white king · h6 white knight | h8 black king · f6 white bishop · g6 white king · h6 white knight | h8 black king · f6 white bishop · g6 white king · h6 white knight | 8 |
| 7 | h8 black king · f6 white bishop · g6 white king · h6 white knight | h8 black king · f6 white bishop · g6 white king · h6 white knight | h8 black king · f6 white bishop · g6 white king · h6 white knight | h8 black king · f6 white bishop · g6 white king · h6 white knight | h8 black king · f6 white bishop · g6 white king · h6 white knight | h8 black king · f6 white bishop · g6 white king · h6 white knight | h8 black king · f6 white bishop · g6 white king · h6 white knight | h8 black king · f6 white bishop · g6 white king · h6 white knight | 7 |
| 6 | h8 black king · f6 white bishop · g6 white king · h6 white knight | h8 black king · f6 white bishop · g6 white king · h6 white knight | h8 black king · f6 white bishop · g6 white king · h6 white knight | h8 black king · f6 white bishop · g6 white king · h6 white knight | h8 black king · f6 white bishop · g6 white king · h6 white knight | h8 black king · f6 white bishop · g6 white king · h6 white knight | h8 black king · f6 white bishop · g6 white king · h6 white knight | h8 black king · f6 white bishop · g6 white king · h6 white knight | 6 |
| 5 | h8 black king · f6 white bishop · g6 white king · h6 white knight | h8 black king · f6 white bishop · g6 white king · h6 white knight | h8 black king · f6 white bishop · g6 white king · h6 white knight | h8 black king · f6 white bishop · g6 white king · h6 white knight | h8 black king · f6 white bishop · g6 white king · h6 white knight | h8 black king · f6 white bishop · g6 white king · h6 white knight | h8 black king · f6 white bishop · g6 white king · h6 white knight | h8 black king · f6 white bishop · g6 white king · h6 white knight | 5 |
| 4 | h8 black king · f6 white bishop · g6 white king · h6 white knight | h8 black king · f6 white bishop · g6 white king · h6 white knight | h8 black king · f6 white bishop · g6 white king · h6 white knight | h8 black king · f6 white bishop · g6 white king · h6 white knight | h8 black king · f6 white bishop · g6 white king · h6 white knight | h8 black king · f6 white bishop · g6 white king · h6 white knight | h8 black king · f6 white bishop · g6 white king · h6 white knight | h8 black king · f6 white bishop · g6 white king · h6 white knight | 4 |
| 3 | h8 black king · f6 white bishop · g6 white king · h6 white knight | h8 black king · f6 white bishop · g6 white king · h6 white knight | h8 black king · f6 white bishop · g6 white king · h6 white knight | h8 black king · f6 white bishop · g6 white king · h6 white knight | h8 black king · f6 white bishop · g6 white king · h6 white knight | h8 black king · f6 white bishop · g6 white king · h6 white knight | h8 black king · f6 white bishop · g6 white king · h6 white knight | h8 black king · f6 white bishop · g6 white king · h6 white knight | 3 |
| 2 | h8 black king · f6 white bishop · g6 white king · h6 white knight | h8 black king · f6 white bishop · g6 white king · h6 white knight | h8 black king · f6 white bishop · g6 white king · h6 white knight | h8 black king · f6 white bishop · g6 white king · h6 white knight | h8 black king · f6 white bishop · g6 white king · h6 white knight | h8 black king · f6 white bishop · g6 white king · h6 white knight | h8 black king · f6 white bishop · g6 white king · h6 white knight | h8 black king · f6 white bishop · g6 white king · h6 white knight | 2 |
| 1 | h8 black king · f6 white bishop · g6 white king · h6 white knight | h8 black king · f6 white bishop · g6 white king · h6 white knight | h8 black king · f6 white bishop · g6 white king · h6 white knight | h8 black king · f6 white bishop · g6 white king · h6 white knight | h8 black king · f6 white bishop · g6 white king · h6 white knight | h8 black king · f6 white bishop · g6 white king · h6 white knight | h8 black king · f6 white bishop · g6 white king · h6 white knight | h8 black king · f6 white bishop · g6 white king · h6 white knight | 1 |
|   | a                                                                 | b                                                                 | c                                                                 | d                                                                 | e                                                                 | f                                                                 | g                                                                 | h                                                                 |   |

|   | a                                                                 | b                                                                 | c                                                                 | d                                                                 | e                                                                 | f                                                                 | g                                                                 | h                                                                 |   |
| 8 | g8 black king · g7 white bishop · f6 white knight · g6 white king | g8 black king · g7 white bishop · f6 white knight · g6 white king | g8 black king · g7 white bishop · f6 white knight · g6 white king | g8 black king · g7 white bishop · f6 white knight · g6 white king | g8 black king · g7 white bishop · f6 white knight · g6 white king | g8 black king · g7 white bishop · f6 white knight · g6 white king | g8 black king · g7 white bishop · f6 white knight · g6 white king | g8 black king · g7 white bishop · f6 white knight · g6 white king | 8 |
| 7 | g8 black king · g7 white bishop · f6 white knight · g6 white king | g8 black king · g7 white bishop · f6 white knight · g6 white king | g8 black king · g7 white bishop · f6 white knight · g6 white king | g8 black king · g7 white bishop · f6 white knight · g6 white king | g8 black king · g7 white bishop · f6 white knight · g6 white king | g8 black king · g7 white bishop · f6 white knight · g6 white king | g8 black king · g7 white bishop · f6 white knight · g6 white king | g8 black king · g7 white bishop · f6 white knight · g6 white king | 7 |
| 6 | g8 black king · g7 white bishop · f6 white knight · g6 white king | g8 black king · g7 white bishop · f6 white knight · g6 white king | g8 black king · g7 white bishop · f6 white knight · g6 white king | g8 black king · g7 white bishop · f6 white knight · g6 white king | g8 black king · g7 white bishop · f6 white knight · g6 white king | g8 black king · g7 white bishop · f6 white knight · g6 white king | g8 black king · g7 white bishop · f6 white knight · g6 white king | g8 black king · g7 white bishop · f6 white knight · g6 white king | 6 |
| 5 | g8 black king · g7 white bishop · f6 white knight · g6 white king | g8 black king · g7 white bishop · f6 white knight · g6 white king | g8 black king · g7 white bishop · f6 white knight · g6 white king | g8 black king · g7 white bishop · f6 white knight · g6 white king | g8 black king · g7 white bishop · f6 white knight · g6 white king | g8 black king · g7 white bishop · f6 white knight · g6 white king | g8 black king · g7 white bishop · f6 white knight · g6 white king | g8 black king · g7 white bishop · f6 white knight · g6 white king | 5 |
| 4 | g8 black king · g7 white bishop · f6 white knight · g6 white king | g8 black king · g7 white bishop · f6 white knight · g6 white king | g8 black king · g7 white bishop · f6 white knight · g6 white king | g8 black king · g7 white bishop · f6 white knight · g6 white king | g8 black king · g7 white bishop · f6 white knight · g6 white king | g8 black king · g7 white bishop · f6 white knight · g6 white king | g8 black king · g7 white bishop · f6 white knight · g6 white king | g8 black king · g7 white bishop · f6 white knight · g6 white king | 4 |
| 3 | g8 black king · g7 white bishop · f6 white knight · g6 white king | g8 black king · g7 white bishop · f6 white knight · g6 white king | g8 black king · g7 white bishop · f6 white knight · g6 white king | g8 black king · g7 white bishop · f6 white knight · g6 white king | g8 black king · g7 white bishop · f6 white knight · g6 white king | g8 black king · g7 white bishop · f6 white knight · g6 white king | g8 black king · g7 white bishop · f6 white knight · g6 white king | g8 black king · g7 white bishop · f6 white knight · g6 white king | 3 |
| 2 | g8 black king · g7 white bishop · f6 white knight · g6 white king | g8 black king · g7 white bishop · f6 white knight · g6 white king | g8 black king · g7 white bishop · f6 white knight · g6 white king | g8 black king · g7 white bishop · f6 white knight · g6 white king | g8 black king · g7 white bishop · f6 white knight · g6 white king | g8 black king · g7 white bishop · f6 white knight · g6 white king | g8 black king · g7 white bishop · f6 white knight · g6 white king | g8 black king · g7 white bishop · f6 white knight · g6 white king | 2 |
| 1 | g8 black king · g7 white bishop · f6 white knight · g6 white king | g8 black king · g7 white bishop · f6 white knight · g6 white king | g8 black king · g7 white bishop · f6 white knight · g6 white king | g8 black king · g7 white bishop · f6 white knight · g6 white king | g8 black king · g7 white bishop · f6 white knight · g6 white king | g8 black king · g7 white bishop · f6 white knight · g6 white king | g8 black king · g7 white bishop · f6 white knight · g6 white king | g8 black king · g7 white bishop · f6 white knight · g6 white king | 1 |
|   | a                                                                 | b                                                                 | c                                                                 | d                                                                 | e                                                                 | f                                                                 | g                                                                 | h                                                                 |   |

## Một số chiếu hết cơ bản

### Chiếu hết Scholar
| \| \| a \| b \| c \| d \| e \| f \| g \| h \| \| \| 8 \| a8 black rook · c8 black bishop · d8 black queen · e8 black king · f8 black bishop · h8 black rook · a7 black pawn · b7 black pawn · c7 black pawn · d7 black pawn · f7 white queen · g7 black pawn · h7 black pawn · c6 black knight · f6 black knight · e5 black pawn · c4 white bishop · e4 white pawn · a2 white pawn · b2 white pawn · c2 white pawn · d2 white pawn · f2 white pawn · g2 white pawn · h2 white pawn · a1 white rook · b1 white knight · c1 white bishop · e1 white king · g1 white knight · h1 white rook \| a8 black rook · c8 black bishop · d8 black queen · e8 black king · f8 black bishop · h8 black rook · a7 black pawn · b7 black pawn · c7 black pawn · d7 black pawn · f7 white queen · g7 black pawn · h7 black pawn · c6 black knight · f6 black knight · e5 black pawn · c4 white bishop · e4 white pawn · a2 white pawn · b2 white pawn · c2 white pawn · d2 white pawn · f2 white pawn · g2 white pawn · h2 white pawn · a1 white rook · b1 white knight · c1 white bishop · e1 white king · g1 white knight · h1 white rook \| a8 black rook · c8 black bishop · d8 black queen · e8 black king · f8 black bishop · h8 black rook · a7 black pawn · b7 black pawn · c7 black pawn · d7 black pawn · f7 white queen · g7 black pawn · h7 black pawn · c6 black knight · f6 black knight · e5 black pawn · c4 white bishop · e4 white pawn · a2 white pawn · b2 white pawn · c2 white pawn · d2 white pawn · f2 white pawn · g2 white pawn · h2 white pawn · a1 white rook · b1 white knight · c1 white bishop · e1 white king · g1 white knight · h1 white rook \| a8 black rook · c8 black bishop · d8 black queen · e8 black king · f8 black bishop · h8 black rook · a7 black pawn · b7 black pawn · c7 black pawn · d7 black pawn · f7 white queen · g7 black pawn · h7 black pawn · c6 black knight · f6 black knight · e5 black pawn · c4 white bishop · e4 white pawn · a2 white pawn · b2 white pawn · c2 white pawn · d2 white pawn · f2 white pawn · g2 white pawn · h2 white pawn · a1 white rook · b1 white knight · c1 white bishop · e1 white king · g1 white knight · h1 white rook \| a8 black rook · c8 black bishop · d8 black queen · e8 black king · f8 black bishop · h8 black rook · a7 black pawn · b7 black pawn · c7 black pawn · d7 black pawn · f7 white queen · g7 black pawn · h7 black pawn · c6 black knight · f6 black knight · e5 black pawn · c4 white bishop · e4 white pawn · a2 white pawn · b2 white pawn · c2 white pawn · d2 white pawn · f2 white pawn · g2 white pawn · h2 white pawn · a1 white rook · b1 white knight · c1 white bishop · e1 white king · g1 white knight · h1 white rook \| a8 black rook · c8 black bishop · d8 black queen · e8 black king · f8 black bishop · h8 black rook · a7 black pawn · b7 black pawn · c7 black pawn · d7 black pawn · f7 white queen · g7 black pawn · h7 black pawn · c6 black knight · f6 black knight · e5 black pawn · c4 white bishop · e4 white pawn · a2 white pawn · b2 white pawn · c2 white pawn · d2 white pawn · f2 white pawn · g2 white pawn · h2 white pawn · a1 white rook · b1 white knight · c1 white bishop · e1 white king · g1 white knight · h1 white rook \| a8 black rook · c8 black bishop · d8 black queen · e8 black king · f8 black bishop · h8 black rook · a7 black pawn · b7 black pawn · c7 black pawn · d7 black pawn · f7 white queen · g7 black pawn · h7 black pawn · c6 black knight · f6 black knight · e5 black pawn · c4 white bishop · e4 white pawn · a2 white pawn · b2 white pawn · c2 white pawn · d2 white pawn · f2 white pawn · g2 white pawn · h2 white pawn · a1 white rook · b1 white knight · c1 white bishop · e1 white king · g1 white knight · h1 white rook \| a8 black rook · c8 black bishop · d8 black queen · e8 black king · f8 black bishop · h8 black rook · a7 black pawn · b7 black pawn · c7 black pawn · d7 black pawn · f7 white queen · g7 black pawn · h7 black pawn · c6 black knight · f6 black knight · e5 black pawn · c4 white bishop · e4 white pawn · a2 white pawn · b2 white pawn · c2 white pawn · d2 white pawn · f2 white pawn · g2 white pawn · h2 white pawn · a1 white rook · b1 white knight · c1 white bishop · e1 white king · g1 white knight · h1 white rook \| 8 \| \| 7 \| a8 black rook · c8 black bishop · d8 black queen · e8 black king · f8 black bishop · h8 black rook · a7 black pawn · b7 black pawn · c7 black pawn · d7 black pawn · f7 white queen · g7 black pawn · h7 black pawn · c6 black knight · f6 black knight · e5 black pawn · c4 white bishop · e4 white pawn · a2 white pawn · b2 white pawn · c2 white pawn · d2 white pawn · f2 white pawn · g2 white pawn · h2 white pawn · a1 white rook · b1 white knight · c1 white bishop · e1 white king · g1 white knight · h1 white rook \| a8 black rook · c8 black bishop · d8 black queen · e8 black king · f8 black bishop · h8 black rook · a7 black pawn · b7 black pawn · c7 black pawn · d7 black pawn · f7 white queen · g7 black pawn · h7 black pawn · c6 black knight · f6 black knight · e5 black pawn · c4 white bishop · e4 white pawn · a2 white pawn · b2 white pawn · c2 white pawn · d2 white pawn · f2 white pawn · g2 white pawn · h2 white pawn · a1 white rook · b1 white knight · c1 white bishop · e1 white king · g1 white knight · h1 white rook \| a8 black rook · c8 black bishop · d8 black queen · e8 black king · f8 black bishop · h8 black rook · a7 black pawn · b7 black pawn · c7 black pawn · d7 black pawn · f7 white queen · g7 black pawn · h7 black pawn · c6 black knight · f6 black knight · e5 black pawn · c4 white bishop · e4 white pawn · a2 white pawn · b2 white pawn · c2 white pawn · d2 white pawn · f2 white pawn · g2 white pawn · h2 white pawn · a1 white rook · b1 white knight · c1 white bishop · e1 white king · g1 white knight · h1 white rook \| a8 black rook · c8 black bishop · d8 black queen · e8 black king · f8 black bishop · h8 black rook · a7 black pawn · b7 black pawn · c7 black pawn · d7 black pawn · f7 white queen · g7 black pawn · h7 black pawn · c6 black knight · f6 black knight · e5 black pawn · c4 white bishop · e4 white pawn · a2 white pawn · b2 white pawn · c2 white pawn · d2 white pawn · f2 white pawn · g2 white pawn · h2 white pawn · a1 white rook · b1 white knight · c1 white bishop · e1 white king · g1 white knight · h1 white rook \| a8 black rook · c8 black bishop · d8 black queen · e8 black king · f8 black bishop · h8 black rook · a7 black pawn · b7 black pawn · c7 black pawn · d7 black pawn · f7 white queen · g7 black pawn · h7 black pawn · c6 black knight · f6 black knight · e5 black pawn · c4 white bishop · e4 white pawn · a2 white pawn · b2 white pawn · c2 white pawn · d2 white pawn · f2 white pawn · g2 white pawn · h2 white pawn · a1 white rook · b1 white knight · c1 white bishop · e1 white king · g1 white knight · h1 white rook \| a8 black rook · c8 black bishop · d8 black queen · e8 black king · f8 black bishop · h8 black rook · a7 black pawn · b7 black pawn · c7 black pawn · d7 black pawn · f7 white queen · g7 black pawn · h7 black pawn · c6 black knight · f6 black knight · e5 black pawn · c4 white bishop · e4 white pawn · a2 white pawn · b2 white pawn · c2 white pawn · d2 white pawn · f2 white pawn · g2 white pawn · h2 white pawn · a1 white rook · b1 white knight · c1 white bishop · e1 white king · g1 white knight · h1 white rook \| a8 black rook · c8 black bishop · d8 black queen · e8 black king · f8 black bishop · h8 black rook · a7 black pawn · b7 black pawn · c7 black pawn · d7 black pawn · f7 white queen · g7 black pawn · h7 black pawn · c6 black knight · f6 black knight · e5 black pawn · c4 white bishop · e4 white pawn · a2 white pawn · b2 white pawn · c2 white pawn · d2 white pawn · f2 white pawn · g2 white pawn · h2 white pawn · a1 white rook · b1 white knight · c1 white bishop · e1 white king · g1 white knight · h1 white rook \| a8 black rook · c8 black bishop · d8 black queen · e8 black king · f8 black bishop · h8 black rook · a7 black pawn · b7 black pawn · c7 black pawn · d7 black pawn · f7 white queen · g7 black pawn · h7 black pawn · c6 black knight · f6 black knight · e5 black pawn · c4 white bishop · e4 white pawn · a2 white pawn · b2 white pawn · c2 white pawn · d2 white pawn · f2 white pawn · g2 white pawn · h2 white pawn · a1 white rook · b1 white knight · c1 white bishop · e1 white king · g1 white knight · h1 white rook \| 7 \| \| 6 \| a8 black rook · c8 black bishop · d8 black queen · e8 black king · f8 black bishop · h8 black rook · a7 black pawn · b7 black pawn · c7 black pawn · d7 black pawn · f7 white queen · g7 black pawn · h7 black pawn · c6 black knight · f6 black knight · e5 black pawn · c4 white bishop · e4 white pawn · a2 white pawn · b2 white pawn · c2 white pawn · d2 white pawn · f2 white pawn · g2 white pawn · h2 white pawn · a1 white rook · b1 white knight · c1 white bishop · e1 white king · g1 white knight · h1 white rook \| a8 black rook · c8 black bishop · d8 black queen · e8 black king · f8 black bishop · h8 black rook · a7 black pawn · b7 black pawn · c7 black pawn · d7 black pawn · f7 white queen · g7 black pawn · h7 black pawn · c6 black knight · f6 black knight · e5 black pawn · c4 white bishop · e4 white pawn · a2 white pawn · b2 white pawn · c2 white pawn · d2 white pawn · f2 white pawn · g2 white pawn · h2 white pawn · a1 white rook · b1 white knight · c1 white bishop · e1 white king · g1 white knight · h1 white rook \| a8 black rook · c8 black bishop · d8 black queen · e8 black king · f8 black bishop · h8 black rook · a7 black pawn · b7 black pawn · c7 black pawn · d7 black pawn · f7 white queen · g7 black pawn · h7 black pawn · c6 black knight · f6 black knight · e5 black pawn · c4 white bishop · e4 white pawn · a2 white pawn · b2 white pawn · c2 white pawn · d2 white pawn · f2 white pawn · g2 white pawn · h2 white pawn · a1 white rook · b1 white knight · c1 white bishop · e1 white king · g1 white knight · h1 white rook \| a8 black rook · c8 black bishop · d8 black queen · e8 black king · f8 black bishop · h8 black rook · a7 black pawn · b7 black pawn · c7 black pawn · d7 black pawn · f7 white queen · g7 black pawn · h7 black pawn · c6 black knight · f6 black knight · e5 black pawn · c4 white bishop · e4 white pawn · a2 white pawn · b2 white pawn · c2 white pawn · d2 white pawn · f2 white pawn · g2 white pawn · h2 white pawn · a1 white rook · b1 white knight · c1 white bishop · e1 white king · g1 white knight · h1 white rook \| a8 black rook · c8 black bishop · d8 black queen · e8 black king · f8 black bishop · h8 black rook · a7 black pawn · b7 black pawn · c7 black pawn · d7 black pawn · f7 white queen · g7 black pawn · h7 black pawn · c6 black knight · f6 black knight · e5 black pawn · c4 white bishop · e4 white pawn · a2 white pawn · b2 white pawn · c2 white pawn · d2 white pawn · f2 white pawn · g2 white pawn · h2 white pawn · a1 white rook · b1 white knight · c1 white bishop · e1 white king · g1 white knight · h1 white rook \| a8 black rook · c8 black bishop · d8 black queen · e8 black king · f8 black bishop · h8 black rook · a7 black pawn · b7 black pawn · c7 black pawn · d7 black pawn · f7 white queen · g7 black pawn · h7 black pawn · c6 black knight · f6 black knight · e5 black pawn · c4 white bishop · e4 white pawn · a2 white pawn · b2 white pawn · c2 white pawn · d2 white pawn · f2 white pawn · g2 white pawn · h2 white pawn · a1 white rook · b1 white knight · c1 white bishop · e1 white king · g1 white knight · h1 white rook \| a8 black rook · c8 black bishop · d8 black queen · e8 black king · f8 black bishop · h8 black rook · a7 black pawn · b7 black pawn · c7 black pawn · d7 black pawn · f7 white queen · g7 black pawn · h7 black pawn · c6 black knight · f6 black knight · e5 black pawn · c4 white bishop · e4 white pawn · a2 white pawn · b2 white pawn · c2 white pawn · d2 white pawn · f2 white pawn · g2 white pawn · h2 white pawn · a1 white rook · b1 white knight · c1 white bishop · e1 white king · g1 white knight · h1 white rook \| a8 black rook · c8 black bishop · d8 black queen · e8 black king · f8 black bishop · h8 black rook · a7 black pawn · b7 black pawn · c7 black pawn · d7 black pawn · f7 white queen · g7 black pawn · h7 black pawn · c6 black knight · f6 black knight · e5 black pawn · c4 white bishop · e4 white pawn · a2 white pawn · b2 white pawn · c2 white pawn · d2 white pawn · f2 white pawn · g2 white pawn · h2 white pawn · a1 white rook · b1 white knight · c1 white bishop · e1 white king · g1 white knight · h1 white rook \| 6 \| \| 5 \| a8 black rook · c8 black bishop · d8 black queen · e8 black king · f8 black bishop · h8 black rook · a7 black pawn · b7 black pawn · c7 black pawn · d7 black pawn · f7 white queen · g7 black pawn · h7 black pawn · c6 black knight · f6 black knight · e5 black pawn · c4 white bishop · e4 white pawn · a2 white pawn · b2 white pawn · c2 white pawn · d2 white pawn · f2 white pawn · g2 white pawn · h2 white pawn · a1 white rook · b1 white knight · c1 white bishop · e1 white king · g1 white knight · h1 white rook \| a8 black rook · c8 black bishop · d8 black queen · e8 black king · f8 black bishop · h8 black rook · a7 black pawn · b7 black pawn · c7 black pawn · d7 black pawn · f7 white queen · g7 black pawn · h7 black pawn · c6 black knight · f6 black knight · e5 black pawn · c4 white bishop · e4 white pawn · a2 white pawn · b2 white pawn · c2 white pawn · d2 white pawn · f2 white pawn · g2 white pawn · h2 white pawn · a1 white rook · b1 white knight · c1 white bishop · e1 white king · g1 white knight · h1 white rook \| a8 black rook · c8 black bishop · d8 black queen · e8 black king · f8 black bishop · h8 black rook · a7 black pawn · b7 black pawn · c7 black pawn · d7 black pawn · f7 white queen · g7 black pawn · h7 black pawn · c6 black knight · f6 black knight · e5 black pawn · c4 white bishop · e4 white pawn · a2 white pawn · b2 white pawn · c2 white pawn · d2 white pawn · f2 white pawn · g2 white pawn · h2 white pawn · a1 white rook · b1 white knight · c1 white bishop · e1 white king · g1 white knight · h1 white rook \| a8 black rook · c8 black bishop · d8 black queen · e8 black king · f8 black bishop · h8 black rook · a7 black pawn · b7 black pawn · c7 black pawn · d7 black pawn · f7 white queen · g7 black pawn · h7 black pawn · c6 black knight · f6 black knight · e5 black pawn · c4 white bishop · e4 white pawn · a2 white pawn · b2 white pawn · c2 white pawn · d2 white pawn · f2 white pawn · g2 white pawn · h2 white pawn · a1 white rook · b1 white knight · c1 white bishop · e1 white king · g1 white knight · h1 white rook \| a8 black rook · c8 black bishop · d8 black queen · e8 black king · f8 black bishop · h8 black rook · a7 black pawn · b7 black pawn · c7 black pawn · d7 black pawn · f7 white queen · g7 black pawn · h7 black pawn · c6 black knight · f6 black knight · e5 black pawn · c4 white bishop · e4 white pawn · a2 white pawn · b2 white pawn · c2 white pawn · d2 white pawn · f2 white pawn · g2 white pawn · h2 white pawn · a1 white rook · b1 white knight · c1 white bishop · e1 white king · g1 white knight · h1 white rook \| a8 black rook · c8 black bishop · d8 black queen · e8 black king · f8 black bishop · h8 black rook · a7 black pawn · b7 black pawn · c7 black pawn · d7 black pawn · f7 white queen · g7 black pawn · h7 black pawn · c6 black knight · f6 black knight · e5 black pawn · c4 white bishop · e4 white pawn · a2 white pawn · b2 white pawn · c2 white pawn · d2 white pawn · f2 white pawn · g2 white pawn · h2 white pawn · a1 white rook · b1 white knight · c1 white bishop · e1 white king · g1 white knight · h1 white rook \| a8 black rook · c8 black bishop · d8 black queen · e8 black king · f8 black bishop · h8 black rook · a7 black pawn · b7 black pawn · c7 black pawn · d7 black pawn · f7 white queen · g7 black pawn · h7 black pawn · c6 black knight · f6 black knight · e5 black pawn · c4 white bishop · e4 white pawn · a2 white pawn · b2 white pawn · c2 white pawn · d2 white pawn · f2 white pawn · g2 white pawn · h2 white pawn · a1 white rook · b1 white knight · c1 white bishop · e1 white king · g1 white knight · h1 white rook \| a8 black rook · c8 black bishop · d8 black queen · e8 black king · f8 black bishop · h8 black rook · a7 black pawn · b7 black pawn · c7 black pawn · d7 black pawn · f7 white queen · g7 black pawn · h7 black pawn · c6 black knight · f6 black knight · e5 black pawn · c4 white bishop · e4 white pawn · a2 white pawn · b2 white pawn · c2 white pawn · d2 white pawn · f2 white pawn · g2 white pawn · h2 white pawn · a1 white rook · b1 white knight · c1 white bishop · e1 white king · g1 white knight · h1 white rook \| 5 \| \| 4 \| a8 black rook · c8 black bishop · d8 black queen · e8 black king · f8 black bishop · h8 black rook · a7 black pawn · b7 black pawn · c7 black pawn · d7 black pawn · f7 white queen · g7 black pawn · h7 black pawn · c6 black knight · f6 black knight · e5 black pawn · c4 white bishop · e4 white pawn · a2 white pawn · b2 white pawn · c2 white pawn · d2 white pawn · f2 white pawn · g2 white pawn · h2 white pawn · a1 white rook · b1 white knight · c1 white bishop · e1 white king · g1 white knight · h1 white rook \| a8 black rook · c8 black bishop · d8 black queen · e8 black king · f8 black bishop · h8 black rook · a7 black pawn · b7 black pawn · c7 black pawn · d7 black pawn · f7 white queen · g7 black pawn · h7 black pawn · c6 black knight · f6 black knight · e5 black pawn · c4 white bishop · e4 white pawn · a2 white pawn · b2 white pawn · c2 white pawn · d2 white pawn · f2 white pawn · g2 white pawn · h2 white pawn · a1 white rook · b1 white knight · c1 white bishop · e1 white king · g1 white knight · h1 white rook \| a8 black rook · c8 black bishop · d8 black queen · e8 black king · f8 black bishop · h8 black rook · a7 black pawn · b7 black pawn · c7 black pawn · d7 black pawn · f7 white queen · g7 black pawn · h7 black pawn · c6 black knight · f6 black knight · e5 black pawn · c4 white bishop · e4 white pawn · a2 white pawn · b2 white pawn · c2 white pawn · d2 white pawn · f2 white pawn · g2 white pawn · h2 white pawn · a1 white rook · b1 white knight · c1 white bishop · e1 white king · g1 white knight · h1 white rook \| a8 black rook · c8 black bishop · d8 black queen · e8 black king · f8 black bishop · h8 black rook · a7 black pawn · b7 black pawn · c7 black pawn · d7 black pawn · f7 white queen · g7 black pawn · h7 black pawn · c6 black knight · f6 black knight · e5 black pawn · c4 white bishop · e4 white pawn · a2 white pawn · b2 white pawn · c2 white pawn · d2 white pawn · f2 white pawn · g2 white pawn · h2 white pawn · a1 white rook · b1 white knight · c1 white bishop · e1 white king · g1 white knight · h1 white rook \| a8 black rook · c8 black bishop · d8 black queen · e8 black king · f8 black bishop · h8 black rook · a7 black pawn · b7 black pawn · c7 black pawn · d7 black pawn · f7 white queen · g7 black pawn · h7 black pawn · c6 black knight · f6 black knight · e5 black pawn · c4 white bishop · e4 white pawn · a2 white pawn · b2 white pawn · c2 white pawn · d2 white pawn · f2 white pawn · g2 white pawn · h2 white pawn · a1 white rook · b1 white knight · c1 white bishop · e1 white king · g1 white knight · h1 white rook \| a8 black rook · c8 black bishop · d8 black queen · e8 black king · f8 black bishop · h8 black rook · a7 black pawn · b7 black pawn · c7 black pawn · d7 black pawn · f7 white queen · g7 black pawn · h7 black pawn · c6 black knight · f6 black knight · e5 black pawn · c4 white bishop · e4 white pawn · a2 white pawn · b2 white pawn · c2 white pawn · d2 white pawn · f2 white pawn · g2 white pawn · h2 white pawn · a1 white rook · b1 white knight · c1 white bishop · e1 white king · g1 white knight · h1 white rook \| a8 black rook · c8 black bishop · d8 black queen · e8 black king · f8 black bishop · h8 black rook · a7 black pawn · b7 black pawn · c7 black pawn · d7 black pawn · f7 white queen · g7 black pawn · h7 black pawn · c6 black knight · f6 black knight · e5 black pawn · c4 white bishop · e4 white pawn · a2 white pawn · b2 white pawn · c2 white pawn · d2 white pawn · f2 white pawn · g2 white pawn · h2 white pawn · a1 white rook · b1 white knight · c1 white bishop · e1 white king · g1 white knight · h1 white rook \| a8 black rook · c8 black bishop · d8 black queen · e8 black king · f8 black bishop · h8 black rook · a7 black pawn · b7 black pawn · c7 black pawn · d7 black pawn · f7 white queen · g7 black pawn · h7 black pawn · c6 black knight · f6 black knight · e5 black pawn · c4 white bishop · e4 white pawn · a2 white pawn · b2 white pawn · c2 white pawn · d2 white pawn · f2 white pawn · g2 white pawn · h2 white pawn · a1 white rook · b1 white knight · c1 white bishop · e1 white king · g1 white knight · h1 white rook \| 4 \| \| 3 \| a8 black rook · c8 black bishop · d8 black queen · e8 black king · f8 black bishop · h8 black rook · a7 black pawn · b7 black pawn · c7 black pawn · d7 black pawn · f7 white queen · g7 black pawn · h7 black pawn · c6 black knight · f6 black knight · e5 black pawn · c4 white bishop · e4 white pawn · a2 white pawn · b2 white pawn · c2 white pawn · d2 white pawn · f2 white pawn · g2 white pawn · h2 white pawn · a1 white rook · b1 white knight · c1 white bishop · e1 white king · g1 white knight · h1 white rook \| a8 black rook · c8 black bishop · d8 black queen · e8 black king · f8 black bishop · h8 black rook · a7 black pawn · b7 black pawn · c7 black pawn · d7 black pawn · f7 white queen · g7 black pawn · h7 black pawn · c6 black knight · f6 black knight · e5 black pawn · c4 white bishop · e4 white pawn · a2 white pawn · b2 white pawn · c2 white pawn · d2 white pawn · f2 white pawn · g2 white pawn · h2 white pawn · a1 white rook · b1 white knight · c1 white bishop · e1 white king · g1 white knight · h1 white rook \| a8 black rook · c8 black bishop · d8 black queen · e8 black king · f8 black bishop · h8 black rook · a7 black pawn · b7 black pawn · c7 black pawn · d7 black pawn · f7 white queen · g7 black pawn · h7 black pawn · c6 black knight · f6 black knight · e5 black pawn · c4 white bishop · e4 white pawn · a2 white pawn · b2 white pawn · c2 white pawn · d2 white pawn · f2 white pawn · g2 white pawn · h2 white pawn · a1 white rook · b1 white knight · c1 white bishop · e1 white king · g1 white knight · h1 white rook \| a8 black rook · c8 black bishop · d8 black queen · e8 black king · f8 black bishop · h8 black rook · a7 black pawn · b7 black pawn · c7 black pawn · d7 black pawn · f7 white queen · g7 black pawn · h7 black pawn · c6 black knight · f6 black knight · e5 black pawn · c4 white bishop · e4 white pawn · a2 white pawn · b2 white pawn · c2 white pawn · d2 white pawn · f2 white pawn · g2 white pawn · h2 white pawn · a1 white rook · b1 white knight · c1 white bishop · e1 white king · g1 white knight · h1 white rook \| a8 black rook · c8 black bishop · d8 black queen · e8 black king · f8 black bishop · h8 black rook · a7 black pawn · b7 black pawn · c7 black pawn · d7 black pawn · f7 white queen · g7 black pawn · h7 black pawn · c6 black knight · f6 black knight · e5 black pawn · c4 white bishop · e4 white pawn · a2 white pawn · b2 white pawn · c2 white pawn · d2 white pawn · f2 white pawn · g2 white pawn · h2 white pawn · a1 white rook · b1 white knight · c1 white bishop · e1 white king · g1 white knight · h1 white rook \| a8 black rook · c8 black bishop · d8 black queen · e8 black king · f8 black bishop · h8 black rook · a7 black pawn · b7 black pawn · c7 black pawn · d7 black pawn · f7 white queen · g7 black pawn · h7 black pawn · c6 black knight · f6 black knight · e5 black pawn · c4 white bishop · e4 white pawn · a2 white pawn · b2 white pawn · c2 white pawn · d2 white pawn · f2 white pawn · g2 white pawn · h2 white pawn · a1 white rook · b1 white knight · c1 white bishop · e1 white king · g1 white knight · h1 white rook \| a8 black rook · c8 black bishop · d8 black queen · e8 black king · f8 black bishop · h8 black rook · a7 black pawn · b7 black pawn · c7 black pawn · d7 black pawn · f7 white queen · g7 black pawn · h7 black pawn · c6 black knight · f6 black knight · e5 black pawn · c4 white bishop · e4 white pawn · a2 white pawn · b2 white pawn · c2 white pawn · d2 white pawn · f2 white pawn · g2 white pawn · h2 white pawn · a1 white rook · b1 white knight · c1 white bishop · e1 white king · g1 white knight · h1 white rook \| a8 black rook · c8 black bishop · d8 black queen · e8 black king · f8 black bishop · h8 black rook · a7 black pawn · b7 black pawn · c7 black pawn · d7 black pawn · f7 white queen · g7 black pawn · h7 black pawn · c6 black knight · f6 black knight · e5 black pawn · c4 white bishop · e4 white pawn · a2 white pawn · b2 white pawn · c2 white pawn · d2 white pawn · f2 white pawn · g2 white pawn · h2 white pawn · a1 white rook · b1 white knight · c1 white bishop · e1 white king · g1 white knight · h1 white rook \| 3 \| \| 2 \| a8 black rook · c8 black bishop · d8 black queen · e8 black king · f8 black bishop · h8 black rook · a7 black pawn · b7 black pawn · c7 black pawn · d7 black pawn · f7 white queen · g7 black pawn · h7 black pawn · c6 black knight · f6 black knight · e5 black pawn · c4 white bishop · e4 white pawn · a2 white pawn · b2 white pawn · c2 white pawn · d2 white pawn · f2 white pawn · g2 white pawn · h2 white pawn · a1 white rook · b1 white knight · c1 white bishop · e1 white king · g1 white knight · h1 white rook \| a8 black rook · c8 black bishop · d8 black queen · e8 black king · f8 black bishop · h8 black rook · a7 black pawn · b7 black pawn · c7 black pawn · d7 black pawn · f7 white queen · g7 black pawn · h7 black pawn · c6 black knight · f6 black knight · e5 black pawn · c4 white bishop · e4 white pawn · a2 white pawn · b2 white pawn · c2 white pawn · d2 white pawn · f2 white pawn · g2 white pawn · h2 white pawn · a1 white rook · b1 white knight · c1 white bishop · e1 white king · g1 white knight · h1 white rook \| a8 black rook · c8 black bishop · d8 black queen · e8 black king · f8 black bishop · h8 black rook · a7 black pawn · b7 black pawn · c7 black pawn · d7 black pawn · f7 white queen · g7 black pawn · h7 black pawn · c6 black knight · f6 black knight · e5 black pawn · c4 white bishop · e4 white pawn · a2 white pawn · b2 white pawn · c2 white pawn · d2 white pawn · f2 white pawn · g2 white pawn · h2 white pawn · a1 white rook · b1 white knight · c1 white bishop · e1 white king · g1 white knight · h1 white rook \| a8 black rook · c8 black bishop · d8 black queen · e8 black king · f8 black bishop · h8 black rook · a7 black pawn · b7 black pawn · c7 black pawn · d7 black pawn · f7 white queen · g7 black pawn · h7 black pawn · c6 black knight · f6 black knight · e5 black pawn · c4 white bishop · e4 white pawn · a2 white pawn · b2 white pawn · c2 white pawn · d2 white pawn · f2 white pawn · g2 white pawn · h2 white pawn · a1 white rook · b1 white knight · c1 white bishop · e1 white king · g1 white knight · h1 white rook \| a8 black rook · c8 black bishop · d8 black queen · e8 black king · f8 black bishop · h8 black rook · a7 black pawn · b7 black pawn · c7 black pawn · d7 black pawn · f7 white queen · g7 black pawn · h7 black pawn · c6 black knight · f6 black knight · e5 black pawn · c4 white bishop · e4 white pawn · a2 white pawn · b2 white pawn · c2 white pawn · d2 white pawn · f2 white pawn · g2 white pawn · h2 white pawn · a1 white rook · b1 white knight · c1 white bishop · e1 white king · g1 white knight · h1 white rook \| a8 black rook · c8 black bishop · d8 black queen · e8 black king · f8 black bishop · h8 black rook · a7 black pawn · b7 black pawn · c7 black pawn · d7 black pawn · f7 white queen · g7 black pawn · h7 black pawn · c6 black knight · f6 black knight · e5 black pawn · c4 white bishop · e4 white pawn · a2 white pawn · b2 white pawn · c2 white pawn · d2 white pawn · f2 white pawn · g2 white pawn · h2 white pawn · a1 white rook · b1 white knight · c1 white bishop · e1 white king · g1 white knight · h1 white rook \| a8 black rook · c8 black bishop · d8 black queen · e8 black king · f8 black bishop · h8 black rook · a7 black pawn · b7 black pawn · c7 black pawn · d7 black pawn · f7 white queen · g7 black pawn · h7 black pawn · c6 black knight · f6 black knight · e5 black pawn · c4 white bishop · e4 white pawn · a2 white pawn · b2 white pawn · c2 white pawn · d2 white pawn · f2 white pawn · g2 white pawn · h2 white pawn · a1 white rook · b1 white knight · c1 white bishop · e1 white king · g1 white knight · h1 white rook \| a8 black rook · c8 black bishop · d8 black queen · e8 black king · f8 black bishop · h8 black rook · a7 black pawn · b7 black pawn · c7 black pawn · d7 black pawn · f7 white queen · g7 black pawn · h7 black pawn · c6 black knight · f6 black knight · e5 black pawn · c4 white bishop · e4 white pawn · a2 white pawn · b2 white pawn · c2 white pawn · d2 white pawn · f2 white pawn · g2 white pawn · h2 white pawn · a1 white rook · b1 white knight · c1 white bishop · e1 white king · g1 white knight · h1 white rook \| 2 \| \| 1 \| a8 black rook · c8 black bishop · d8 black queen · e8 black king · f8 black bishop · h8 black rook · a7 black pawn · b7 black pawn · c7 black pawn · d7 black pawn · f7 white queen · g7 black pawn · h7 black pawn · c6 black knight · f6 black knight · e5 black pawn · c4 white bishop · e4 white pawn · a2 white pawn · b2 white pawn · c2 white pawn · d2 white pawn · f2 white pawn · g2 white pawn · h2 white pawn · a1 white rook · b1 white knight · c1 white bishop · e1 white king · g1 white knight · h1 white rook \| a8 black rook · c8 black bishop · d8 black queen · e8 black king · f8 black bishop · h8 black rook · a7 black pawn · b7 black pawn · c7 black pawn · d7 black pawn · f7 white queen · g7 black pawn · h7 black pawn · c6 black knight · f6 black knight · e5 black pawn · c4 white bishop · e4 white pawn · a2 white pawn · b2 white pawn · c2 white pawn · d2 white pawn · f2 white pawn · g2 white pawn · h2 white pawn · a1 white rook · b1 white knight · c1 white bishop · e1 white king · g1 white knight · h1 white rook \| a8 black rook · c8 black bishop · d8 black queen · e8 black king · f8 black bishop · h8 black rook · a7 black pawn · b7 black pawn · c7 black pawn · d7 black pawn · f7 white queen · g7 black pawn · h7 black pawn · c6 black knight · f6 black knight · e5 black pawn · c4 white bishop · e4 white pawn · a2 white pawn · b2 white pawn · c2 white pawn · d2 white pawn · f2 white pawn · g2 white pawn · h2 white pawn · a1 white rook · b1 white knight · c1 white bishop · e1 white king · g1 white knight · h1 white rook \| a8 black rook · c8 black bishop · d8 black queen · e8 black king · f8 black bishop · h8 black rook · a7 black pawn · b7 black pawn · c7 black pawn · d7 black pawn · f7 white queen · g7 black pawn · h7 black pawn · c6 black knight · f6 black knight · e5 black pawn · c4 white bishop · e4 white pawn · a2 white pawn · b2 white pawn · c2 white pawn · d2 white pawn · f2 white pawn · g2 white pawn · h2 white pawn · a1 white rook · b1 white knight · c1 white bishop · e1 white king · g1 white knight · h1 white rook \| a8 black rook · c8 black bishop · d8 black queen · e8 black king · f8 black bishop · h8 black rook · a7 black pawn · b7 black pawn · c7 black pawn · d7 black pawn · f7 white queen · g7 black pawn · h7 black pawn · c6 black knight · f6 black knight · e5 black pawn · c4 white bishop · e4 white pawn · a2 white pawn · b2 white pawn · c2 white pawn · d2 white pawn · f2 white pawn · g2 white pawn · h2 white pawn · a1 white rook · b1 white knight · c1 white bishop · e1 white king · g1 white knight · h1 white rook \| a8 black rook · c8 black bishop · d8 black queen · e8 black king · f8 black bishop · h8 black rook · a7 black pawn · b7 black pawn · c7 black pawn · d7 black pawn · f7 white queen · g7 black pawn · h7 black pawn · c6 black knight · f6 black knight · e5 black pawn · c4 white bishop · e4 white pawn · a2 white pawn · b2 white pawn · c2 white pawn · d2 white pawn · f2 white pawn · g2 white pawn · h2 white pawn · a1 white rook · b1 white knight · c1 white bishop · e1 white king · g1 white knight · h1 white rook \| a8 black rook · c8 black bishop · d8 black queen · e8 black king · f8 black bishop · h8 black rook · a7 black pawn · b7 black pawn · c7 black pawn · d7 black pawn · f7 white queen · g7 black pawn · h7 black pawn · c6 black knight · f6 black knight · e5 black pawn · c4 white bishop · e4 white pawn · a2 white pawn · b2 white pawn · c2 white pawn · d2 white pawn · f2 white pawn · g2 white pawn · h2 white pawn · a1 white rook · b1 white knight · c1 white bishop · e1 white king · g1 white knight · h1 white rook \| a8 black rook · c8 black bishop · d8 black queen · e8 black king · f8 black bishop · h8 black rook · a7 black pawn · b7 black pawn · c7 black pawn · d7 black pawn · f7 white queen · g7 black pawn · h7 black pawn · c6 black knight · f6 black knight · e5 black pawn · c4 white bishop · e4 white pawn · a2 white pawn · b2 white pawn · c2 white pawn · d2 white pawn · f2 white pawn · g2 white pawn · h2 white pawn · a1 white rook · b1 white knight · c1 white bishop · e1 white king · g1 white knight · h1 white rook \| 1 \| \| \| a \| b \| c \| d \| e \| f \| g \| h \| \|Chiếu hết Scholar — Quân đen bị chiếu bí. | | | | | | | | |   |
| | a | b | c | d | e | f | g | h |   |
| 8 | a8 black rook · c8 black bishop · d8 black queen · e8 black king · f8 black bishop · h8 black rook · a7 black pawn · b7 black pawn · c7 black pawn · d7 black pawn · f7 white queen · g7 black pawn · h7 black pawn · c6 black knight · f6 black knight · e5 black pawn · c4 white bishop · e4 white pawn · a2 white pawn · b2 white pawn · c2 white pawn · d2 white pawn · f2 white pawn · g2 white pawn · h2 white pawn · a1 white rook · b1 white knight · c1 white bishop · e1 white king · g1 white knight · h1 white rook | a8 black rook · c8 black bishop · d8 black queen · e8 black king · f8 black bishop · h8 black rook · a7 black pawn · b7 black pawn · c7 black pawn · d7 black pawn · f7 white queen · g7 black pawn · h7 black pawn · c6 black knight · f6 black knight · e5 black pawn · c4 white bishop · e4 white pawn · a2 white pawn · b2 white pawn · c2 white pawn · d2 white pawn · f2 white pawn · g2 white pawn · h2 white pawn · a1 white rook · b1 white knight · c1 white bishop · e1 white king · g1 white knight · h1 white rook | a8 black rook · c8 black bishop · d8 black queen · e8 black king · f8 black bishop · h8 black rook · a7 black pawn · b7 black pawn · c7 black pawn · d7 black pawn · f7 white queen · g7 black pawn · h7 black pawn · c6 black knight · f6 black knight · e5 black pawn · c4 white bishop · e4 white pawn · a2 white pawn · b2 white pawn · c2 white pawn · d2 white pawn · f2 white pawn · g2 white pawn · h2 white pawn · a1 white rook · b1 white knight · c1 white bishop · e1 white king · g1 white knight · h1 white rook | a8 black rook · c8 black bishop · d8 black queen · e8 black king · f8 black bishop · h8 black rook · a7 black pawn · b7 black pawn · c7 black pawn · d7 black pawn · f7 white queen · g7 black pawn · h7 black pawn · c6 black knight · f6 black knight · e5 black pawn · c4 white bishop · e4 white pawn · a2 white pawn · b2 white pawn · c2 white pawn · d2 white pawn · f2 white pawn · g2 white pawn · h2 white pawn · a1 white rook · b1 white knight · c1 white bishop · e1 white king · g1 white knight · h1 white rook | a8 black rook · c8 black bishop · d8 black queen · e8 black king · f8 black bishop · h8 black rook · a7 black pawn · b7 black pawn · c7 black pawn · d7 black pawn · f7 white queen · g7 black pawn · h7 black pawn · c6 black knight · f6 black knight · e5 black pawn · c4 white bishop · e4 white pawn · a2 white pawn · b2 white pawn · c2 white pawn · d2 white pawn · f2 white pawn · g2 white pawn · h2 white pawn · a1 white rook · b1 white knight · c1 white bishop · e1 white king · g1 white knight · h1 white rook | a8 black rook · c8 black bishop · d8 black queen · e8 black king · f8 black bishop · h8 black rook · a7 black pawn · b7 black pawn · c7 black pawn · d7 black pawn · f7 white queen · g7 black pawn · h7 black pawn · c6 black knight · f6 black knight · e5 black pawn · c4 white bishop · e4 white pawn · a2 white pawn · b2 white pawn · c2 white pawn · d2 white pawn · f2 white pawn · g2 white pawn · h2 white pawn · a1 white rook · b1 white knight · c1 white bishop · e1 white king · g1 white knight · h1 white rook | a8 black rook · c8 black bishop · d8 black queen · e8 black king · f8 black bishop · h8 black rook · a7 black pawn · b7 black pawn · c7 black pawn · d7 black pawn · f7 white queen · g7 black pawn · h7 black pawn · c6 black knight · f6 black knight · e5 black pawn · c4 white bishop · e4 white pawn · a2 white pawn · b2 white pawn · c2 white pawn · d2 white pawn · f2 white pawn · g2 white pawn · h2 white pawn · a1 white rook · b1 white knight · c1 white bishop · e1 white king · g1 white knight · h1 white rook | a8 black rook · c8 black bishop · d8 black queen · e8 black king · f8 black bishop · h8 black rook · a7 black pawn · b7 black pawn · c7 black pawn · d7 black pawn · f7 white queen · g7 black pawn · h7 black pawn · c6 black knight · f6 black knight · e5 black pawn · c4 white bishop · e4 white pawn · a2 white pawn · b2 white pawn · c2 white pawn · d2 white pawn · f2 white pawn · g2 white pawn · h2 white pawn · a1 white rook · b1 white knight · c1 white bishop · e1 white king · g1 white knight · h1 white rook | 8 |
| 7 | a8 black rook · c8 black bishop · d8 black queen · e8 black king · f8 black bishop · h8 black rook · a7 black pawn · b7 black pawn · c7 black pawn · d7 black pawn · f7 white queen · g7 black pawn · h7 black pawn · c6 black knight · f6 black knight · e5 black pawn · c4 white bishop · e4 white pawn · a2 white pawn · b2 white pawn · c2 white pawn · d2 white pawn · f2 white pawn · g2 white pawn · h2 white pawn · a1 white rook · b1 white knight · c1 white bishop · e1 white king · g1 white knight · h1 white rook | a8 black rook · c8 black bishop · d8 black queen · e8 black king · f8 black bishop · h8 black rook · a7 black pawn · b7 black pawn · c7 black pawn · d7 black pawn · f7 white queen · g7 black pawn · h7 black pawn · c6 black knight · f6 black knight · e5 black pawn · c4 white bishop · e4 white pawn · a2 white pawn · b2 white pawn · c2 white pawn · d2 white pawn · f2 white pawn · g2 white pawn · h2 white pawn · a1 white rook · b1 white knight · c1 white bishop · e1 white king · g1 white knight · h1 white rook | a8 black rook · c8 black bishop · d8 black queen · e8 black king · f8 black bishop · h8 black rook · a7 black pawn · b7 black pawn · c7 black pawn · d7 black pawn · f7 white queen · g7 black pawn · h7 black pawn · c6 black knight · f6 black knight · e5 black pawn · c4 white bishop · e4 white pawn · a2 white pawn · b2 white pawn · c2 white pawn · d2 white pawn · f2 white pawn · g2 white pawn · h2 white pawn · a1 white rook · b1 white knight · c1 white bishop · e1 white king · g1 white knight · h1 white rook | a8 black rook · c8 black bishop · d8 black queen · e8 black king · f8 black bishop · h8 black rook · a7 black pawn · b7 black pawn · c7 black pawn · d7 black pawn · f7 white queen · g7 black pawn · h7 black pawn · c6 black knight · f6 black knight · e5 black pawn · c4 white bishop · e4 white pawn · a2 white pawn · b2 white pawn · c2 white pawn · d2 white pawn · f2 white pawn · g2 white pawn · h2 white pawn · a1 white rook · b1 white knight · c1 white bishop · e1 white king · g1 white knight · h1 white rook | a8 black rook · c8 black bishop · d8 black queen · e8 black king · f8 black bishop · h8 black rook · a7 black pawn · b7 black pawn · c7 black pawn · d7 black pawn · f7 white queen · g7 black pawn · h7 black pawn · c6 black knight · f6 black knight · e5 black pawn · c4 white bishop · e4 white pawn · a2 white pawn · b2 white pawn · c2 white pawn · d2 white pawn · f2 white pawn · g2 white pawn · h2 white pawn · a1 white rook · b1 white knight · c1 white bishop · e1 white king · g1 white knight · h1 white rook | a8 black rook · c8 black bishop · d8 black queen · e8 black king · f8 black bishop · h8 black rook · a7 black pawn · b7 black pawn · c7 black pawn · d7 black pawn · f7 white queen · g7 black pawn · h7 black pawn · c6 black knight · f6 black knight · e5 black pawn · c4 white bishop · e4 white pawn · a2 white pawn · b2 white pawn · c2 white pawn · d2 white pawn · f2 white pawn · g2 white pawn · h2 white pawn · a1 white rook · b1 white knight · c1 white bishop · e1 white king · g1 white knight · h1 white rook | a8 black rook · c8 black bishop · d8 black queen · e8 black king · f8 black bishop · h8 black rook · a7 black pawn · b7 black pawn · c7 black pawn · d7 black pawn · f7 white queen · g7 black pawn · h7 black pawn · c6 black knight · f6 black knight · e5 black pawn · c4 white bishop · e4 white pawn · a2 white pawn · b2 white pawn · c2 white pawn · d2 white pawn · f2 white pawn · g2 white pawn · h2 white pawn · a1 white rook · b1 white knight · c1 white bishop · e1 white king · g1 white knight · h1 white rook | a8 black rook · c8 black bishop · d8 black queen · e8 black king · f8 black bishop · h8 black rook · a7 black pawn · b7 black pawn · c7 black pawn · d7 black pawn · f7 white queen · g7 black pawn · h7 black pawn · c6 black knight · f6 black knight · e5 black pawn · c4 white bishop · e4 white pawn · a2 white pawn · b2 white pawn · c2 white pawn · d2 white pawn · f2 white pawn · g2 white pawn · h2 white pawn · a1 white rook · b1 white knight · c1 white bishop · e1 white king · g1 white knight · h1 white rook | 7 |
| 6 | a8 black rook · c8 black bishop · d8 black queen · e8 black king · f8 black bishop · h8 black rook · a7 black pawn · b7 black pawn · c7 black pawn · d7 black pawn · f7 white queen · g7 black pawn · h7 black pawn · c6 black knight · f6 black knight · e5 black pawn · c4 white bishop · e4 white pawn · a2 white pawn · b2 white pawn · c2 white pawn · d2 white pawn · f2 white pawn · g2 white pawn · h2 white pawn · a1 white rook · b1 white knight · c1 white bishop · e1 white king · g1 white knight · h1 white rook | a8 black rook · c8 black bishop · d8 black queen · e8 black king · f8 black bishop · h8 black rook · a7 black pawn · b7 black pawn · c7 black pawn · d7 black pawn · f7 white queen · g7 black pawn · h7 black pawn · c6 black knight · f6 black knight · e5 black pawn · c4 white bishop · e4 white pawn · a2 white pawn · b2 white pawn · c2 white pawn · d2 white pawn · f2 white pawn · g2 white pawn · h2 white pawn · a1 white rook · b1 white knight · c1 white bishop · e1 white king · g1 white knight · h1 white rook | a8 black rook · c8 black bishop · d8 black queen · e8 black king · f8 black bishop · h8 black rook · a7 black pawn · b7 black pawn · c7 black pawn · d7 black pawn · f7 white queen · g7 black pawn · h7 black pawn · c6 black knight · f6 black knight · e5 black pawn · c4 white bishop · e4 white pawn · a2 white pawn · b2 white pawn · c2 white pawn · d2 white pawn · f2 white pawn · g2 white pawn · h2 white pawn · a1 white rook · b1 white knight · c1 white bishop · e1 white king · g1 white knight · h1 white rook | a8 black rook · c8 black bishop · d8 black queen · e8 black king · f8 black bishop · h8 black rook · a7 black pawn · b7 black pawn · c7 black pawn · d7 black pawn · f7 white queen · g7 black pawn · h7 black pawn · c6 black knight · f6 black knight · e5 black pawn · c4 white bishop · e4 white pawn · a2 white pawn · b2 white pawn · c2 white pawn · d2 white pawn · f2 white pawn · g2 white pawn · h2 white pawn · a1 white rook · b1 white knight · c1 white bishop · e1 white king · g1 white knight · h1 white rook | a8 black rook · c8 black bishop · d8 black queen · e8 black king · f8 black bishop · h8 black rook · a7 black pawn · b7 black pawn · c7 black pawn · d7 black pawn · f7 white queen · g7 black pawn · h7 black pawn · c6 black knight · f6 black knight · e5 black pawn · c4 white bishop · e4 white pawn · a2 white pawn · b2 white pawn · c2 white pawn · d2 white pawn · f2 white pawn · g2 white pawn · h2 white pawn · a1 white rook · b1 white knight · c1 white bishop · e1 white king · g1 white knight · h1 white rook | a8 black rook · c8 black bishop · d8 black queen · e8 black king · f8 black bishop · h8 black rook · a7 black pawn · b7 black pawn · c7 black pawn · d7 black pawn · f7 white queen · g7 black pawn · h7 black pawn · c6 black knight · f6 black knight · e5 black pawn · c4 white bishop · e4 white pawn · a2 white pawn · b2 white pawn · c2 white pawn · d2 white pawn · f2 white pawn · g2 white pawn · h2 white pawn · a1 white rook · b1 white knight · c1 white bishop · e1 white king · g1 white knight · h1 white rook | a8 black rook · c8 black bishop · d8 black queen · e8 black king · f8 black bishop · h8 black rook · a7 black pawn · b7 black pawn · c7 black pawn · d7 black pawn · f7 white queen · g7 black pawn · h7 black pawn · c6 black knight · f6 black knight · e5 black pawn · c4 white bishop · e4 white pawn · a2 white pawn · b2 white pawn · c2 white pawn · d2 white pawn · f2 white pawn · g2 white pawn · h2 white pawn · a1 white rook · b1 white knight · c1 white bishop · e1 white king · g1 white knight · h1 white rook | a8 black rook · c8 black bishop · d8 black queen · e8 black king · f8 black bishop · h8 black rook · a7 black pawn · b7 black pawn · c7 black pawn · d7 black pawn · f7 white queen · g7 black pawn · h7 black pawn · c6 black knight · f6 black knight · e5 black pawn · c4 white bishop · e4 white pawn · a2 white pawn · b2 white pawn · c2 white pawn · d2 white pawn · f2 white pawn · g2 white pawn · h2 white pawn · a1 white rook · b1 white knight · c1 white bishop · e1 white king · g1 white knight · h1 white rook | 6 |
| 5 | a8 black rook · c8 black bishop · d8 black queen · e8 black king · f8 black bishop · h8 black rook · a7 black pawn · b7 black pawn · c7 black pawn · d7 black pawn · f7 white queen · g7 black pawn · h7 black pawn · c6 black knight · f6 black knight · e5 black pawn · c4 white bishop · e4 white pawn · a2 white pawn · b2 white pawn · c2 white pawn · d2 white pawn · f2 white pawn · g2 white pawn · h2 white pawn · a1 white rook · b1 white knight · c1 white bishop · e1 white king · g1 white knight · h1 white rook | a8 black rook · c8 black bishop · d8 black queen · e8 black king · f8 black bishop · h8 black rook · a7 black pawn · b7 black pawn · c7 black pawn · d7 black pawn · f7 white queen · g7 black pawn · h7 black pawn · c6 black knight · f6 black knight · e5 black pawn · c4 white bishop · e4 white pawn · a2 white pawn · b2 white pawn · c2 white pawn · d2 white pawn · f2 white pawn · g2 white pawn · h2 white pawn · a1 white rook · b1 white knight · c1 white bishop · e1 white king · g1 white knight · h1 white rook | a8 black rook · c8 black bishop · d8 black queen · e8 black king · f8 black bishop · h8 black rook · a7 black pawn · b7 black pawn · c7 black pawn · d7 black pawn · f7 white queen · g7 black pawn · h7 black pawn · c6 black knight · f6 black knight · e5 black pawn · c4 white bishop · e4 white pawn · a2 white pawn · b2 white pawn · c2 white pawn · d2 white pawn · f2 white pawn · g2 white pawn · h2 white pawn · a1 white rook · b1 white knight · c1 white bishop · e1 white king · g1 white knight · h1 white rook | a8 black rook · c8 black bishop · d8 black queen · e8 black king · f8 black bishop · h8 black rook · a7 black pawn · b7 black pawn · c7 black pawn · d7 black pawn · f7 white queen · g7 black pawn · h7 black pawn · c6 black knight · f6 black knight · e5 black pawn · c4 white bishop · e4 white pawn · a2 white pawn · b2 white pawn · c2 white pawn · d2 white pawn · f2 white pawn · g2 white pawn · h2 white pawn · a1 white rook · b1 white knight · c1 white bishop · e1 white king · g1 white knight · h1 white rook | a8 black rook · c8 black bishop · d8 black queen · e8 black king · f8 black bishop · h8 black rook · a7 black pawn · b7 black pawn · c7 black pawn · d7 black pawn · f7 white queen · g7 black pawn · h7 black pawn · c6 black knight · f6 black knight · e5 black pawn · c4 white bishop · e4 white pawn · a2 white pawn · b2 white pawn · c2 white pawn · d2 white pawn · f2 white pawn · g2 white pawn · h2 white pawn · a1 white rook · b1 white knight · c1 white bishop · e1 white king · g1 white knight · h1 white rook | a8 black rook · c8 black bishop · d8 black queen · e8 black king · f8 black bishop · h8 black rook · a7 black pawn · b7 black pawn · c7 black pawn · d7 black pawn · f7 white queen · g7 black pawn · h7 black pawn · c6 black knight · f6 black knight · e5 black pawn · c4 white bishop · e4 white pawn · a2 white pawn · b2 white pawn · c2 white pawn · d2 white pawn · f2 white pawn · g2 white pawn · h2 white pawn · a1 white rook · b1 white knight · c1 white bishop · e1 white king · g1 white knight · h1 white rook | a8 black rook · c8 black bishop · d8 black queen · e8 black king · f8 black bishop · h8 black rook · a7 black pawn · b7 black pawn · c7 black pawn · d7 black pawn · f7 white queen · g7 black pawn · h7 black pawn · c6 black knight · f6 black knight · e5 black pawn · c4 white bishop · e4 white pawn · a2 white pawn · b2 white pawn · c2 white pawn · d2 white pawn · f2 white pawn · g2 white pawn · h2 white pawn · a1 white rook · b1 white knight · c1 white bishop · e1 white king · g1 white knight · h1 white rook | a8 black rook · c8 black bishop · d8 black queen · e8 black king · f8 black bishop · h8 black rook · a7 black pawn · b7 black pawn · c7 black pawn · d7 black pawn · f7 white queen · g7 black pawn · h7 black pawn · c6 black knight · f6 black knight · e5 black pawn · c4 white bishop · e4 white pawn · a2 white pawn · b2 white pawn · c2 white pawn · d2 white pawn · f2 white pawn · g2 white pawn · h2 white pawn · a1 white rook · b1 white knight · c1 white bishop · e1 white king · g1 white knight · h1 white rook | 5 |
| 4 | a8 black rook · c8 black bishop · d8 black queen · e8 black king · f8 black bishop · h8 black rook · a7 black pawn · b7 black pawn · c7 black pawn · d7 black pawn · f7 white queen · g7 black pawn · h7 black pawn · c6 black knight · f6 black knight · e5 black pawn · c4 white bishop · e4 white pawn · a2 white pawn · b2 white pawn · c2 white pawn · d2 white pawn · f2 white pawn · g2 white pawn · h2 white pawn · a1 white rook · b1 white knight · c1 white bishop · e1 white king · g1 white knight · h1 white rook | a8 black rook · c8 black bishop · d8 black queen · e8 black king · f8 black bishop · h8 black rook · a7 black pawn · b7 black pawn · c7 black pawn · d7 black pawn · f7 white queen · g7 black pawn · h7 black pawn · c6 black knight · f6 black knight · e5 black pawn · c4 white bishop · e4 white pawn · a2 white pawn · b2 white pawn · c2 white pawn · d2 white pawn · f2 white pawn · g2 white pawn · h2 white pawn · a1 white rook · b1 white knight · c1 white bishop · e1 white king · g1 white knight · h1 white rook | a8 black rook · c8 black bishop · d8 black queen · e8 black king · f8 black bishop · h8 black rook · a7 black pawn · b7 black pawn · c7 black pawn · d7 black pawn · f7 white queen · g7 black pawn · h7 black pawn · c6 black knight · f6 black knight · e5 black pawn · c4 white bishop · e4 white pawn · a2 white pawn · b2 white pawn · c2 white pawn · d2 white pawn · f2 white pawn · g2 white pawn · h2 white pawn · a1 white rook · b1 white knight · c1 white bishop · e1 white king · g1 white knight · h1 white rook | a8 black rook · c8 black bishop · d8 black queen · e8 black king · f8 black bishop · h8 black rook · a7 black pawn · b7 black pawn · c7 black pawn · d7 black pawn · f7 white queen · g7 black pawn · h7 black pawn · c6 black knight · f6 black knight · e5 black pawn · c4 white bishop · e4 white pawn · a2 white pawn · b2 white pawn · c2 white pawn · d2 white pawn · f2 white pawn · g2 white pawn · h2 white pawn · a1 white rook · b1 white knight · c1 white bishop · e1 white king · g1 white knight · h1 white rook | a8 black rook · c8 black bishop · d8 black queen · e8 black king · f8 black bishop · h8 black rook · a7 black pawn · b7 black pawn · c7 black pawn · d7 black pawn · f7 white queen · g7 black pawn · h7 black pawn · c6 black knight · f6 black knight · e5 black pawn · c4 white bishop · e4 white pawn · a2 white pawn · b2 white pawn · c2 white pawn · d2 white pawn · f2 white pawn · g2 white pawn · h2 white pawn · a1 white rook · b1 white knight · c1 white bishop · e1 white king · g1 white knight · h1 white rook | a8 black rook · c8 black bishop · d8 black queen · e8 black king · f8 black bishop · h8 black rook · a7 black pawn · b7 black pawn · c7 black pawn · d7 black pawn · f7 white queen · g7 black pawn · h7 black pawn · c6 black knight · f6 black knight · e5 black pawn · c4 white bishop · e4 white pawn · a2 white pawn · b2 white pawn · c2 white pawn · d2 white pawn · f2 white pawn · g2 white pawn · h2 white pawn · a1 white rook · b1 white knight · c1 white bishop · e1 white king · g1 white knight · h1 white rook | a8 black rook · c8 black bishop · d8 black queen · e8 black king · f8 black bishop · h8 black rook · a7 black pawn · b7 black pawn · c7 black pawn · d7 black pawn · f7 white queen · g7 black pawn · h7 black pawn · c6 black knight · f6 black knight · e5 black pawn · c4 white bishop · e4 white pawn · a2 white pawn · b2 white pawn · c2 white pawn · d2 white pawn · f2 white pawn · g2 white pawn · h2 white pawn · a1 white rook · b1 white knight · c1 white bishop · e1 white king · g1 white knight · h1 white rook | a8 black rook · c8 black bishop · d8 black queen · e8 black king · f8 black bishop · h8 black rook · a7 black pawn · b7 black pawn · c7 black pawn · d7 black pawn · f7 white queen · g7 black pawn · h7 black pawn · c6 black knight · f6 black knight · e5 black pawn · c4 white bishop · e4 white pawn · a2 white pawn · b2 white pawn · c2 white pawn · d2 white pawn · f2 white pawn · g2 white pawn · h2 white pawn · a1 white rook · b1 white knight · c1 white bishop · e1 white king · g1 white knight · h1 white rook | 4 |
| 3 | a8 black rook · c8 black bishop · d8 black queen · e8 black king · f8 black bishop · h8 black rook · a7 black pawn · b7 black pawn · c7 black pawn · d7 black pawn · f7 white queen · g7 black pawn · h7 black pawn · c6 black knight · f6 black knight · e5 black pawn · c4 white bishop · e4 white pawn · a2 white pawn · b2 white pawn · c2 white pawn · d2 white pawn · f2 white pawn · g2 white pawn · h2 white pawn · a1 white rook · b1 white knight · c1 white bishop · e1 white king · g1 white knight · h1 white rook | a8 black rook · c8 black bishop · d8 black queen · e8 black king · f8 black bishop · h8 black rook · a7 black pawn · b7 black pawn · c7 black pawn · d7 black pawn · f7 white queen · g7 black pawn · h7 black pawn · c6 black knight · f6 black knight · e5 black pawn · c4 white bishop · e4 white pawn · a2 white pawn · b2 white pawn · c2 white pawn · d2 white pawn · f2 white pawn · g2 white pawn · h2 white pawn · a1 white rook · b1 white knight · c1 white bishop · e1 white king · g1 white knight · h1 white rook | a8 black rook · c8 black bishop · d8 black queen · e8 black king · f8 black bishop · h8 black rook · a7 black pawn · b7 black pawn · c7 black pawn · d7 black pawn · f7 white queen · g7 black pawn · h7 black pawn · c6 black knight · f6 black knight · e5 black pawn · c4 white bishop · e4 white pawn · a2 white pawn · b2 white pawn · c2 white pawn · d2 white pawn · f2 white pawn · g2 white pawn · h2 white pawn · a1 white rook · b1 white knight · c1 white bishop · e1 white king · g1 white knight · h1 white rook | a8 black rook · c8 black bishop · d8 black queen · e8 black king · f8 black bishop · h8 black rook · a7 black pawn · b7 black pawn · c7 black pawn · d7 black pawn · f7 white queen · g7 black pawn · h7 black pawn · c6 black knight · f6 black knight · e5 black pawn · c4 white bishop · e4 white pawn · a2 white pawn · b2 white pawn · c2 white pawn · d2 white pawn · f2 white pawn · g2 white pawn · h2 white pawn · a1 white rook · b1 white knight · c1 white bishop · e1 white king · g1 white knight · h1 white rook | a8 black rook · c8 black bishop · d8 black queen · e8 black king · f8 black bishop · h8 black rook · a7 black pawn · b7 black pawn · c7 black pawn · d7 black pawn · f7 white queen · g7 black pawn · h7 black pawn · c6 black knight · f6 black knight · e5 black pawn · c4 white bishop · e4 white pawn · a2 white pawn · b2 white pawn · c2 white pawn · d2 white pawn · f2 white pawn · g2 white pawn · h2 white pawn · a1 white rook · b1 white knight · c1 white bishop · e1 white king · g1 white knight · h1 white rook | a8 black rook · c8 black bishop · d8 black queen · e8 black king · f8 black bishop · h8 black rook · a7 black pawn · b7 black pawn · c7 black pawn · d7 black pawn · f7 white queen · g7 black pawn · h7 black pawn · c6 black knight · f6 black knight · e5 black pawn · c4 white bishop · e4 white pawn · a2 white pawn · b2 white pawn · c2 white pawn · d2 white pawn · f2 white pawn · g2 white pawn · h2 white pawn · a1 white rook · b1 white knight · c1 white bishop · e1 white king · g1 white knight · h1 white rook | a8 black rook · c8 black bishop · d8 black queen · e8 black king · f8 black bishop · h8 black rook · a7 black pawn · b7 black pawn · c7 black pawn · d7 black pawn · f7 white queen · g7 black pawn · h7 black pawn · c6 black knight · f6 black knight · e5 black pawn · c4 white bishop · e4 white pawn · a2 white pawn · b2 white pawn · c2 white pawn · d2 white pawn · f2 white pawn · g2 white pawn · h2 white pawn · a1 white rook · b1 white knight · c1 white bishop · e1 white king · g1 white knight · h1 white rook | a8 black rook · c8 black bishop · d8 black queen · e8 black king · f8 black bishop · h8 black rook · a7 black pawn · b7 black pawn · c7 black pawn · d7 black pawn · f7 white queen · g7 black pawn · h7 black pawn · c6 black knight · f6 black knight · e5 black pawn · c4 white bishop · e4 white pawn · a2 white pawn · b2 white pawn · c2 white pawn · d2 white pawn · f2 white pawn · g2 white pawn · h2 white pawn · a1 white rook · b1 white knight · c1 white bishop · e1 white king · g1 white knight · h1 white rook | 3 |
| 2 | a8 black rook · c8 black bishop · d8 black queen · e8 black king · f8 black bishop · h8 black rook · a7 black pawn · b7 black pawn · c7 black pawn · d7 black pawn · f7 white queen · g7 black pawn · h7 black pawn · c6 black knight · f6 black knight · e5 black pawn · c4 white bishop · e4 white pawn · a2 white pawn · b2 white pawn · c2 white pawn · d2 white pawn · f2 white pawn · g2 white pawn · h2 white pawn · a1 white rook · b1 white knight · c1 white bishop · e1 white king · g1 white knight · h1 white rook | a8 black rook · c8 black bishop · d8 black queen · e8 black king · f8 black bishop · h8 black rook · a7 black pawn · b7 black pawn · c7 black pawn · d7 black pawn · f7 white queen · g7 black pawn · h7 black pawn · c6 black knight · f6 black knight · e5 black pawn · c4 white bishop · e4 white pawn · a2 white pawn · b2 white pawn · c2 white pawn · d2 white pawn · f2 white pawn · g2 white pawn · h2 white pawn · a1 white rook · b1 white knight · c1 white bishop · e1 white king · g1 white knight · h1 white rook | a8 black rook · c8 black bishop · d8 black queen · e8 black king · f8 black bishop · h8 black rook · a7 black pawn · b7 black pawn · c7 black pawn · d7 black pawn · f7 white queen · g7 black pawn · h7 black pawn · c6 black knight · f6 black knight · e5 black pawn · c4 white bishop · e4 white pawn · a2 white pawn · b2 white pawn · c2 white pawn · d2 white pawn · f2 white pawn · g2 white pawn · h2 white pawn · a1 white rook · b1 white knight · c1 white bishop · e1 white king · g1 white knight · h1 white rook | a8 black rook · c8 black bishop · d8 black queen · e8 black king · f8 black bishop · h8 black rook · a7 black pawn · b7 black pawn · c7 black pawn · d7 black pawn · f7 white queen · g7 black pawn · h7 black pawn · c6 black knight · f6 black knight · e5 black pawn · c4 white bishop · e4 white pawn · a2 white pawn · b2 white pawn · c2 white pawn · d2 white pawn · f2 white pawn · g2 white pawn · h2 white pawn · a1 white rook · b1 white knight · c1 white bishop · e1 white king · g1 white knight · h1 white rook | a8 black rook · c8 black bishop · d8 black queen · e8 black king · f8 black bishop · h8 black rook · a7 black pawn · b7 black pawn · c7 black pawn · d7 black pawn · f7 white queen · g7 black pawn · h7 black pawn · c6 black knight · f6 black knight · e5 black pawn · c4 white bishop · e4 white pawn · a2 white pawn · b2 white pawn · c2 white pawn · d2 white pawn · f2 white pawn · g2 white pawn · h2 white pawn · a1 white rook · b1 white knight · c1 white bishop · e1 white king · g1 white knight · h1 white rook | a8 black rook · c8 black bishop · d8 black queen · e8 black king · f8 black bishop · h8 black rook · a7 black pawn · b7 black pawn · c7 black pawn · d7 black pawn · f7 white queen · g7 black pawn · h7 black pawn · c6 black knight · f6 black knight · e5 black pawn · c4 white bishop · e4 white pawn · a2 white pawn · b2 white pawn · c2 white pawn · d2 white pawn · f2 white pawn · g2 white pawn · h2 white pawn · a1 white rook · b1 white knight · c1 white bishop · e1 white king · g1 white knight · h1 white rook | a8 black rook · c8 black bishop · d8 black queen · e8 black king · f8 black bishop · h8 black rook · a7 black pawn · b7 black pawn · c7 black pawn · d7 black pawn · f7 white queen · g7 black pawn · h7 black pawn · c6 black knight · f6 black knight · e5 black pawn · c4 white bishop · e4 white pawn · a2 white pawn · b2 white pawn · c2 white pawn · d2 white pawn · f2 white pawn · g2 white pawn · h2 white pawn · a1 white rook · b1 white knight · c1 white bishop · e1 white king · g1 white knight · h1 white rook | a8 black rook · c8 black bishop · d8 black queen · e8 black king · f8 black bishop · h8 black rook · a7 black pawn · b7 black pawn · c7 black pawn · d7 black pawn · f7 white queen · g7 black pawn · h7 black pawn · c6 black knight · f6 black knight · e5 black pawn · c4 white bishop · e4 white pawn · a2 white pawn · b2 white pawn · c2 white pawn · d2 white pawn · f2 white pawn · g2 white pawn · h2 white pawn · a1 white rook · b1 white knight · c1 white bishop · e1 white king · g1 white knight · h1 white rook | 2 |
| 1 | a8 black rook · c8 black bishop · d8 black queen · e8 black king · f8 black bishop · h8 black rook · a7 black pawn · b7 black pawn · c7 black pawn · d7 black pawn · f7 white queen · g7 black pawn · h7 black pawn · c6 black knight · f6 black knight · e5 black pawn · c4 white bishop · e4 white pawn · a2 white pawn · b2 white pawn · c2 white pawn · d2 white pawn · f2 white pawn · g2 white pawn · h2 white pawn · a1 white rook · b1 white knight · c1 white bishop · e1 white king · g1 white knight · h1 white rook | a8 black rook · c8 black bishop · d8 black queen · e8 black king · f8 black bishop · h8 black rook · a7 black pawn · b7 black pawn · c7 black pawn · d7 black pawn · f7 white queen · g7 black pawn · h7 black pawn · c6 black knight · f6 black knight · e5 black pawn · c4 white bishop · e4 white pawn · a2 white pawn · b2 white pawn · c2 white pawn · d2 white pawn · f2 white pawn · g2 white pawn · h2 white pawn · a1 white rook · b1 white knight · c1 white bishop · e1 white king · g1 white knight · h1 white rook | a8 black rook · c8 black bishop · d8 black queen · e8 black king · f8 black bishop · h8 black rook · a7 black pawn · b7 black pawn · c7 black pawn · d7 black pawn · f7 white queen · g7 black pawn · h7 black pawn · c6 black knight · f6 black knight · e5 black pawn · c4 white bishop · e4 white pawn · a2 white pawn · b2 white pawn · c2 white pawn · d2 white pawn · f2 white pawn · g2 white pawn · h2 white pawn · a1 white rook · b1 white knight · c1 white bishop · e1 white king · g1 white knight · h1 white rook | a8 black rook · c8 black bishop · d8 black queen · e8 black king · f8 black bishop · h8 black rook · a7 black pawn · b7 black pawn · c7 black pawn · d7 black pawn · f7 white queen · g7 black pawn · h7 black pawn · c6 black knight · f6 black knight · e5 black pawn · c4 white bishop · e4 white pawn · a2 white pawn · b2 white pawn · c2 white pawn · d2 white pawn · f2 white pawn · g2 white pawn · h2 white pawn · a1 white rook · b1 white knight · c1 white bishop · e1 white king · g1 white knight · h1 white rook | a8 black rook · c8 black bishop · d8 black queen · e8 black king · f8 black bishop · h8 black rook · a7 black pawn · b7 black pawn · c7 black pawn · d7 black pawn · f7 white queen · g7 black pawn · h7 black pawn · c6 black knight · f6 black knight · e5 black pawn · c4 white bishop · e4 white pawn · a2 white pawn · b2 white pawn · c2 white pawn · d2 white pawn · f2 white pawn · g2 white pawn · h2 white pawn · a1 white rook · b1 white knight · c1 white bishop · e1 white king · g1 white knight · h1 white rook | a8 black rook · c8 black bishop · d8 black queen · e8 black king · f8 black bishop · h8 black rook · a7 black pawn · b7 black pawn · c7 black pawn · d7 black pawn · f7 white queen · g7 black pawn · h7 black pawn · c6 black knight · f6 black knight · e5 black pawn · c4 white bishop · e4 white pawn · a2 white pawn · b2 white pawn · c2 white pawn · d2 white pawn · f2 white pawn · g2 white pawn · h2 white pawn · a1 white rook · b1 white knight · c1 white bishop · e1 white king · g1 white knight · h1 white rook | a8 black rook · c8 black bishop · d8 black queen · e8 black king · f8 black bishop · h8 black rook · a7 black pawn · b7 black pawn · c7 black pawn · d7 black pawn · f7 white queen · g7 black pawn · h7 black pawn · c6 black knight · f6 black knight · e5 black pawn · c4 white bishop · e4 white pawn · a2 white pawn · b2 white pawn · c2 white pawn · d2 white pawn · f2 white pawn · g2 white pawn · h2 white pawn · a1 white rook · b1 white knight · c1 white bishop · e1 white king · g1 white knight · h1 white rook | a8 black rook · c8 black bishop · d8 black queen · e8 black king · f8 black bishop · h8 black rook · a7 black pawn · b7 black pawn · c7 black pawn · d7 black pawn · f7 white queen · g7 black pawn · h7 black pawn · c6 black knight · f6 black knight · e5 black pawn · c4 white bishop · e4 white pawn · a2 white pawn · b2 white pawn · c2 white pawn · d2 white pawn · f2 white pawn · g2 white pawn · h2 white pawn · a1 white rook · b1 white knight · c1 white bishop · e1 white king · g1 white knight · h1 white rook | 1 |
| | a | b | c | d | e | f | g | h |   |

Chiếu hết Scholar (còn gọi là 4 nước chiếu hết hay chiếu hết 4 nước) là cách chiếu hết đạt được bằng các nước đi:
1. e4 e5 2. Qh5 Nc6 3. Bc4 Nf6?? 4. Qxf7#
Các nước đi có thể được chơi theo một thứ tự khác hoặc có chút thay đổi, nhưng ý tưởng cơ bản là giống nhau: quân hậu và quân tượng kết hợp trong một cuộc tấn công phối hợp đơn giản vào f7 (hoặc f2 nếu Đen đang thực hiện thế chiếu). Ngoài ra còn có các cách khác để chiếu vua trong bốn nước đi.